# 下関市
下関市（しものせきし）は、山口県の西部、本州の最西端にある都市。中核市および中枢中核都市に指定されている。

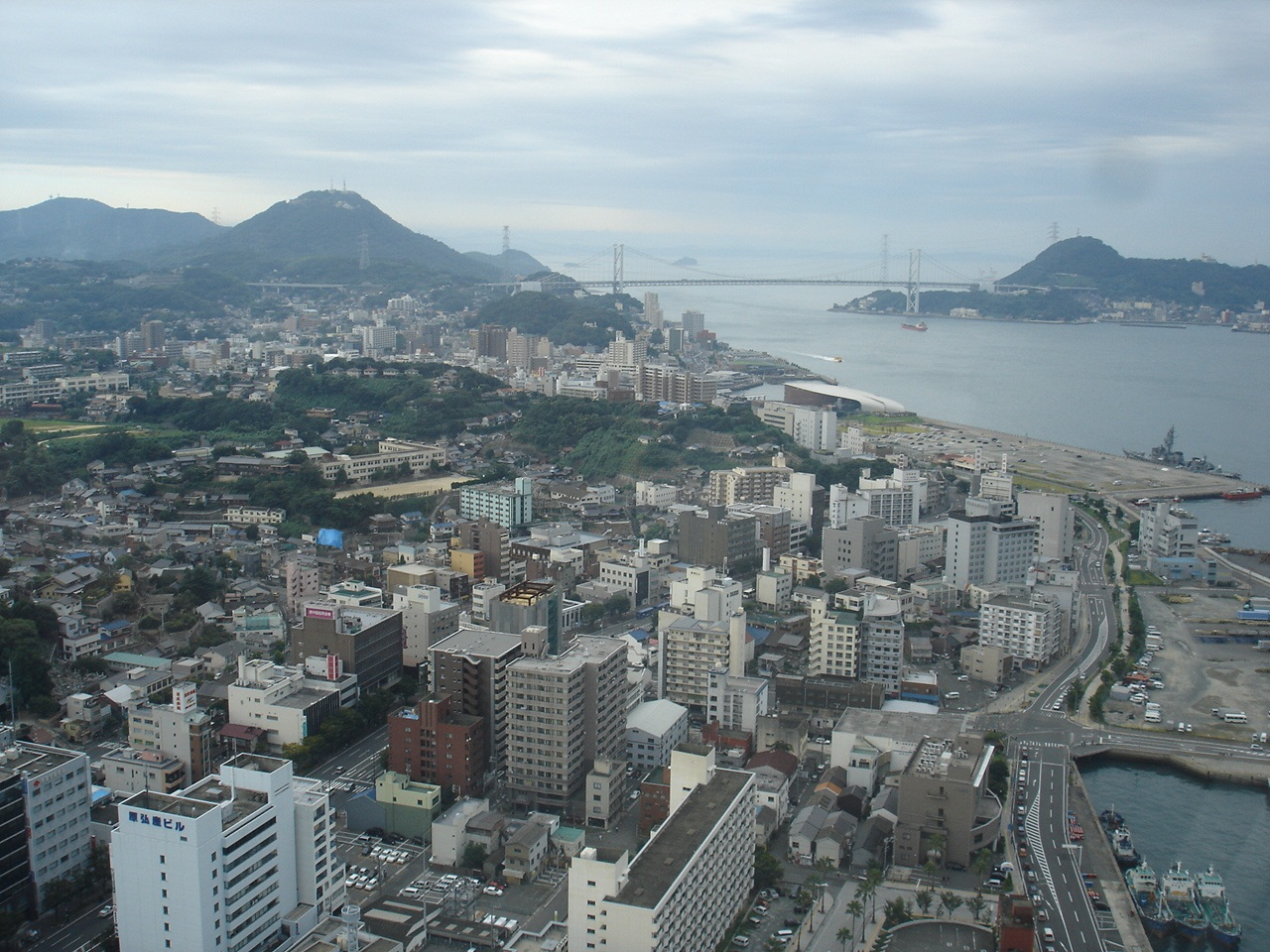
海峡ゆめタワーから下関市中心部東側と関門海峡を望む（中央部に見えるのは関門橋、右上は北九州市門司区）

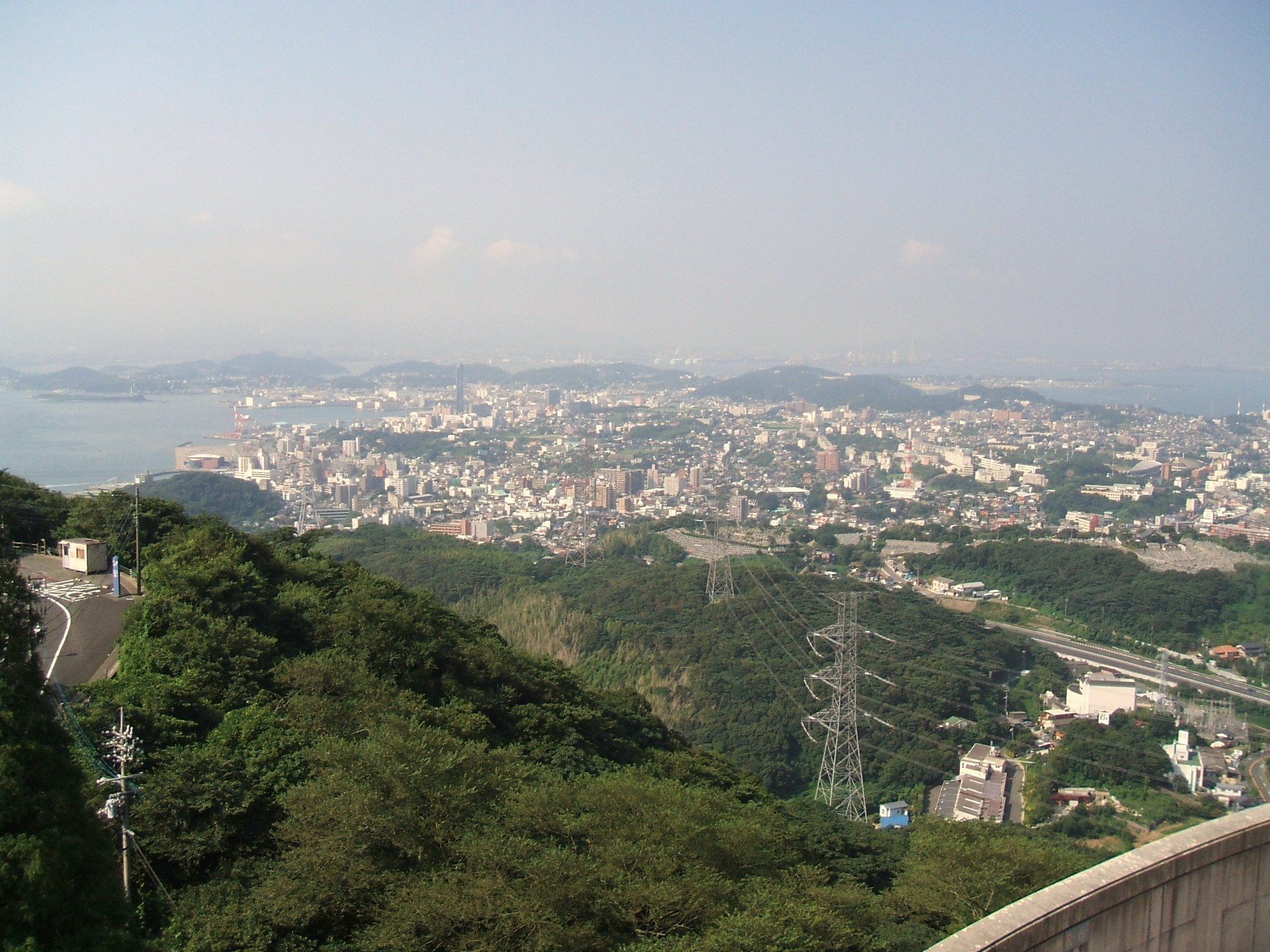
火の山から望む下関市中心部

## 概要
古くから関門海峡に面する港湾都市、大陸への玄関口として栄えたこともあって人口は県庁所在地の山口市をも上回り、山口県下では最大である。
中国地方では広島市、岡山市、倉敷市、福山市に次ぐ5番目の規模であり、近畿地方以西では唯一県庁所在地の人口を上回る中核市でもある。
関門橋や関門トンネル、新関門トンネルなどで繋がる対岸の福岡県北九州市と密接な関係を持ち、関門都市圏を形成する。北九州市の中心駅である小倉駅と下関駅との間は在来線で15分程度の近さであるため、北九州市への通勤通学者も一定数存在する。
下関港周辺は、古くは「赤間関」（あかまがせき、あかませき、あかまのせき）と呼ばれており、これを赤馬関とも書いたことから、これを略した「馬関」（ばかん）という別名も用いられた。また、唐戸市場を中心として日本最大のフグの集積地としても有名である。また、関門海峡を臨む春帆楼はふぐ料理公許第一号店である。
戦前から下関港を発着する関釜連絡船（現在の関釜フェリー）は、日本から朝鮮半島や中国大陸へ渡る主要ルートの1つとなったことから、東アジア諸国への玄関口としての機能をも有する。陸上交通・海上交通の両面で重要な地点となったことから、戦時中には「下関要塞」として関門海峡沿岸部一帯が大日本帝国陸軍の支配下に置かれた。
1878年の郡区町村編制法により赤間関区（あかまがせきく）が置かれたことに始まり、1889年4月1日の市制施行時には日本で最初に市制を施行された31市の1つ（山口県で唯一）として赤間関市が発足した。1902年6月1日に現在の市名である『下関市』に改名した。現在の市制は2代目で、2005年2月13日に下関広域都市圏を構成していた（旧）下関市と豊浦郡の4町（菊川町、豊田町、豊浦町、豊北町）の計1市4町が合併（新設合併）して、新たに発足したものである。合併前の下関市・豊浦郡で下関都市圏（下関広域都市圏）を形成していたが、現在は1市で都市圏を構成し経済面でも山口県及び県西部の中心都市となっている。（詳細は経済を参照）

## 地理・人口

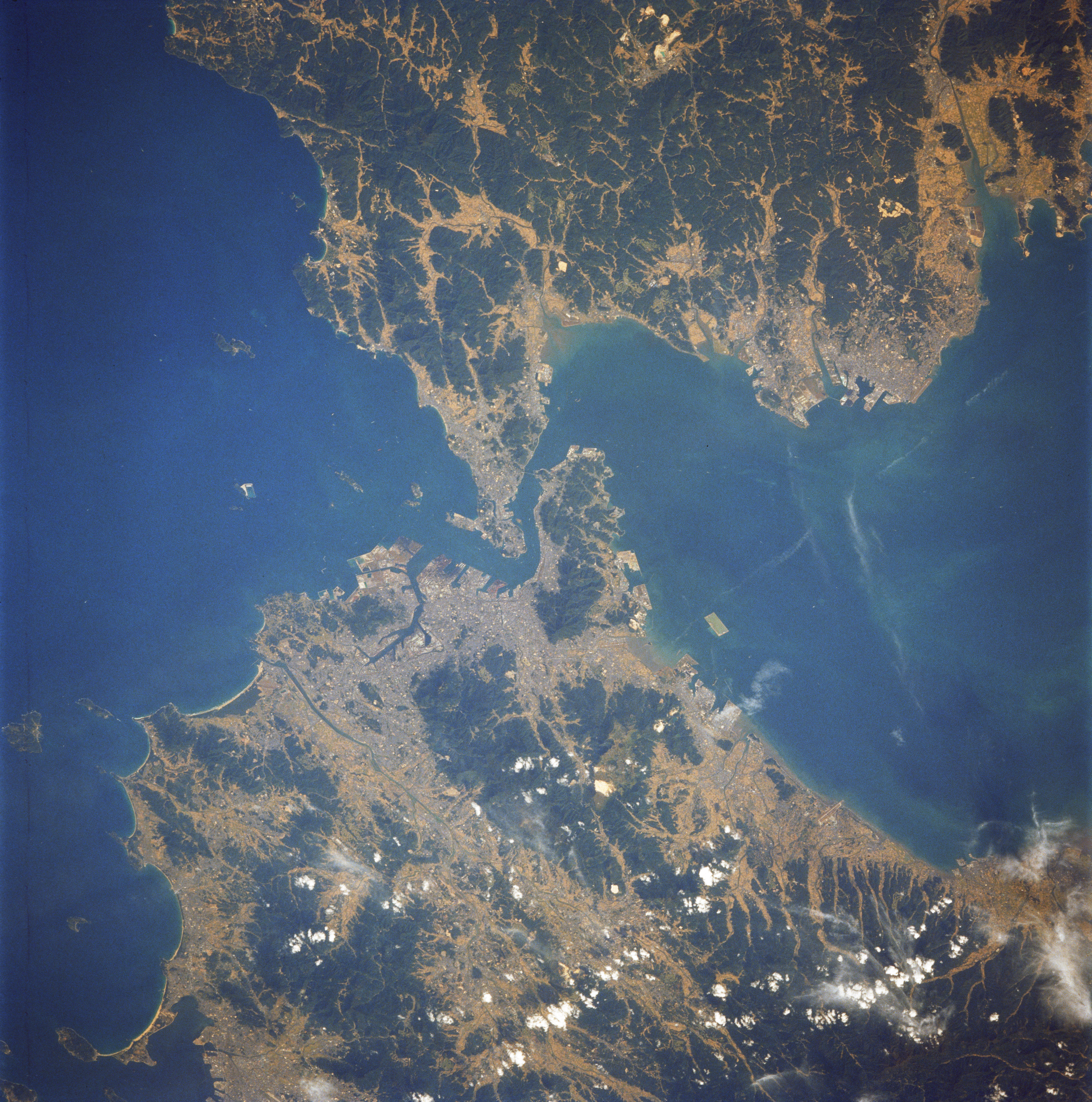
関門海峡の衛星写真。上が下関市、下が北九州市（若干の歪みあり）。

下関市中心部周辺の空中写真。
2009年4月29日撮影の72枚を合成作成。。

### 地勢
下関市は山口県の最西端かつ、本州の最西端に位置する。関門海峡を挟んで西を日本海（響灘）、南を瀬戸内海（周防灘）に接する。周防灘に注ぐ木屋川や響灘に注ぐ綾羅木川などの河口付近に形成されている沖積平野部を除くと、稜線が海岸ぎりぎりまで接近する地形となっており、特に旧市街では平地が少ない。また下関中心部と長府地区を遮るように霊鷲山や大唐楯山、茶臼山が存在している。旧郡部ではいくつかの盆地が点在し、それぞれの盆地で集落を形成している。市内に位置する主な山としては、関門海峡に面し瀬戸内海国立公園を形成する火の山、航空通信施設などのある華山、あるいは狗留孫山などがある。人の住む島としては、関門海峡に面した彦島、響灘に浮かぶ角島、蓋井島、六連島がある。

### 気候
下関市の気候は複雑で、日本海側気候と瀬戸内海式気候と太平洋側気候の境界に当たる。冬は北西の季節風の影響で曇天が多く、雨・雪の降る日もある。降雪量は少ない。
三方（西・南・東）を海に囲まれ、響灘を流れる対馬海流の影響もあり、旧市内及び響灘沿岸の日較差（日最高気温と日最低気温の差）は小さく、夏は山口県の他の地域に比べるとそれほど高温にならず、冬も低温にならない為温暖で過ごしやすい地域と言える。しかし、豊田町や菊川町など山沿いの内陸部では寒暖の差は大きい。
| 下関地方気象台（下関市竹崎町、標高3m）の気候            | 下関地方気象台（下関市竹崎町、標高3m）の気候 | 下関地方気象台（下関市竹崎町、標高3m）の気候 | 下関地方気象台（下関市竹崎町、標高3m）の気候 | 下関地方気象台（下関市竹崎町、標高3m）の気候 | 下関地方気象台（下関市竹崎町、標高3m）の気候 | 下関地方気象台（下関市竹崎町、標高3m）の気候 | 下関地方気象台（下関市竹崎町、標高3m）の気候 | 下関地方気象台（下関市竹崎町、標高3m）の気候 | 下関地方気象台（下関市竹崎町、標高3m）の気候 | 下関地方気象台（下関市竹崎町、標高3m）の気候 | 下関地方気象台（下関市竹崎町、標高3m）の気候 | 下関地方気象台（下関市竹崎町、標高3m）の気候 | 下関地方気象台（下関市竹崎町、標高3m）の気候 |
| 月                                                      | 1月                                          | 2月                                          | 3月                                          | 4月                                          | 5月                                          | 6月                                          | 7月                                          | 8月                                          | 9月                                          | 10月                                         | 11月                                         | 12月                                         | 年                                           |
| ------------------------------------------------------- | -------------------------------------------- | -------------------------------------------- | -------------------------------------------- | -------------------------------------------- | -------------------------------------------- | -------------------------------------------- | -------------------------------------------- | -------------------------------------------- | -------------------------------------------- | -------------------------------------------- | -------------------------------------------- | -------------------------------------------- | -------------------------------------------- |
| 最高気温記録 °C （°F）                                  | 19.1 (66.4)                                  | 23.7 (74.7)                                  | 26.2 (79.2)                                  | 29.7 (85.5)                                  | 30.9 (87.6)                                  | 35.1 (95.2)                                  | 36.2 (97.2)                                  | 37.0 (98.6)                                  | 35.0 (95)                                    | 30.8 (87.4)                                  | 26.9 (80.4)                                  | 26.2 (79.2)                                  | 37.0 (98.6)                                  |
| 平均最高気温 °C （°F）                                  | 9.7 (49.5)                                   | 10.5 (50.9)                                  | 13.7 (56.7)                                  | 18.4 (65.1)                                  | 22.7 (72.9)                                  | 25.8 (78.4)                                  | 29.7 (85.5)                                  | 31.3 (88.3)                                  | 27.8 (82)                                    | 23.0 (73.4)                                  | 17.5 (63.5)                                  | 12.3 (54.1)                                  | 20.2 (68.4)                                  |
| 日平均気温 °C （°F）                                    | 7.2 (45)                                     | 7.5 (45.5)                                   | 10.3 (50.5)                                  | 14.7 (58.5)                                  | 19.1 (66.4)                                  | 22.5 (72.5)                                  | 26.5 (79.7)                                  | 27.9 (82.2)                                  | 24.6 (76.3)                                  | 19.7 (67.5)                                  | 14.5 (58.1)                                  | 9.5 (49.1)                                   | 17.0 (62.6)                                  |
| 平均最低気温 °C （°F）                                  | 4.8 (40.6)                                   | 4.9 (40.8)                                   | 7.4 (45.3)                                   | 11.6 (52.9)                                  | 16.2 (61.2)                                  | 20.1 (68.2)                                  | 24.2 (75.6)                                  | 25.6 (78.1)                                  | 22.2 (72)                                    | 16.9 (62.4)                                  | 11.8 (53.2)                                  | 7.0 (44.6)                                   | 14.4 (57.9)                                  |
| 最低気温記録 °C （°F）                                  | −6.3 (20.7)                                  | −6.5 (20.3)                                  | −5.5 (22.1)                                  | 0.5 (32.9)                                   | 6.5 (43.7)                                   | 9.5 (49.1)                                   | 15.1 (59.2)                                  | 17.5 (63.5)                                  | 12.8 (55)                                    | 5.9 (42.6)                                   | 0.7 (33.3)                                   | −4.6 (23.7)                                  | −6.5 (20.3)                                  |
| 降水量 mm （inch）                                      | 80.0 (3.15)                                  | 75.9 (2.988)                                 | 121.2 (4.772)                                | 130.8 (5.15)                                 | 154.2 (6.071)                                | 253.6 (9.984)                                | 309.4 (12.181)                               | 190.0 (7.48)                                 | 162.6 (6.402)                                | 83.7 (3.295)                                 | 81.9 (3.224)                                 | 69.1 (2.72)                                  | 1,712.3 (67.413)                             |
| 降雪量 cm （inch）                                      | 1 (0.4)                                      | 1 (0.4)                                      | 0 (0)                                        | 0 (0)                                        | 0 (0)                                        | 0 (0)                                        | 0 (0)                                        | 0 (0)                                        | 0 (0)                                        | 0 (0)                                        | 0 (0)                                        | 0 (0)                                        | 2 (0.8)                                      |
| 平均降水日数 （≥0.5 mm）                                | 11.5                                         | 10.7                                         | 11.4                                         | 10.4                                         | 9.7                                          | 12.4                                         | 12.0                                         | 10.0                                         | 9.8                                          | 7.2                                          | 9.0                                          | 10.9                                         | 124.9                                        |
| 平均降雪日数                                            | 10.5                                         | 6.9                                          | 2.6                                          | 0.0                                          | 0.0                                          | 0.0                                          | 0.0                                          | 0.0                                          | 0.0                                          | 0.0                                          | 0.8                                          | 7.0                                          | 27.7                                         |
| % 湿度                                                  | 63                                           | 63                                           | 65                                           | 67                                           | 70                                           | 78                                           | 79                                           | 75                                           | 73                                           | 67                                           | 66                                           | 63                                           | 69                                           |
| 平均月間日照時間                                        | 95.8                                         | 116.1                                        | 162.9                                        | 187.6                                        | 207.1                                        | 146.6                                        | 172.4                                        | 207.2                                        | 161.9                                        | 176.3                                        | 134.7                                        | 102.6                                        | 1,875.9                                      |
| 出典：気象庁 (平均値：1991年-2020年、極値：1883年-現在) |                                              |                                              |                                              |                                              |                                              |                                              |                                              |                                              |                                              |                                              |                                              |                                              |                                              |

| 豊田（下関市豊田町大字稲光字土橋、標高40m）（1991年 - 2020年）の気候 | 豊田（下関市豊田町大字稲光字土橋、標高40m）（1991年 - 2020年）の気候 | 豊田（下関市豊田町大字稲光字土橋、標高40m）（1991年 - 2020年）の気候 | 豊田（下関市豊田町大字稲光字土橋、標高40m）（1991年 - 2020年）の気候 | 豊田（下関市豊田町大字稲光字土橋、標高40m）（1991年 - 2020年）の気候 | 豊田（下関市豊田町大字稲光字土橋、標高40m）（1991年 - 2020年）の気候 | 豊田（下関市豊田町大字稲光字土橋、標高40m）（1991年 - 2020年）の気候 | 豊田（下関市豊田町大字稲光字土橋、標高40m）（1991年 - 2020年）の気候 | 豊田（下関市豊田町大字稲光字土橋、標高40m）（1991年 - 2020年）の気候 | 豊田（下関市豊田町大字稲光字土橋、標高40m）（1991年 - 2020年）の気候 | 豊田（下関市豊田町大字稲光字土橋、標高40m）（1991年 - 2020年）の気候 | 豊田（下関市豊田町大字稲光字土橋、標高40m）（1991年 - 2020年）の気候 | 豊田（下関市豊田町大字稲光字土橋、標高40m）（1991年 - 2020年）の気候 | 豊田（下関市豊田町大字稲光字土橋、標高40m）（1991年 - 2020年）の気候 |
| 月                                                                   | 1月                                                                  | 2月                                                                  | 3月                                                                  | 4月                                                                  | 5月                                                                  | 6月                                                                  | 7月                                                                  | 8月                                                                  | 9月                                                                  | 10月                                                                 | 11月                                                                 | 12月                                                                 | 年                                                                   |
| -------------------------------------------------------------------- | -------------------------------------------------------------------- | -------------------------------------------------------------------- | -------------------------------------------------------------------- | -------------------------------------------------------------------- | -------------------------------------------------------------------- | -------------------------------------------------------------------- | -------------------------------------------------------------------- | -------------------------------------------------------------------- | -------------------------------------------------------------------- | -------------------------------------------------------------------- | -------------------------------------------------------------------- | -------------------------------------------------------------------- | -------------------------------------------------------------------- |
| 最高気温記録 °C （°F）                                               | 16.8 (62.2)                                                          | 21.8 (71.2)                                                          | 25.1 (77.2)                                                          | 28.4 (83.1)                                                          | 31.4 (88.5)                                                          | 34.1 (93.4)                                                          | 35.7 (96.3)                                                          | 36.2 (97.2)                                                          | 35.0 (95)                                                            | 30.7 (87.3)                                                          | 26.4 (79.5)                                                          | 23.2 (73.8)                                                          | 36.2 (97.2)                                                          |
| 平均最高気温 °C （°F）                                               | 8.7 (47.7)                                                           | 9.8 (49.6)                                                           | 13.4 (56.1)                                                          | 18.6 (65.5)                                                          | 23.1 (73.6)                                                          | 25.9 (78.6)                                                          | 29.3 (84.7)                                                          | 30.7 (87.3)                                                          | 27.2 (81)                                                            | 22.3 (72.1)                                                          | 16.7 (62.1)                                                          | 11.2 (52.2)                                                          | 19.8 (67.6)                                                          |
| 日平均気温 °C （°F）                                                 | 3.6 (38.5)                                                           | 4.4 (39.9)                                                           | 7.5 (45.5)                                                           | 12.4 (54.3)                                                          | 17.3 (63.1)                                                          | 21.2 (70.2)                                                          | 25.1 (77.2)                                                          | 25.9 (78.6)                                                          | 22.0 (71.6)                                                          | 16.1 (61)                                                            | 10.4 (50.7)                                                          | 5.4 (41.7)                                                           | 14.3 (57.7)                                                          |
| 平均最低気温 °C （°F）                                               | −1.1 (30)                                                            | −0.8 (30.6)                                                          | 1.7 (35.1)                                                           | 6.1 (43)                                                             | 11.4 (52.5)                                                          | 17.0 (62.6)                                                          | 21.6 (70.9)                                                          | 22.1 (71.8)                                                          | 17.8 (64)                                                            | 10.8 (51.4)                                                          | 5.0 (41)                                                             | 0.5 (32.9)                                                           | 9.4 (48.9)                                                           |
| 最低気温記録 °C （°F）                                               | −7.9 (17.8)                                                          | −9.1 (15.6)                                                          | −6.2 (20.8)                                                          | −4.0 (24.8)                                                          | 0.0 (32)                                                             | 5.5 (41.9)                                                           | 12.0 (53.6)                                                          | 14.3 (57.7)                                                          | 4.6 (40.3)                                                           | −0.6 (30.9)                                                          | −3.7 (25.3)                                                          | −6.3 (20.7)                                                          | −9.1 (15.6)                                                          |
| 降水量 mm （inch）                                                   | 90.8 (3.575)                                                         | 88.3 (3.476)                                                         | 140.5 (5.531)                                                        | 151.4 (5.961)                                                        | 183.7 (7.232)                                                        | 272.5 (10.728)                                                       | 342.8 (13.496)                                                       | 201.2 (7.921)                                                        | 167.8 (6.606)                                                        | 93.3 (3.673)                                                         | 88.2 (3.472)                                                         | 83.1 (3.272)                                                         | 1,899.1 (74.768)                                                     |
| 平均降水日数 （≥1.0 mm）                                             | 11.3                                                                 | 10.7                                                                 | 11.6                                                                 | 10.0                                                                 | 9.5                                                                  | 12.4                                                                 | 11.6                                                                 | 9.9                                                                  | 9.5                                                                  | 7.7                                                                  | 9.3                                                                  | 11.1                                                                 | 124.6                                                                |
| 平均月間日照時間                                                     | 99.8                                                                 | 107.6                                                                | 156.1                                                                | 182.9                                                                | 206.1                                                                | 137.0                                                                | 152.6                                                                | 189.8                                                                | 151.6                                                                | 169.5                                                                | 134.5                                                                | 103.9                                                                | 1,791.3                                                              |
| 出典1：Japan Meteorological Agency                                   |                                                                      |                                                                      |                                                                      |                                                                      |                                                                      |                                                                      |                                                                      |                                                                      |                                                                      |                                                                      |                                                                      |                                                                      |                                                                      |
| 出典2：気象庁                                                        |                                                                      |                                                                      |                                                                      |                                                                      |                                                                      |                                                                      |                                                                      |                                                                      |                                                                      |                                                                      |                                                                      |                                                                      |                                                                      |

### 人口
| |                                        |  |
| 下関市と全国の年齢別人口分布（2005年） | 下関市の年齢・男女別人口分布（2005年） |  |
| ■紫色 ― 下関市 ■緑色 ― 日本全国 | ■青色 ― 男性 ■赤色 ― 女性              |  |
| 下関市（に相当する地域）の人口の推移 \| 1970年（昭和45年） \| 315,603人 \| \| \| 1975年（昭和50年） \| 322,300人 \| \| \| 1980年（昭和55年） \| 325,478人 \| \| \| 1985年（昭和60年） \| 324,585人 \| \| \| 1990年（平成2年） \| 315,643人 \| \| \| 1995年（平成7年） \| 310,717人 \| \| \| 2000年（平成12年） \| 301,097人 \| \| \| 2005年（平成17年） \| 290,693人 \| \| \| 2010年（平成22年） \| 280,947人 \| \| \| 2015年（平成27年） \| 268,517人 \| \| \| 2020年（令和2年） \| 255,051人 \| \| |                                        |  |
| 総務省統計局 国勢調査より |                                        |  |
| 1970年（昭和45年） | 315,603人                              |  |
| 1975年（昭和50年） | 322,300人                              |  |
| 1980年（昭和55年） | 325,478人                              |  |
| 1985年（昭和60年） | 324,585人                              |  |
| 1990年（平成2年） | 315,643人                              |  |
| 1995年（平成7年） | 310,717人                              |  |
| 2000年（平成12年） | 301,097人                              |  |
| 2005年（平成17年） | 290,693人                              |  |
| 2010年（平成22年） | 280,947人                              |  |
| 2015年（平成27年） | 268,517人                              |  |
| 2020年（令和2年） | 255,051人                              |  |

旧下関市と旧豊浦郡合併時直近の国勢調査（2000年10月）に基づく旧1市4町の人口の合計が30万1097人 と、（当時の）中核市移行の基準である30万人 を越えていたため、合併同年の2005年（平成17年）10月1日に中核市の指定を受けた。ただし、合併以来人口は減少している（2005年の国勢調査時点では29万693人）。2024年の人口は約24万人であるが、山口県最大である。

### 北九州市との関係
下関市は、関門海峡の対岸に位置する北九州市とともに本州と九州の接点・大陸への玄関口として発達してきた。両市が中心となって形成される都市圏は関門都市圏とも呼ばれるように、両市の経済面および文化的な繋がりは極めて深い。観光（関門海峡花火大会）や行政サービスなどで両市の交流が盛んなほか、買い物・娯楽・通勤通学・交通機関利用（下関駅、小倉駅や北九州空港）などを目的とした両市間の人の流れが日常的にある。下関は北九州都市圏の5％都市圏であり実質、同一の生活圏を形成していると言える。ゆえに北九州市の商業・娯楽施設の動向が、下関市内にある同施設の経営戦略に影響を与えている。また、一時期ではあるが下関市と北九州市の道州制を見据えた越境合併及び関門特別市構想について両市で話し合いが行われたこともある。

### 隣接自治体・行政区
山口県
- 長門市
- 山陽小野田市
- 美祢市

福岡県（海上で隣接）
- 北九州市（門司区・小倉北区）

## 歴史
古くより九州や中国・朝鮮半島といったアジア大陸からの本州の玄関口として栄え、江戸時代には｢西の浪華｣と呼ばれるほどの賑わいだった。また日本史における数々の重要な出来事に関係している都市でもある。
「下関」の名称の初見は869年（貞観11年） であるのに対し、「赤間関」の名称の初見は1185年（元暦2年）である。ただし、これを関所の名称 と捉え、「あかま（赤間・赤馬）」が地名であると解すると平安時代まで遡ることができる。いずれにしても鎌倉時代に「赤間関」という呼び名が成立し、付属する港湾や関門海峡の長門国側を指す広域地名、更には対岸の豊前国門司関を含めた関門海峡全体の別名としても用いられた。
元寇をきっかけに赤間関を防衛するために長門守護は長門探題とされて北条氏一門が任ぜられた。北条氏が滅びると長門の御家人であった厚東氏が長門守護とされるが、南北朝の内乱の中で周防国の在庁官人・御家人であった大内氏が南朝方として周防・長門両国を征服、後に北朝方に離反して室町幕府から両国の守護、更に対岸の豊前国の守護にも任ぜられて赤間関を含めた関門海峡両岸を大内氏が支配する体制が16世紀中期まで200年近く続くことになる。大内氏は赤間関に代官を設置して直接管理し、港湾の管理・関銭や帆別銭の徴収・明や朝鮮などの外交使節への応対などにあたった。
特に外国からの船舶が東へと向かうためには必ず赤間関に立ち寄って瀬戸内海を経由して京都方面に向かうことになり、朝鮮通信使（朝鮮の使節）が博多に寄らずに直接赤間関を目指した例もある。また、室町幕府が派遣した遣明船の往復の際にも必ず赤間関に立ち寄り、帰国時には赤間関から京都へ使者が送られていた。遣明船の記録でも、往路は寧波到着時に日本の年号から明の年号に改め、帰路は赤間関到着時に日本の年号に戻す慣例 があった。また、16世紀に大内氏が日明貿易を独占すると遣明船から抽分銭を徴収する抽分司官が赤間関に置かれた他、明の朝廷に献上する貢物や輸出品を保管する倉庫も設置され、朝鮮などの外国人も居住していた。

### 戦国時代まで

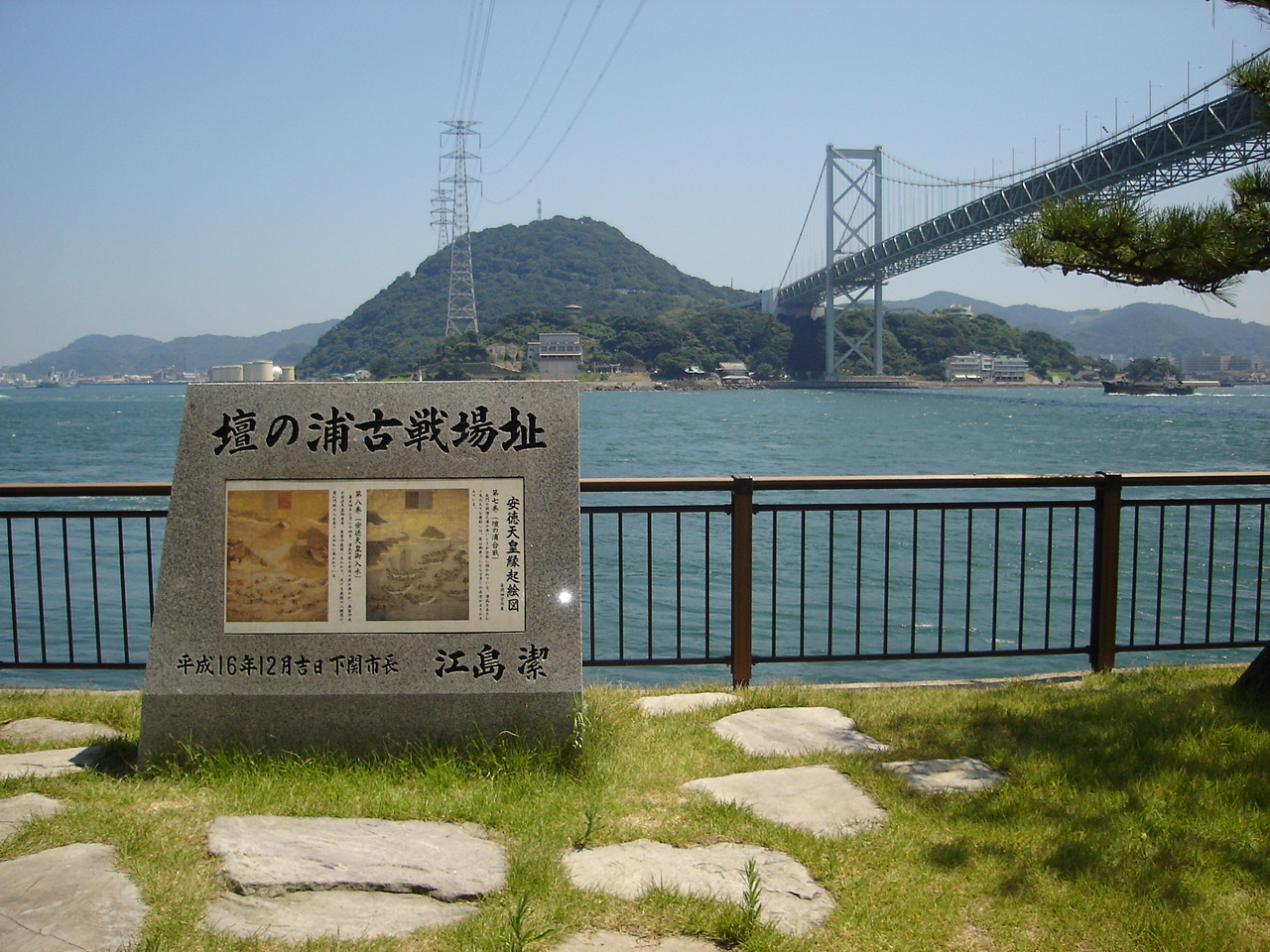
壇ノ浦古戦場址の碑（みもすそ川公園）

弥生時代には既に現在の下関市域には集落が複数存在しており、綾羅木郷遺跡（川中地区）、土井ヶ浜遺跡（現在の豊北地区）などに当時の遺構が現在も残る。
- 200年ころ - 日本書紀によれば、このころ仲哀天皇が現在の下関市長府に穴門豊浦宮を設置したとされる。
- 7世紀 - 長門国国府を現在の長府に設置。
- 991年（正暦2年） - 大宰府赴任途中の藤原佐理が長門赤馬泊（赤間関の古称）にて「離洛帖」（国宝）を記す。
- 1185年（元暦2年・寿永4年） - 壇ノ浦の戦いで平家滅亡、安徳天皇入水、源平合戦終結。
- 1276年（建治2年） - 鎌倉幕府が長門探題を設置。
- 1557年（弘治3年） - 大内義長が長府の長福寺（功山寺）にて自害、大内氏滅亡。

### 江戸時代
- 1600年（慶長5年） - 毛利秀元（長州藩主毛利輝元の養子）が長府に館を構え、長州藩の支藩として長府藩が成立。
- 1607年（慶長12年） - 朝鮮通信使来関。以後、当地が朝鮮通信使の寄港地の一つとなる。
- 1612年（慶長17年） - 巌流島にて宮本武蔵と佐々木小次郎の決闘が行われる。
- 1653年（承応2年） - 清末藩（長州藩の孫藩）が成立。（現在の清末地区）
- 1672年（寛文12年） - 西廻り航路の北前船が就航
- 1840年（天保11年） - 長州藩が港に越荷方を設置。
- 1863年（文久3年） - 関門海峡航行中のアメリカ商船を砲撃する事件（いわゆる下関事件）が発生。豊浦郡田耕村（現在の豊北地区）にて中山忠光が暗殺される。
- 1865年（元治元年） - 下関戦争（馬関戦争）が長州藩と連合国（イギリス・フランス・オランダ・アメリカ）との間で勃発。高杉晋作による奇兵隊の功山寺挙兵（元治の内乱）。

### 明治から第二次大戦まで
- 1889年（明治22年） - 市制施行し、赤間関市（あかまがせきし）発足。
- 1891年（明治24年） - 戦場ヶ原、椋野砲台完成。
- 1893年（明治26年） - 大阪に次ぐ全国で2番目の日銀支店として下関に日本銀行西部支店開設（初代支店長は高橋是清）。
- 1895年（明治28年） - 春帆楼にて下関条約（日清講和条約）締結。下関要塞司令部設置。
- 1896年（明治29年） - 唐戸湾埋立完成。唐戸町誕生。
- 1898年（明治31年） - 山陽鉄道子会社により門司港との間に定期航路（関門連絡船）が就航。
- 1900年（明治33年） - 赤間関郵便局が東南部町に新築移転（現在の下関南部町郵便局であり、現存する最古の郵便局庁舎）。
- 1901年（明治34年） - 馬関駅（現下関駅）が細江町に開業し、山陽鉄道の終点となる。西細江、豊前田、竹崎町の海岸埋立。
- 1902年（明治35年） - 下関市に改称。明治天皇行幸。山陽ホテル営業開始。
- 1905年（明治38年） - 関釜連絡船が就航。
- 1906年（明治39年） - 上水道給水開始（全国で9番目）。内日水源地完成。山陽鉄道および関釜連絡船の国有化。英国領事館開設。
- 1909年（明治42年） - 市章制定。
- 1911年（明治44年） - 内務省下関土木出張所が設置される（山口県・広島県・島根県の一部と九州・沖縄を担当）。ガス供給開始。日本初の貨車輸送船就航。
- 1912年（明治45年/大正元年） - 新橋駅〜下関駅間で日本最初の特別急行列車運転開始。
- 1913年（大正2年） - 市内で初めて東駅−唐戸間にバスが走る。
- 1914年（大正3年） - 長州鉄道北浦線の東下関〜小串間開通（現在の山陰本線）。三菱合資会社彦島造船所（三菱重工業下関造船所の前身）が江の浦に開所。
- 1915年（大正4年） - 秋田商会ビル建築。
- 1918年（大正7年） - 長門鉄道小月−西市間開通。
- 1920年（大正9年） - 下関市立下関中学校（現在の山口県立下関西高等学校の前身）創設。
- 1921年（大正10年） - 生野村（山の田から東駅に至る領域）を編入合併。
- 1922年（大正11年） - 山陽ホテル焼失。
- 1924年（大正13年） - 山陽ホテル再建。山陽電気軌道設立。
- 1926年（大正15年） - 山陽電気軌道壇ノ浦〜松原間開通（以後路線拡張し、1971年まで営業）。摂政宮（当時の皇太子で後の昭和天皇）行啓。
- 1927年（昭和2年） - 日和山公園完成。
- 1929年（昭和4年） - 功山寺仏殿および住吉神社本殿が国宝に指定。
- 1930年（昭和5年） - 唐戸桟橋設置。下関警察署が東南部町から西細江町に移転。
- 1931年（昭和6年） - 長府海面埋立。市内でラジオ放送開始。
- 1932年（昭和7年） - 下関市歌を制定（新設合併後も継続使用）。山陽百貨店営業開始。長府楽園地開設。
- 1933年（昭和8年） - 山陰線全線開通。唐戸魚菜市場（唐戸市場の前身）完成。彦島町合併。
- 1935年（昭和10年） - 関門トンネル起工式。
- 1937年（昭和12年） - 長府町、川中村、安岡村合併。日清講和記念館落成。
- 1938年（昭和13年） - 市政50周年。神戸製鋼所開設のため長府楽園閉鎖。
- 1939年（昭和14年） - 小月、王司、清末、吉見、勝山合併。
- 1940年（昭和15年） - 鉄道省が「東京・下関間新幹線建設基準（弾丸列車）」（現在の新幹線）を制定。下関飛行場（小月航空基地の前身）完成。
- 1942年（昭和17年） - 世界初の海底鉄道トンネルである関門鉄道トンネルが開通。下関駅が現在地（竹崎町）に移転。
- 1943年（昭和18年） - 大政翼賛会下関支部発足。
- 1944年（昭和19年） - 山口銀行開店。下関・北九州初の空襲。
- 1945年（昭和20年） - B-29による関門海峡への機雷敷設および下関大空襲。対馬海峡の封鎖により関釜連絡船が休止に。6月29日と7月2日の二度にわたる市街地への大規模な空襲で市街地の大半を焼失、死者324人の犠牲を出した。

### 戦後から昭和後期
- 1945年（昭和20年） 
  - 終戦後も関門海峡や吉見沖合で、輸送船などが触雷により沈没する事故が多発[20]。
  - アメリカ軍海兵隊進駐。引揚・復興両事務所開設。
- 1946年（昭和21年） - 市庁舎が王江国民学校から日本軍西部74部隊跡に移転。
- 1947年（昭和22年）
  - 10月17日 - 長府町で火災が発生し、家屋800戸が全焼。200戸が延焼を防ぐために取り壊される[21]。下関復興港祭（後の下関みなと祭）開催。昭和天皇行幸。
  - 12月2日 - 昭和天皇の戦後巡幸。翌日にかけて漁港、市役所、罹災者収容所などに行幸[22]。
- 1949年（昭和24年） - 下関球場完成。まるは球団（大洋ホエールズ、現在の横浜DeNAベイスターズ）が下関の地に創設。
- 1950年（昭和25年） - 下関大丸オープン。小月競馬場復活。先帝祭復活。伊崎町大火。
- 1951年（昭和26年） - 下関港を特定重要港湾（現在名＝国際拠点港湾）に指定。下関漁港が特定第3種漁港に指定。
- 1952年（昭和27年） - 市水道局発足。市教育委員会成立。
- 1953年（昭和28年） - 関門トンネル浸水。
- 1954年（昭和29年） - 関彦橋完成。吉母、蓋井島編入。下関競艇場開場。
- 1955年（昭和30年） - 吉田、王喜村、内日村合併。
- 1956年（昭和31年） - 下関市立水族館（旧水族館）オープン。火の山が市民に開放。火の山公園などが瀬戸内海国立公園に編入。NHK下関放送局開局。
- 1957年（昭和32年） - 下関観測所が下関地方気象台に昇格。亀山八幡宮再建。
- 1958年（昭和33年） - 市政70周年。世界初の海底国道トンネルである関門国道トンネルが開通。人道部も同時開通し、徒歩で九州に渡れるようになる。火の山ロープウェイ開通。4月6日には天皇・皇后が来関、奉迎者が駅前に殺到して混乱が生じた[23]。
- 1959年（昭和34年） - 韓国工作船明星号沈没事件。山口血液銀行開設。
- 1960年（昭和35年） - 蓋井島の山の神の森が重要文化財指定。火の山ユースホステル開所。日本国有鉄道下関出張所開設。
- 1961年（昭和38年） - 老の山公園開園。
- 1962年（昭和37年） - 下関市立大学開学。
- 1963年（昭和38年） - 水産大学校設置。選抜高等学校野球大会で下関商業高等学校優勝。
- 1964年（昭和39年） - 国鉄関門連絡船航路廃止。
- 1965年（昭和40年） - 綾羅木郷遺跡の発掘調査開始。火の山に国際海上超短波無線局開局。
- 1966年（昭和41年） - 下関漁港が年間水揚げ量日本一となる（約28万5千トン）。財政再建準用団体指定。駐下関韓国領事館開設。
  - 同年9月17日 - 北朝鮮の武装密航船が竹崎町岸壁に接岸。乗組員の脱北者数名が下関海上保安署に自首。（平新艇事件）
- 1967年（昭和42年） - 山口県総合庁舎完成。市内で初めて歩道橋完成。中国電力下関発電所完成。
- 1969年（昭和44年） - 綾羅木郷遺跡が史跡に指定。下関図書館が上田中町に新築移転。
- 1970年（昭和45年） - 関釜フェリーが就航。1945年以来25年ぶりに朝鮮半島・釜山との海上連絡が復活。
- 1971年（昭和46年） - サントス市（ブラジル連邦共和国）と姉妹友好都市締結。路面電車全線廃止。関九フェリー就航。
- 1972年（昭和47年） - イスタンブール市（トルコ共和国）と姉妹友好都市締結。広域消防本部発足。粗大ごみ計画収集開始。火の山パークウェイ開通。
- 1973年（昭和48年） - 関門橋が開通（開通時点では日本および東洋で最長の吊り橋）。青年の家開設。身体障害者福祉モデル都市に指定。中国自動車道下関−小月間開通。
- 1974年（昭和49年） - ふぐの市場が唐戸から南風泊に移転。
- 1975年（昭和50年） - 山陽新幹線開通、新下関駅の開業（長門一ノ宮駅を改称）。新関門トンネル開通（開通当時は日本一長い鉄道トンネル）。彦島有料道路、彦島大橋完成。
- 1976年（昭和51年） - 釜山市（大韓民国）と姉妹友好都市締結。市民プール完成。グリーンモール完成。
- 1977年（昭和52年） - シーモール下関（オープン当時、西日本最大の複合商業施設）が開店。
- 1978年（昭和53年） - 下関奥山工場開設。
- 1979年（昭和54年） - 青島市（中華人民共和国）と姉妹友好都市締結。
- 1980年（昭和55年） - 深坂自然の森開設。彦島終末処理場完成。
- 1982年（昭和57年） - ごみの分別収集開始。
- 1983年（昭和58年） - 下関市立美術館開館。
- 1986年（昭和61年） - 第1回維新・海峡ウォーク、第1回しものせき海峡まつり開催。
- 1988年（昭和63年） - 下関市立中央病院開院。小月バイパス全線開通。下関港国際ターミナル改築オープン。

### 平成時代
- 1989年（昭和64年/平成元年） - 市政100周年。海峡ゆめ広場オープン。
- 1990年（平成2年） - 山陰終末処理場運転開始。彦島図書館開館。内日ダム完成。
- 1991年（平成3年） - 新湯の原ダム完成。大谷斎場完成。日韓高速ジェットライナー就航。
- 1992年（平成4年） - カラトピアオープン。岬之町コンテナターミナル完成。
- 1993年（平成5年） - 長府庭園開園。
- 1994年（平成6年） - 下関港がFAZ〔Foreign Access Zone〕輸入促進地域に指定。ヘルシーランド下関オープン。下関駅前人口地盤竣工。
- 1995年（平成7年） - 運輸省が下関港を中枢国際港湾に指定。下関市立考古博物館開館。
- 1996年（平成8年） - 山口県国際総合センター（海峡メッセ下関）オープン。
- 1997年（平成9年） - 韓国名誉総領事館開設。
- 1998年（平成10年） - ピッツバーグ市（アメリカ合衆国）と姉妹友好都市締結。青島航路週1便が就航。COME ON! FM（コミュニティエフエム下関）が開局。
- 1999年（平成11年）9月29日 - 下関通り魔殺人事件。旧英国領事館が重要文化財に指定。
- 2001年（平成13年） - しものせき水族館 海響館オープン。唐戸市場リニューアルオープン。
- 2002年（平成14年） - 特例市に指定。海峡メッセ下関にて国際捕鯨委員会 （IWC）の第54回年次総会を開催。
- 2004年（平成16年） - みもすそ川公園リニューアルオープン。
- 2005年（平成17年）2月13日 - 下記の合併により新たに下関市が発足。この合併により再び特例市に指定。上海フェリー開設。青海フェリー増便。
- 2005年（平成17年）10月1日 - 中核市に指定。
- 2006年（平成18年） - 水道給水100周年。
  - 1月7日、下関駅放火事件。
  - 蘇州航路就航。
- 2009年（平成21年） - 長州出島一部供用開始。ゆめシティオープン。
- 2011年（平成23年） - 国土交通省が下関港を日本海側拠点港および総合的拠点港に指定。光陽航路就航。
- 2013年（平成25年）
  - 3月 - 川棚クスの森リニューアルオープン。
  - 4月 - 下関商業高校講堂竣工。みのりの丘ジビエセンター開所。
  - 8月 - 調査捕鯨母船「日新丸」を含む第26次南極海鯨類捕獲調査船団が4年ぶりに入港。
  - 9月 - はい！からっと横丁オープン。
  - 10月 - 山口県道259号新下関停車場稗田線開通。新消防庁舎竣工。
  - 11月 - 中核市サミット2013in下関。
- 2014年（平成26年） - 馬関港開港150周年。
  - 2月 - 勝山公民館オープン。豊北総合支所新庁舎竣工。
  - 3月 - JR下関駅ビルオープン。火の山公園トルコチューリップ園にオルハン・スヨルジュの記念碑設置。駐日トルコ大使館とトルコ航空と命名記念事業開催。
  - 4月 - ふくふくこども館オープン。
  - 6月 - 2014ほたるサミット下関開催。
  - 7月 - シネマサンシャイン下関オープン。旧下関英国領事館リニューアルオープン。
  - 8月 - 海響館入館者数1000万人達成。
- 2015年（平成27年）
  - 2月 - 下関市合併10周年。
  - 3月 - 国道191号下関北バイパス全線開通。
  - 4月 - 定期コンテナ航路が長州出島に移転。
  - 5月 - 第58回日本糖尿病学会年次学術集会開催。
  - 6月 - 佳子内親王が御来関。
  - 8月 - 下関商業高校野球部が20年ぶり9回目の夏の甲子園出場。市役所本庁舎新館グランドオープン。
  - 10月 - 豊田総合支所新庁舎完成。市役所立体駐車場完成。ねんりんピックおいでませ！山口2015開催。
- 2016年（平成28年） 
  - 3月 - 火の山ユースホステル「海峡の風」グランドオープン。下関市教育センターオープン。
  - 4月 - 熊本地震のため緊急消防援助隊を阿蘇市と南阿蘇村に派遣。
  - 7月 - 大型クルーズ客船「レジェンド・オブ・ザ・シーズ」が長州出島に初寄港。
  - 9月 - 全国道の駅ランキングで道の駅北浦街道 豊北が1位。リオデジャネイロオリンピック柔道男子100キロ超級銀メダリスト原沢久喜選手、同パラリンピック視覚障害マラソン銀メダリスト道下美里選手に市民栄誉賞。
  - 10月 - 釜山広域市との友好姉妹都市締結40周年。「下関ふく」の地理的表示（GI）水産区分で国内第1号認定。ふくふくこども館の入館者数50万人達成。
  - 11月 - 下関市立歴史博物館開館。
- 2017年（平成29年） 
  - 3月 - 前田晋太郎新下関市長就任。
  - 4月 - 関門“ノスタルジック”海峡が日本遺産認定。ボートレース下関で中国地区初のナイターレーススタート。
  - 6月 - トワイライトエクスプレス瑞風、新観光列車○○のはなし出発。
  - 10月 - 長州出島にガントリークレーン設置。朝鮮通信使がUNESCOの「世界の記憶」登録認定。
- 2018年（平成30年） - 「明治維新150周年」「ふく食解禁130年」「関門トンネル開通60周年」「火の山ロープウェイ開業60周年」「園芸センター60周年」記念事業。
  - 3月 - ボートレース下関過去最高売上。
  - 4月 - 下関市立中央こども園開園。菊川体育館「菊川ベルちゃん体育館」、菊川総合支所新庁舎併用開始。市生活バスのワンコイン化。
  - 6月 - 道の駅蛍街道西ノ市来場者数1100万人。
  - 8月 - 下関国際高校野球部が第100回全国高等学校野球選手権大会で8強入り。
  - 9月 - 全国道の駅ランキングで道の駅北浦街道 豊北が1位。
  - 10月 - 下関版図柄入りナンバープレート交付開始。

### 令和時代
- 2019年（平成31年／令和元年）
  - 1月 - Facebook Japan株式会社（当時）と事業連携協定締結。
  - 3月 - あるかぽーと開発に星野リゾートを選定。古川薫が名誉市民に認定。
  - 4月 - 下関港が国際クルーズ拠点形成港湾に指定。
  - 6月 - 小・中学校でエアコン運転開始。
  - 7月 - 商業捕鯨が再開し捕鯨船団下関港出港。下関陸上競技場リニューアルオープン。
  - 8月 - 世界柔道選手権大会を前にトルコ代表チームが事前キャンプ。
  - 10月 - しものせき海峡グルメフェスが初開催。
- 2020年（令和2年）
  - 3月 - 下関大丸が大丸松坂屋百貨店に吸収合併され消滅。大丸下関店へ改称。ボートレース下関が797億円で過去最高売上。
  - 4月 - 少子化に伴う学校統廃合に伴い、角島、阿川、粟野、滝部の4小学校を統合し豊北小学校開校。
  - 10月 - 六連島灯台・角島灯台が国の重要文化財に指定。
  - 11月 - 角島大橋開通20周年。全国鯨フォーラム2020in下関開催。
- 2021年（令和3年）
  - 3月 - GIGAスクール構想に基づき市立小学校・市立中学校・下関商業高校の生徒に1人1台タブレット配備。ボートレース下関が1233億円で過去最高売上。
  - 4月 - 下関市手話言語条例の制定。
  - 5月 - 乃木浜総合公園グラウンド・ゴルフ場完成。ゼロカーボンシティ宣言。
  - 8月 - 道の駅北浦街道 豊北の来駅者数500万人達成。
  - 11月 - 下関夜間急病診療所新庁舎完成。
- 2022年（令和4年）
  - 3月 - ボートレース下関の売上高が1402億円となり、5年連続過去最高益を更新。下関海峡エリアビジョン策定。楽天グループおよび楽天農業と農業連携協定の締結。
  - 4月 - 地域ポータルサイト「しもまちプラス」運用開始。本市初となる小中一貫校となる市立名陵学園が開校。
  - 6月 - 下関運動公園に建設予定の下関新総合体育館（仮称）が着工。
  - 7月 - 日本野球機構と全日本野球協会による日本野球聖地・名所150選に旧下関球場跡と長府野球場跡が選定。
  - 8月 - 下関国際高校野球部が夏の甲子園で初の準優勝。下関勢としては58年ぶり。
  - 10月 - 日本遺産フェスティバルin関門が開催。
- 2023年（令和5年）
  - 2月 - あるかぽーと・唐戸エリアマスタープラン策定。
  - 4月 - 蓋井島での継続的な学びの場を確保する為に施設一体型小中一貫教育校「蓋井中学校」開校。
  - 5月 - 下関市・北九州市市長会談を12年ぶりに開催[24]。長州出島クルーズ岸壁が完成。
  - 6月 - 6月末から7月初旬にかけて線状降水帯による豪雨災害が発生した。この豪雨災害により断水や停電のほか、山陰本線にて橋梁の傾斜と土砂の流入が発生した為、小串駅から長門市駅間において運休している。
  - 8月 - 下関駅前の旧エディオン下関店跡地に県内最大規模のオフィスビル、「エストラスト下関センタービル」開業。捕鯨母船「関鯨丸」の母港化が正式決定。
  - 9月 - 下関市立大学におけるデータサイエンス学部開設が文部科学大臣から認可。長州出島クルーズ岸壁供用式典が開催。
  - 11月 - 2023年世界体操競技選手権においてメダルを獲得した本市出身の南一輝が下関市スポーツ栄誉賞を受賞。
  - 1月-12月 - 少子化対策の一環として「子ども医療費助成制度拡充」、「妊娠出産子育て支援事業」[25]、「学校給食費支援事業」[26]、「しもまちBABYタクシー事業」[27]、「1・2歳児・高校生子育て応援給付金事業」の実施および「病児保育予約システム」や「母子手帳アプリ」が導入[28]。

### 行政区域の変遷
- 1889年（明治22年）4月1日 - 市制の施行により、赤間関区の一部（六連島・彦島を除く）の区域、23町1村をもって赤間関市（あかまがせきし）が発足。日本で最初に市制施行した31市の中の一つとなる。市制施行時人口 26,556人。世帯数 5988世帯（明治22年12月31日）[29]
- 1902年（明治35年）6月1日 - 赤間関市が改称して下関市（第1次）となる。
- 1921年（大正10年）1月10日 - 生野村を編入。
- 1933年（昭和14年）3月20日 - 彦島町を編入。
- 1937年（昭和12年）3月26日 - 長府町を編入。
- 1937年（昭和12年）11月15日 - 安岡町・川中村を編入。
- 1939年（昭和14年）5月17日 - 小月町・清末村・王司村・勝山村・吉見村を編入。
- 1954年（昭和29年）8月1日 - 豊西村の一部（大字吉母・蓋井島および室津上の一部）を編入。
- 1955年（昭和30年）7月1日 - 王喜村と吉田村を編入。
- 1955年（昭和30年）11月1日 - 内日村を編入。
- 2005年（平成17年）2月13日 - 菊川町・豊田町・豊浦町・豊北町と合併し、改めて下関市（第2次）が発足。これに伴い、豊浦郡が消滅した。

## 行政

### 市長
- 初代：江島潔（2005年3月27日 - 2009年3月26日） - 旧市長を1995年から2005年まで連続3期務める
- 第2代-第3代：中尾友昭（2009年3月27日 - 2017年3月26日）
- 第4代-第6代：前田晋太郎（2017年3月27日 - 現職）

歴代首長
| 旧赤間関区長（官選） |            |                                                       |   |
| 初                   | 高洲素介   | 不詳                                                  |   |
| 旧赤間関市長（官選） |            |                                                       |   |
| 初                   | 伊藤房次郎 | 1889年（明治22年）4月28日 - 1891年（明治24年）7月19日 | 1 |
| 2                    | 石川良平   | 1891年（明治24年）8月9日 - 1892年（明治25年）8月      | 1 |
| 3                    | 内田一心   | 1892年（明治25年）8月 - 1896年（明治29年）2月         | 1 |
| 4                    | 高洲素介   | 1896年（明治29年）2月 - 1899年（明治32年）3月         | 1 |
| 5 - 6                | 原勝一     | 1899年（明治32年）4月 - 1902年（明治35年）5月31日     | 2 |
| 旧下関市長（官選）   |            |                                                       |   |
| 5 - 6                | 原勝一     | 1902年（明治35年）6月1日 - 1906年（明治39年）8月17日  | 2 |
| 7                    | 白上俊一   | 1906年（明治39年）10月9日 - 1910年（明治43年）5月27日 | 1 |
| 8                    | 小林重威   | 1910年（明治43年）10月5日 - 1913年（大正2年）11月15日 | 1 |
| 9                    | 青木良雄   | 1914年（大正3年）7月7日 - 1917年（大正6年）5月29日    | 1 |
| 10                   | 不破彦麿   | 1917年（大正6年）10月9日 - 1919年（大正8年）9月2日    | 1 |
| 11                   | 李家隆介   | 1919年（大正8年）10月 - 1921年（大正10年）2月         | 1 |
| 12 - 13              | 山崎林太郎 | 1922年（大正11年）8月 - 1927年（昭和2年）1月          | 2 |
| 14                   | 浮田茂太郎 | 1927年（昭和2年）1月26日 - 1931年（昭和6年）1月       | 1 |
| 15 - 18              | 松井信助   | 1931年（昭和6年）1月16日 - 1946年（昭和21年）2月      | 4 |
| 19                   | 松尾守治   | 1946年（昭和21年）3月 -                               | 1 |
| 旧下関市長（公選）   |            |                                                       |   |
| 20                   | 松尾守治   | 1947年（昭和22年）4月 - 1951年（昭和26年）3月         | 1 |
| 21 - 23              | 福田泰三   | 1951年（昭和26年）5月10日 - 1963年（昭和38年）4月     | 3 |
| 24                   | 木下友敬   | 1963年（昭和38年）5月2日 - 1967年（昭和42年）4月29日  | 1 |
| 25 - 27              | 井川克巳   | 1967年（昭和42年）4月30日 - 1979年（昭和54年）4月29日 | 3 |
| 28 - 30              | 泉田芳次   | 1979年（昭和54年）4月30日 - 1991年（平成3年）4月29日  | 3 |
| 31                   | 亀田博     | 1991年（平成3年）4月30日 - 1995年（平成7年）4月29日   | 1 |
| 32 - 34              | 江島潔     | 1995年（平成7年）4月30日 - 2005年（平成17年）2月12日  | 3 |
| 下関市長             |            |                                                       |   |
| 初                   | 江島潔     | 2005年（平成17年）3月27日 - 2009年（平成21年）3月26日 | 1 |
| 2-3                  | 中尾友昭   | 2009年（平成21年）3月27日 - 2017年（平成29年）3月26日 | 2 |
| 4-6                  | 前田晋太郎 | 2017年（平成29年）3月27日 - 現職                      | 3 |

### 市長選挙
- 2025年3月16日執行[32]

※当日有権者数：204,884人 最終投票率：33.48%（前回比：-4.04pts）
| 候補者名   | 年齢 | 所属党派 | 新旧別 | 得票数   | 得票率 | 推薦・支持        |
| ---------- | ---- | -------- | ------ | -------- | ------ | ----------------- |
| 前田晋太郎 | 48   | 無所属   | 現     | 45,823票 | 67.9%  | 自由民主党 公明党 |
| 蘇丈喜     | 33   | 無所属   | 新     | 21,628票 | 32.1%  |                   |

- 2021年3月14日執行[33]

※当日有権者数：216,871人 最終投票率：37.52%（前回比：-9.57pts）
| 候補者名   | 年齢 | 所属党派 | 新旧別 | 得票数   | 得票率 | 推薦・支持                 |
| ---------- | ---- | -------- | ------ | -------- | ------ | -------------------------- |
| 前田晋太郎 | 44   | 無所属   | 現     | 57,291票 | 70.42% | 自由民主党 公明党 連合山口 |
| 田辺よし子 | 72   | 無所属   | 新     | 22,774票 | 29.58% | 日本共産党 れいわ新選組    |

- 2017年3月12日執行[35]

※当日有権者数：225,864人 最終投票率：47.09%（前回比：+5.05pts）
| 候補者名   | 年齢 | 所属党派   | 新旧別 | 得票数   | 得票率 | 推薦・支持 |
| ---------- | ---- | ---------- | ------ | -------- | ------ | ---------- |
| 前田晋太郎 | 40   | 自由民主党 | 新     | 48,896票 | 46.39% |            |
| 中尾友昭   | 67   | 無所属     | 現     | 45,546票 | 43.21% |            |
| 松村正剛   | 63   | 無所属     | 新     | 10,958票 | 10.40% |            |

- 2013年3月10日執行[36]

※当日有権者数：229,011人 最終投票率：42.04%（前回比：-11.43pts）
| 候補者名   | 年齢 | 所属党派 | 新旧別 | 得票数   | 得票率 | 推薦・支持 |
| ---------- | ---- | -------- | ------ | -------- | ------ | ---------- |
| 中尾友昭   | 63   | 無所属   | 現     | 55,383票 | 58.27% |            |
| 西本健治郎 | 36   | 無所属   | 新     | 39,656票 | 41.73% |            |

- 2009年3月15日執行[37]

※当日有権者数：234,585人 最終投票率：53.47%（前回比：+4.17pts）
| 候補者名 | 年齢 | 所属党派 | 新旧別 | 得票数   | 得票率 | 推薦・支持 |
| -------- | ---- | -------- | ------ | -------- | ------ | ---------- |
| 中尾友昭 | 59   | 無所属   | 新     | 62,964票 | 50.75% |            |
| 友田有   | 51   | 無所属   | 新     | 40,706票 | 32.81% |            |
| 香川昌則 | 45   | 無所属   | 新     | 20,401票 | 16.44% |            |

- 2005年3月27日執行[38]

※当日有権者数：238,549人 最終投票率：49.30%（前回比：pts）
| 候補者名 | 年齢 | 所属党派 | 新旧別 | 得票数   | 得票率 | 推薦・支持 |
| -------- | ---- | -------- | ------ | -------- | ------ | ---------- |
| 江島潔   | 47   | 無所属   | 現     | 45,938票 | 39.52% |            |
| 中尾友昭 | 55   | 無所属   | 新     | 43,468票 | 37.39% |            |
| 松原守   | 62   | 無所属   | 新     | 26,838票 | 23.09% |            |

### 役所
唐戸に隣接する南部町（なべちょう）に本庁を置くほか、2005年（平成17年）の合併前の旧郡部の各町に総合支所（4箇所）、旧下関市内に12支所、総合支所管内に11支所を配する。また、3つのサテライトオフィスと1つの事務所（東京事務所）を設置している。
行政区画
市役所本庁、総合支所、支所（総合支所内のものを除く）の所管する地域として、17の地区がある。
各地区の名称は、本庁の所管する区域は「本庁地区」、〇〇（総合）支所の所管する区域は「〇〇地区」と呼ばれる。
本庁地区の領域は市制施行（1889年）当初のものに旧生野町（1921年編入合併）を合わせたものである。そのほかの地区の領域は、概して、下関市への編入合併 （1933年（昭和8年）彦島 - 1955年（昭和30年）内日） や下関市との新設合併 （2005年（平成17年））によって消滅した各町村（旧豊浦郡や旧厚狭郡に属していた） の領域を引き継ぐものである。（本庁地区以外の領域の詳細は、支所設置条例 および 総合支所設置条例 を参照。）

## 議会

### 市議会
- 定数：34人
- 任期：2023年2月13日 - 2027年2月12日

### 県議会
- 選挙区：下関市選挙区
- 定数：9人
- 候補者数：10人
- 任期：2023年4月29日 - 2027年4月30日
- 告示日：2023年3月31日
- 投票日：2023年4月9日
- 当日有権者数：210,087人（ 10,341人）
- 投票率：35.27％ （8.76％）

| 候補者名   | 当落 | 年齢 | 所属党派   | 新旧別 | 得票数   |
| ---------- | ---- | ---- | ---------- | ------ | -------- |
| 前東直樹   | 当   | 51   | 公明党     | 新     | 11,548票 |
| 西本健治郎 | 当   | 46   | 自由民主党 | 現     | 10,029票 |
| 友田有     | 当   | 66   | 自由民主党 | 現     | 8,964票  |
| 塩満久雄   | 当   | 76   | 自由民主党 | 現     | 7,662票  |
| 酒本哲也   | 当   | 51   | 無所属     | 現     | 7,212票  |
| 林直人     | 当   | 46   | 自由民主党 | 新     | 6,417票  |
| 高瀬利也   | 当   | 58   | 自由民主党 | 現     | 6,351票  |
| 平岡望     | 当   | 50   | 自由民主党 | 現     | 6,242票  |
| 木佐木大助 | 当   | 68   | 日本共産党 | 現     | 6,085票  |
| 吉村親房   | 落   | 82   | 無所属     | 新     | 2,486票  |

### 衆議院
- 第50回衆議院議員総選挙
  - 選挙区：山口3区（下関市、萩市、長門市、美祢市、山陽小野田市、阿武町）
  - 投票日：2024年10月27日
  - 当日有権者数：342,813人
  - 投票率：50.43％

| 当落 | 候補者名 | 年齢 | 所属党派     | 新旧別 | 得票数              | 重複 |
| ---- | -------- | ---- | ------------ | ------ | ------------------- | ---- |
| 当   | 林芳正   | 63   | 自由民主党   | 前     | 115,687票（69.7％） | ○    |
|      | 伊藤博文 | 55   | 日本維新の会 | 新     | 32,259票（19.4％）  | ○    |
|      | 吹上政子 | 69   | 日本共産党   | 新     | 18,105票（10.9％）  |      |

- 2023年衆議院議員補欠選挙
  - 選挙区：山口4区（下関市、長門市）
  - 投票日：2023年4月23日
  - 当日有権者数：239,874人
  - 投票率：34.71％

| 当落 | 候補者名 | 年齢 | 所属党派       | 新旧別 | 得票数             |
| ---- | -------- | ---- | -------------- | ------ | ------------------ |
| 当   | 吉田真次 | 38   | 自由民主党     | 新     | 47,901票（62.3％） |
|      | 有田芳生 | 71   | 立憲民主党     | 新     | 24,923票（32.4％） |
|      | 大野頼子 | 49   | 無所属         | 新     | 2,260票（2.9％）   |
|      | 渡部亜衣 | 37   | 政治家女子48党 | 新     | 1,157票（1.5％）   |
|      | 竹本秀之 | 67   | 無所属         | 新     | 587票（0.8％）     |

- 第49回衆議院議員総選挙
  - 選挙区：山口4区（下関市、長門市）
  - 投票日：2021年10月31日
  - 当日有権者数：244,858人
  - 投票率：48.64％

| 当落 | 候補者名 | 年齢 | 所属党派     | 新旧別 | 得票数   | 重複 |
| ---- | -------- | ---- | ------------ | ------ | -------- | ---- |
| 当   | 安倍晋三 | 67   | 自由民主党   | 前     | 80,448票 | ○    |
|      | 竹村克司 | 49   | れいわ新選組 | 新     | 19,096票 | ○    |
|      | 大野頼子 | 47   | 無所属       | 新     | 15,836票 |      |

## 公共機関・公共施設

### 県政機関
- 木屋川ダム管理事務所
- 山口県企業局木屋川発電所
- 山口県企業局西部利水事務所
- 山口県国際総合センター（海峡メッセ下関）
- 山口県下関漁港地方卸売市場管理事務所
- 山口県下関児童相談所
- 山口県下関総合庁舎
- 下関県税事務所
- 下関県民局
- 山口県水産振興局
- 山口県下関土木建築事務所
- 山口県下関土木建築事務所豊田分室
- 山口県下関農業改良普及センター
- 山口県下関農林事務所
- 山口県西部家畜保健衛生所
- 山口県立西部高等産業技術学校

### 国家機関

#### 財務省
- 中国財務局山口財務事務所下関出張所
- 門司税関下関税関支署
- 日本政策金融公庫下関支店

国税庁
- 広島国税局下関税務署

#### 厚生労働省
- 国立病院機構関門医療センター（独立行政法人）
- 山口労働局
  - 下関公共職業安定所
  - 下関労働基準監督署
- 福岡検疫所門司検疫所支所統括食品監視官付下関分室

#### 農林水産省
- 門司植物防疫所下関出張所

#### 国土交通省
- 中国地方整備局山口河川国道事務所下関国道維持出張所
- 九州地方整備局
  - 下関港湾事務所
  - 下関港湾空港技術調査事務所
- 九州運輸局下関海事事務所

海上保安庁
- 第七管区海上保安本部門司海上保安部下関海上保安署

気象庁
- 下関地方気象台

#### 防衛省
自衛隊
- 自衛隊山口地方協力本部下関出張所
- 海上自衛隊下関基地隊（下関基地）
- 海上自衛隊小月教育航空群（小月航空基地）

#### 法務省
- 山口地方法務局下関支局
- 山口保護観察所下関駐在官事務所
- 下関拘置支所
- 広島出入国在留管理局下関出張所

検察庁
- 山口地方検察庁下関支部
- 下関区検察庁

#### 裁判所
- 山口地方裁判所下関支部
- 山口家庭裁判所下関支部
- 下関簡易裁判所

### 警察
本部
- 山口県警察高速道路交通警察隊下関分駐隊

警察署
現在市内には、下関警察署・長府警察署・小串警察署の3つの警察署があり、下関管内に彦島幹部交番（旧彦島警察署）、長府管内に豊田幹部交番（旧豊田警察署）の2つの幹部交番がある。各警察署の管轄区域は以下のとおり。
- 下関警察署：本庁地区、川中地区、安岡地区、吉見地区、勝山地区、彦島地区

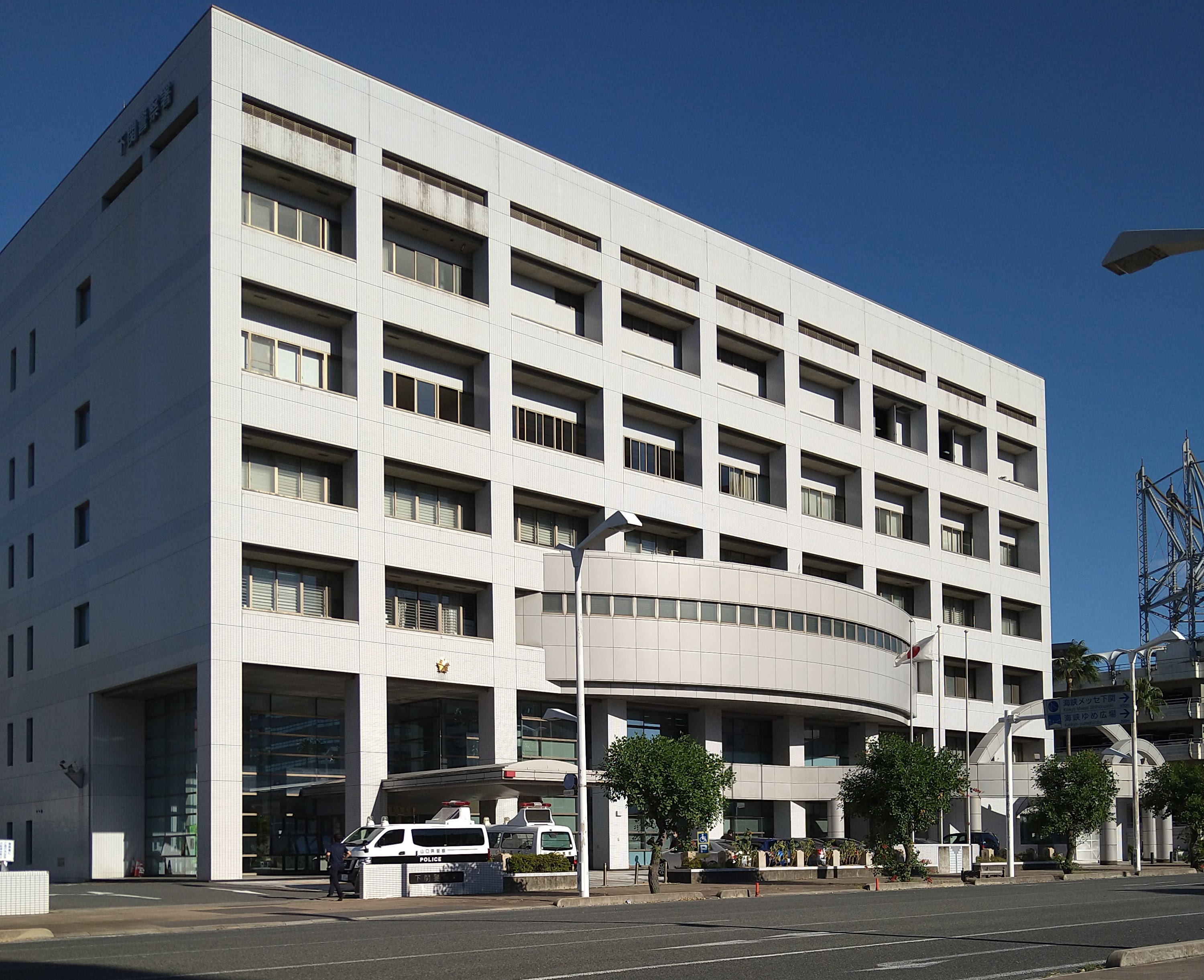
下関警察署（2022年9月）

- 長府警察署：長府地区、王司地区、清末地区、小月地区、王喜地区、吉田地区、内日地区、菊川地区、豊田地区
- 小串警察署：豊浦地区、豊北地区

| 交番 - 下関警察署管内 - 彦島幹部交番 - 海峡交番（旧下関水上警察署） - 幡生交番 - 下関駅交番 - 川中交番 - 安岡交番 - 勝山交番 - 南交番 - 吉見警察官駐在所 - 西山警察官駐在所 | - 長府警察署管内 - 豊田幹部交番 - 小月交番 - 長府駅前交番 - 城下町長府交番 - 菊川交番 - 吉田警察官駐在所 - 内日警察官駐在所 | - 小串警察署管内 - 滝部駐在所 - 川棚駐在所 - 室津駐在所 - 黒井駐在所 - 湯玉駐在所 - 二見駐在所 - 神玉駐在所 - 神田駐在所 - 阿川駐在所 - 粟野駐在所 - 田耕駐在所 |

### 消防
本部
消防業務は下関市消防局が行っている。また局内には「下関市・美祢市消防指令センター」が設置されており、下関市と美祢市全域の119番通報を一括受信し、当局から火災や救急の指令を出している。現在市内には、中央消防署・北消防署・西消防署・東消防署・豊浦西消防署・豊浦東消防署の6つの消防署がある。
消防署
- 中央消防署
  - 消防防災学習館
- 東消防署
  - 小月出張所
- 西消防署
- 北消防署
  - 勝山出張所
  - 消防訓練センター
- 豊浦西消防署
  - 豊北出張所
- 豊浦東消防署
  - 菊川出張所

### 医療
主な病院
- 国立病院機構関門医療センター（旧国立下関病院）（救命救急センター）
- 地方独立行政法人下関市立市民病院（旧下関市立中央病院）（二次救急）
- 地域医療機能推進機構下関医療センター（旧下関厚生病院）（二次救急）
- 山口県済生会下関総合病院（二次救急）
- 下関市夜間急病診療所（初期救急医療機関）
- 山口県済生会豊浦病院
- 下関市立豊田中央病院
- 下関リハビリテーション病院
- 下関病院
- 武久病院
- よしみず病院
- 安岡病院
- 桃崎病院

かつて二次救急を担う4医療機関はすべて本庁地区に所在していたが、2005年4月に済生会下関総合病院が安岡地区へ、2009年4月に関門医療センターが長府地区へ移転したため、救急指定病院の集中度が緩和された。それでも、4医療機関のすべてが旧市部に所在する状況は変わらず、旧郡部からの移動が1時間を超える地域もあるため、救急医療体制や交通網のさらなる充実が課題となっている（ただし、旧郡部の北側では、長門市の二次救急医療機関を利用するほうが少ない移動時間で済む場合がある）。

### 郵便局
- 下関郵便局（〒750-8799　竹崎町2-12-12）
  - ゆうちょ銀行下関店
- 下関東郵便局（〒751-8799　山の田東町12-25）
- 阿川郵便局（〒759-5299　豊北町阿川630-8）
- 粟野郵便局（〒759-5199　豊北町粟野5020-1）
- 宇賀郵便局（〒759-6303　豊浦町宇賀7899）
- 内日郵便局（〒750-0253　内日下1133-3）
- 王司郵便局（〒752-0916　王司上町4-486-6）
- 岡枝郵便局（〒750-0321　菊川町上岡枝576-4）
- 小月郵便局（〒750-1199　小月本町1-9-7）
- 勝山郵便局（〒751-0872　秋根南町1-6-23）
- 菊川郵便局（〒750-0399　菊川町下岡枝158-5）
- 黒井郵便局（〒759-6312　豊浦町神田1827-5）
- 特牛郵便局（〒759-5399　豊北町神田1478-5）
- 栄町簡易郵便局（〒759-6301　豊浦町川棚6895-1）
- 島戸郵便局（〒759-533　豊北町神田3896-4）
- 下関綾羅木郵便局（〒751-0849　綾羅木本町1-13-18）
- 下関一の宮郵便局（〒751-0805　一の宮住吉2-8-36）
- 下関今浦郵便局（〒750-0064　今浦町11-16）
- 下関入江郵便局（〒750-0013　入江町2-2）
- 下関後田郵便局（〒751-0826　後田町5-10-10）
- 下関江ノ浦郵便局（〒750-0075　彦島江の浦町5-1-13）
- 下関王喜郵便局（〒750-1124　松屋本町1-1-30）
- 下関上新地郵便局（〒750-0061　上新地町3-6-10）
- 下関上田中四郵便局（〒750-0009　上田中町4-3-11）
- 下関川中豊町郵便局（〒751-0853　川中豊町7-10-1）
- 下関清末郵便局（〒750-1154　清末本町10-17）
- 下関塩浜郵便局（〒750-0086　彦島塩浜町3-15-17）
- 下関新垢田郵便局（〒751-0842　新垢田南町2-1-6）
- 下関杉田郵便局（〒750-0078　彦島杉田町1-9-1）
- 下関大平郵便局（〒750-0053　大平町8-7）
- 下関高磯簡易郵便局（〒752-0911　王司神田1-8-16）
- 下関田倉簡易郵便局（〒751-0883　田倉252-1）
- 下関武久郵便局（〒751-0833　武久町2-14-5）
- 下関冨任郵便局（〒759-6613　冨任町5-19-7）
- 下関中土居郵便局（〒752-0963　長府中土居北町4-1）
- 下関中之町郵便局（〒750-0004　中之町3-18）
- 下関南部町郵便局　（〒750-0006　南部町22-8）
- 下関西山郵便局（〒750-0093　彦島西山町2-3-27）
- 下関幡生郵便局（〒751-0828　幡生町2-3-34）
- 下関東向山郵便局（〒750-0048　東向山2-22）
- 下関福浦郵便局（〒750-0075　彦島江の浦町2-22-32）
- 下関豊前田郵便局（〒750-0018　豊前田町2-3-10）
- 下関本町郵便局（〒751-0815　本町3-2-37）
- 下関本村三郵便局（〒750-0074　彦島本村町3-3-25）
- 下関本村六郵便局（〒750-0074　彦島本村町6-16-19）
- 下関丸山郵便局（〒750-0009　上田中町7-2-10）
- 下関山の口郵便局（〒751-0824　山の口町1-9）
- 下関吉田郵便局（〒750-1101　吉田1223-31）
- 地吉郵便局（〒750-0433　豊田町大河内948-3）
- 滝部郵便局（〒759-5599　豊北町滝部855-2）
- 田耕郵便局（〒759-5512　豊北町田耕4320-3）
- 長府駅前郵便局（〒752-0933　長府松小田本町2-14）
- 長府郵便局（〒752-8799　長府中浜町5-19）
- 角島郵便局（〒759-5332　豊北町角島2170）
- 殿居郵便局（〒750-0401　豊田町殿居中村1104）
- 豊浦川棚郵便局（〒759-6301　豊浦町川棚5246-7）
- 豊浦室津郵便局（〒759-6316　豊浦町室津下682-6）
- 豊浦郵便局（〒759-6399　豊浦町小串2430-3）
- 豊田下郵便局（〒750-0453　豊田町手洗飯塚464-8）
- 豊田中郵便局（〒750-0415　豊田町浮石宮ノ尾1494-20）
- 豊田郵便局（〒750-0499　豊田町殿敷1917-4）
- 楢崎郵便局（〒750-0322　菊川町楢崎764-1）
- 二見郵便局（〒759-5513　豊北町北宇賀3126-5）
- 安岡郵便局（〒759-6612　安岡駅前1-9-8）
- 矢玉郵便局（〒759-6199　豊北町矢玉481）
- 吉見郵便局（〒759-6531　吉見本町1-5-14）
- 吉母郵便局（〒759-6541　吉母522-1）
- 涌田後地簡易郵便局（〒759-6311　豊浦町吉永643-1）
- 和久郵便局（〒759-6121　豊北町神田上164-3）

郵便番号
- 下関郵便局：750-00xx、750-85xx、750-86xx、750-87xx
- 菊川郵便局：750-03xx、750-02xx[注釈 3]
- 豊田郵便局：750-04xx
- 小月郵便局：750-11xx
- 粟野郵便局：759-51xx
- 阿川郵便局：759-52xx
- 特牛郵便局：759-53xx
- 滝部郵便局：759-55xx
- 矢玉郵便局：759-61xx
- 豊浦郵便局：759-63xx
- 下関東郵便局：751-08xx、751-85xx、751-86xx、751-87xx、759-65xx、759-66xx[注釈 4]
- 長府郵便局：752-09xx、752-85xx、752-86xx、752-87xx

### 図書館
- 公共図書館
  - 下関市立図書館
    - 中央図書館（〒750-0016 細江町三丁目1-1 下関市生涯学習プラザ4階-6階）
    - 長府図書館（〒752-0967 長府宮の内町1-30）
    - 彦島図書館（〒750-0075 彦島江の浦町一丁目4-28）
    - はまゆう図書館（〒759-6613 富任町五丁目10-1 安岡地区複合施設（やすらガーデン）1階）
    - 菊川図書館（〒750-0317 菊川町大字下岡枝193-8）
    - 豊田図書館（〒750-0424 豊田町大字矢田153-1）
    - 豊浦図書館（〒759-6301 豊浦町大字川棚6895-1）
    - 豊北図書館（〒759-5511 豊北町大字滝部1244番地36 下関市立豊北中学校内）
    - 移動図書館（中央図書館内）

- 大学図書館 （一般利用が可能なもの）
  - 下関市立大学附属図書館 （〒751-8510 大学町2-1-1）
  - 梅光学院大学図書館 （〒750-8511 向洋町1-1-1）
  - 水産大学校図書館 （〒759-6595 永田本町2-7-1）
  - 東亜大学附属図書館（〒751-8503 一の宮学園町2-1）
  - 下関短期大学図書館（〒750-8505 桜山町1-1）

市内5大学（下関市立大学、梅光学院大学、東亜大学、下関短期大学、水産大学校）の間では市内5高等教育機関図書館相互利用協定が結ばれているため、5大学の学生・教職員はどの大学の図書館も利用出来る。また、北九州市との協定で、下関市民は北九州市立図書関連施設（19施設）の貸出利用が可能。 このほか、 一般公開している学校図書館 （下関中等教育学校） もある。

### 斎場・墓地
- 大谷斎場（旧市内）
- 豊田斎場（豊田町）
- 豊浦斎場（豊浦町）
- 豊北斎場（豊北町）
- 蓋井島火葬場（蓋井島）
- 六連島火葬場（六連島）
- 下関中央霊園
- 下関南霊園
- 東部墓地
- 西部墓地
- 関山墓地
- 武久墓地
- 武久第二墓地
- 彦島墓地
- 江の浦墓地
- 覚苑寺墓地
- 功山寺墓地
- 竜王墓地
- 清末墓地

### 文化施設
- 下関市立しものせき水族館（海響館）
- 下関市立美術館
- 下関市立歴史博物館（旧市立長府博物館）
- 下関市立考古博物館
- 土井ヶ浜遺跡人類学ミュージアム
- 深坂自然の森
- 豊田ホタルの里ミュージアム

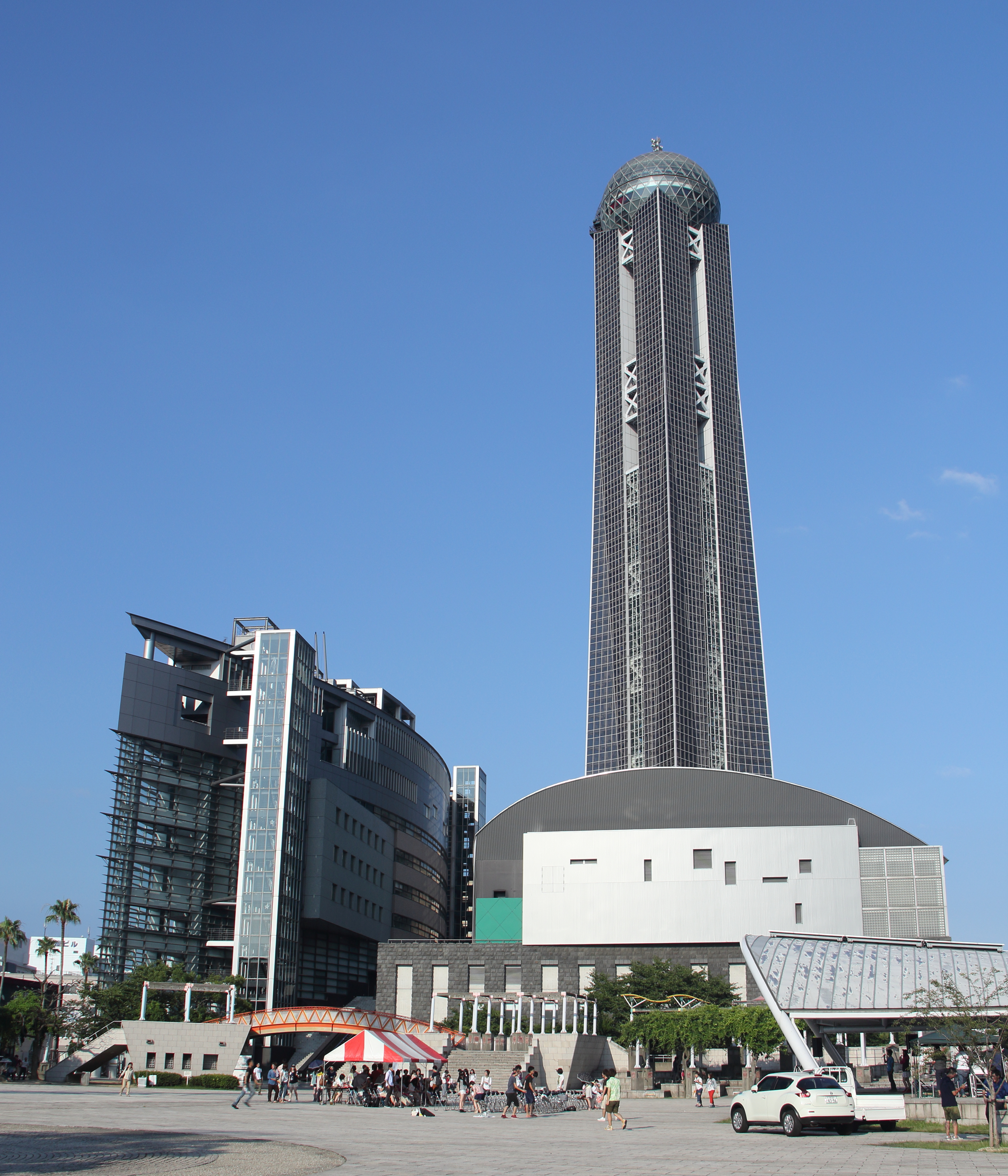
海峡メッセ下関

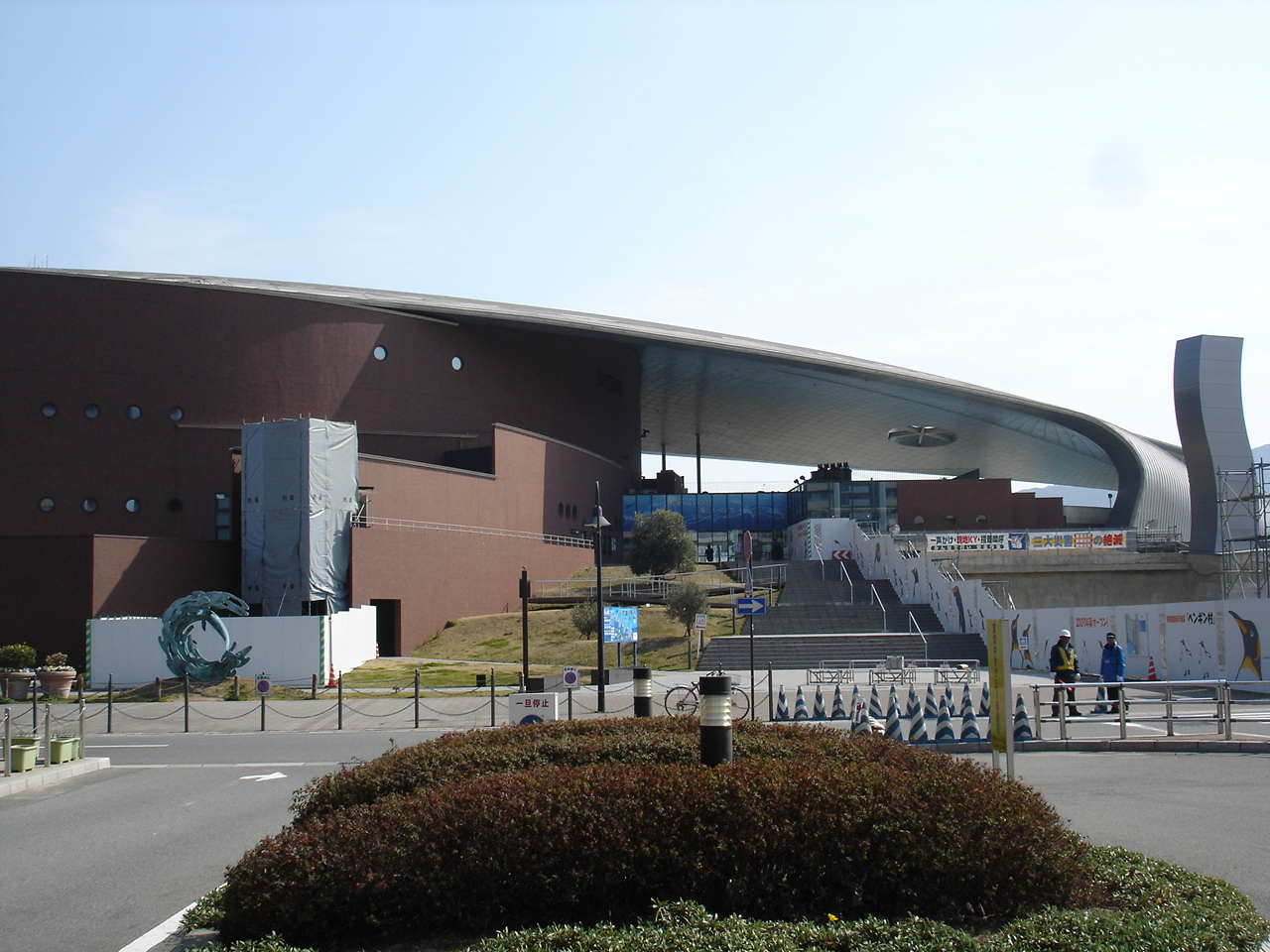
海響館

- 下関市立近代先人顕彰館（田中絹代ぶんか館）
- つのしま自然館
- 豊北歴史民俗資料館
- 下関市民会館
- 山口県国際総合センター（海峡メッセ下関）
- 海峡ゆめタワー
- 下関市立図書館・下関市生涯学習プラザ
- 下関市勤労福祉会館
- 下関市立青年の家

### 運動施設
- 山口県立下関武道館
- 下関市営下関陸上競技場
- J:COMアリーナ下関（下関市総合体育館）
- 下関市営下関庭球場
- 下関市弓道場
- 下関市相撲場
- 下関運動公園
- ヘルシーランド下関
- 下関市向洋グラウンド
- 下関市彦島体育館
- 下関市彦島庭球場
- 彦島地区公園多目的広場
- 下関市長府体育館
- 下関市市民プール
- 長府扇町第1・第2運動場
- オーヴィジョンスタジアム下関（下関球場）
- オーヴィジョンスタジアム下関第二球場（下関第二球場）
- 下関北運動公園庭球場
- 下関北運動公園多目的広場
- 下関市吉見体育館
- 下関市垢田運動場
- 下関市垢田体育館
- 下関市武道館
- 下関市彦島武道館
- 下関市長府武道館
- 下関市小月武道館
- 下関市川中武道館
- 下関市フットサル場
- 下関市豊浦体育センター
- 下関市豊浦夢が丘スポーツセンター
- 夢ヶ丘公園テニスコート
- 夢ヶ丘公園野球場
- 夢ヶ丘公園プール
- 菊川ベルちゃん体育館
- 下関市菊川運動公園
- 下関市菊川温泉プール
- 下関市豊田テニスコート
- 下関市豊田武道館
- 下関市豊北体育センター
- 下関市豊北総合運動公園
- 下関市豊北田耕市民グラウンド
- 下関市豊北神田市民グラウンド

### 公園
〈桜〉：桜名所、〈城〉：城跡、〈大〉：10ha以上の大規模都市公園
- 本庁地区[39]
  - 火の山公園（〈桜〉〈大〉）
  - 日和山公園（〈桜〉）
  - 下関運動公園（〈大〉）
  - 金毘羅公園（〈桜〉）
  - 戦場ヶ原公園（〈桜〉）
  - 一里山公園
  - 幡生宮の下近隣公園
  - 桜山近隣公園
- 彦島地区[40]
  - 老の山公園（〈桜〉〈大〉）
  - 彦島地区公園
  - 彦島南公園
- 山陽地区[41]
  - 関見台公園（〈城〉）
  - 小月公園
  - 乃木浜総合公園（〈大〉）
- 山陰・勝山地区[42]
  - 下関北運動公園（〈大〉）
  - 秋根記念公園
  - 住吉公園
  - 勝山地区公園（〈城〉）
- リフレッシュパーク豊浦（〈大〉）[43]

## 対外関係

### 姉妹都市・提携都市

#### 海外
姉妹都市
- サントス市（ブラジル連邦共和国 サンパウロ州）
- イスタンブール市（トルコ共和国 イスタンブール県）
- 釜山広域市（大韓民国 広域市）
- 青島市（中華人民共和国 山東省）
- ピッツバーグ市（アメリカ合衆国 カリフォルニア州）

友好都市
- 光陽市（大韓民国 全羅南道）

#### 国内
姉妹都市
- 菊川市（中部地方 静岡県）
  - 1995年（平成7年）姉妹都市提携締結（当時の菊川町 (山口県)・菊川町 (静岡県)間）。

その他
- 龍馬の絆都市間交流
2014年（平成26年）11月15日 龍馬の絆で結ぶ都市間交流宣言締結[44]
- 全国あんこうサミット

### 領事館
名誉総領事館
- 在下関大韓民国名誉総領事館

## 経済・産業

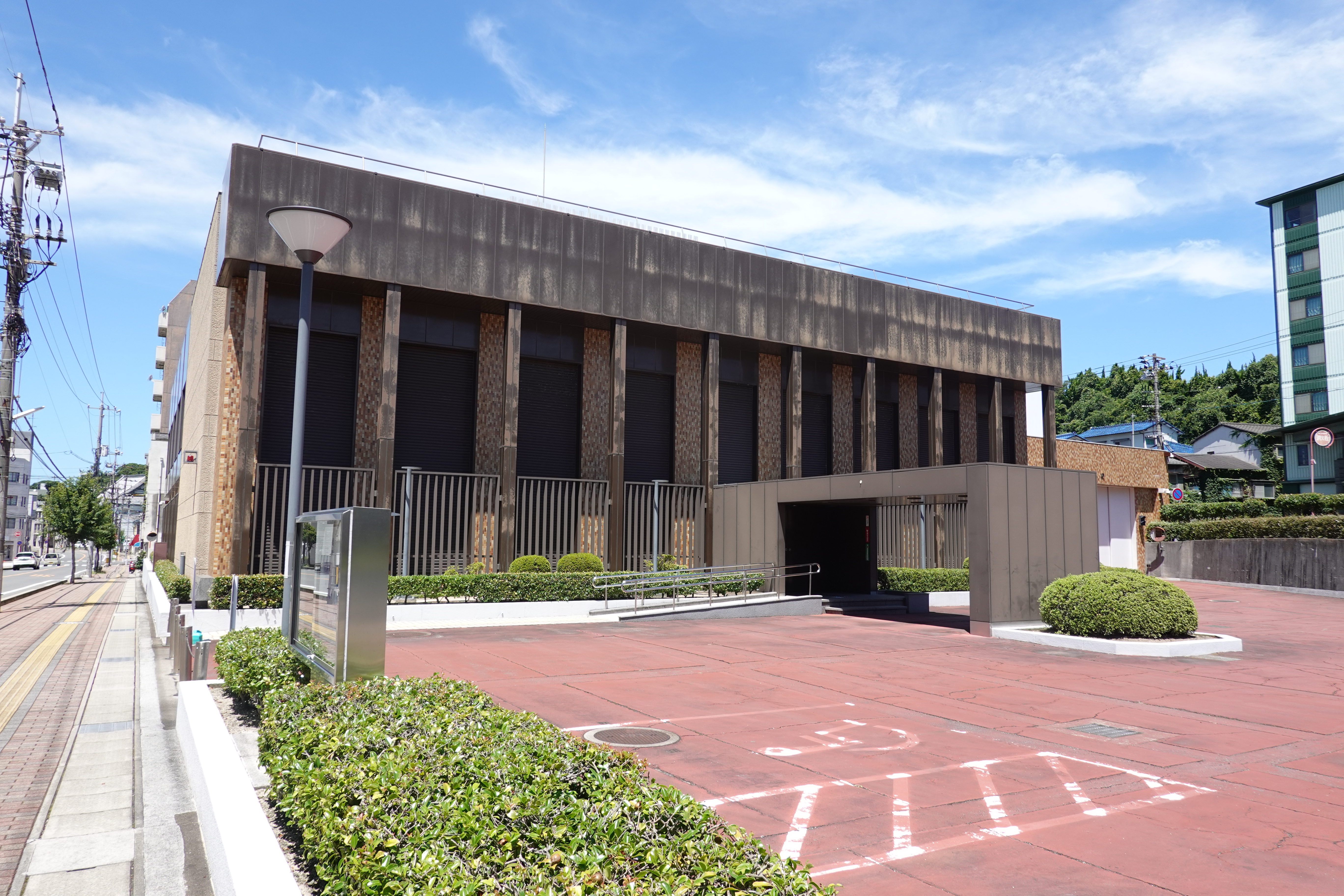
日本銀行下関支店

港湾都市として栄えたこともあり、古くから海運や貿易および金融に関連した産業が盛んであった。
現在も経済面で県の中心的都市であり、2021年の市内総生産は9636億1900万円で県内1位（全県比15.5％）である。産業別では第一次産業49億2700万円（約0.5％）、第二次産業3189億1200万円（約33.2％）、第三次産業6376億9700万円（約66.3％）となっており、製造業2,545億円、保健衛生・社会事業1,128億円、不動産業1,120億円、卸売・小売業814億円、建設業638億円、専門・科学技術、業務支援サービス業571億円、運輸・郵便業560億円、公務479億円、金融保険業397億円、教育361億円、電気・ガス・水道・廃棄物処理業349億円などとなっている。
また就業者数は2020年で11万8929人、産業別に見ると第一次産業4655人（3.9％）、第二次産業2万7859人（23.4％）、第三次産業8万3549人（70.3％）となっている。
下関市に本社、あるいは営業拠点を置く企業も多く、中国・四国地方最大の金融グループである山口フィナンシャルグループ（山口FG）および傘下の山口銀行、山口県下最大（中国地方3位）の信用金庫である西中国信用金庫、山口県内一円を営業エリアとする一般ガス事業者の山口合同ガス、地方紙「山口新聞」や水産食品専門の全国紙「みなと新聞」を発行するみなと山口合同新聞社が本社を置いている。また日本銀行も山口市ではなく下関市に日銀支店（日本銀行下関支店）を置いている。一方で、関門海峡対岸に位置する北九州市をはじめとする北部九州地域との交流も深く、下関市は北九州市とともに関門都市圏を形成している（詳細は北九州市との関係参照）。

### 第一次産業
本市の2019年度の第一次産業総生産額は60億6800万円であり、その内訳は農業37億6600万円（62.1％）、林業3億6400万円（6％）、水産業19億3800万円（31.9％）である。

#### 農業
2020年度の総農家数は3521戸（販売農家2488戸、自給的農家1033戸）で減少傾向にある。同年度の経営耕作面積は4401haで、その内訳は水田が3848ha、畑が444ha、樹園地が109haであり、こちらも減少傾向にある。
農業経営体の約8割が稲作を行っており作付面積は県内2位、2020年度の作付面積は3400haで収穫量は1万1900tとなっている。麦や大豆の生産も行われており麦の作付面積は365ha、収穫量は710t、大豆の作付面積は98ha、収穫量は43tである。

本市の主要な園芸作物はトマト、ネギ、アスパラガス、ナスなどであり、特に垢田トマトや安岡ねぎ、吉田ナスなどの品種は全国的にも有名である。豊田地域や豊北地域で多く栽培されている梨は県内屈指の生産量を誇り、特に豊水や二十世紀梨、幸水などの品種が栽培され本市の特産物となっているほか柑橘類は温州みかんを中心に伊予柑なども生産されている。また「豊北梨あきづき」・「下関豊田の豊水」・「ひとめぼれ（温州みかん）」・「長門ゆずきち」は、やまぐちブランドの認定を受けている。旧市内では古くから花卉栽培が行われ生産量は県内1位である。現在では菊、薔薇、ガーベラなどのほか県オリジナル品種などの生産が盛んに行われている。

畜産業は酪農や肉用牛、採卵鶏を中心に盛んであり、特に豊北地域において大規模経営が営まれている。2020年度の飼育頭羽数は乳用牛が1218頭、肉用牛は2570頭、採卵鶏が578羽である。特に乳用牛は県内の44％、採卵鶏は30％が本市で飼育されているため牛乳は県内の約4割、鶏卵は約2割を生産している。
- 主な作物の収穫量（販売量）と県内シェア[46]
  - 水稲：11,900t・16.3％（県内2位）
  - 麦：710t・12.3％（2位）
  - 大豆：43t・6.1％（7位）
  - イチゴ：91.9t・19.5％（2位）
  - アスパラガス：57.4t・56.9％（1位）
  - はなっこりー：9t・14％（3位）
  - キャベツ：324t・18.3％（3位）
  - トマト：211.9t・19.9％（2位）
  - 菊：946千本・45.4％（1位）
  - カーネーション：282千本・13.1％（4位）
  - トルコギキョウ：376千本・62.7％（1位）
  - ガーベラ：739千本・67.9％（1位）
  - バラ：923千本・42.6％（1位）
  - ユリ：434千本・57.3％（1位）

#### 水産業
水産業は下関市を代表する産業の1つであり、以前は捕鯨が主であった。
現在も下関は「近代捕鯨発祥の地」である上、全国有数の商業捕鯨基地であり、調査捕鯨の基地でもある。現在はフグの水揚げ高が全国の8割を占め全国シェア1位であり、市内にはふぐ専用の魚市場の南風泊（はえどまり）魚市場を構える（参照、下関とふく）。またアンコウの水揚げ高も日本一であり、下関の新たな名物としてPR活動を行っている。
市内には、一般人にも開放された唐戸市場、ふぐ専用の卸売市場である南風泊市場、特定第3種漁港の下関漁港にある下関漁港市場、旧豊北町にある特牛市場などの水産物部門の卸売市場がある。

### 第二次産業
下関市は瀬戸内工業地域及び北九州工業地域の構成都市であり、その地勢から特に輸送用機器製造業、食品製造業が発達している。これらの分野では市内に三菱重工業・三菱造船（造船）、ブリヂストン（タイヤ）、シマノ（自転車）、旭洋造船（造船）、ニシエフ（造船）、日清食品、マルハニチロ、やまぐち県酪乳業、林兼産業、農水フーヅ、名城食品などの主要工場が数多く立地している。
また市内には豊東工業団地、木屋川工業団地、南風泊水産加工団地、長府扇町工業団地、長州出島の5つの工業団地が整備されている。

### 第三次産業

#### 商業
主な大型商業施設
- シーモール下関
- 大丸下関店（旧下関大丸）
- グリーンモール商店街
- 長門市場（「リトル・プサン」、毎年11月23日に「リトル釜山フェスタ」開催）
- 豊前田（ぶぜんだ、県内最大の歓楽街）
- 唐戸市場
- サンリブ唐戸
- ゆめタウン長府
- ゆめシティ
- ゆめモール下関

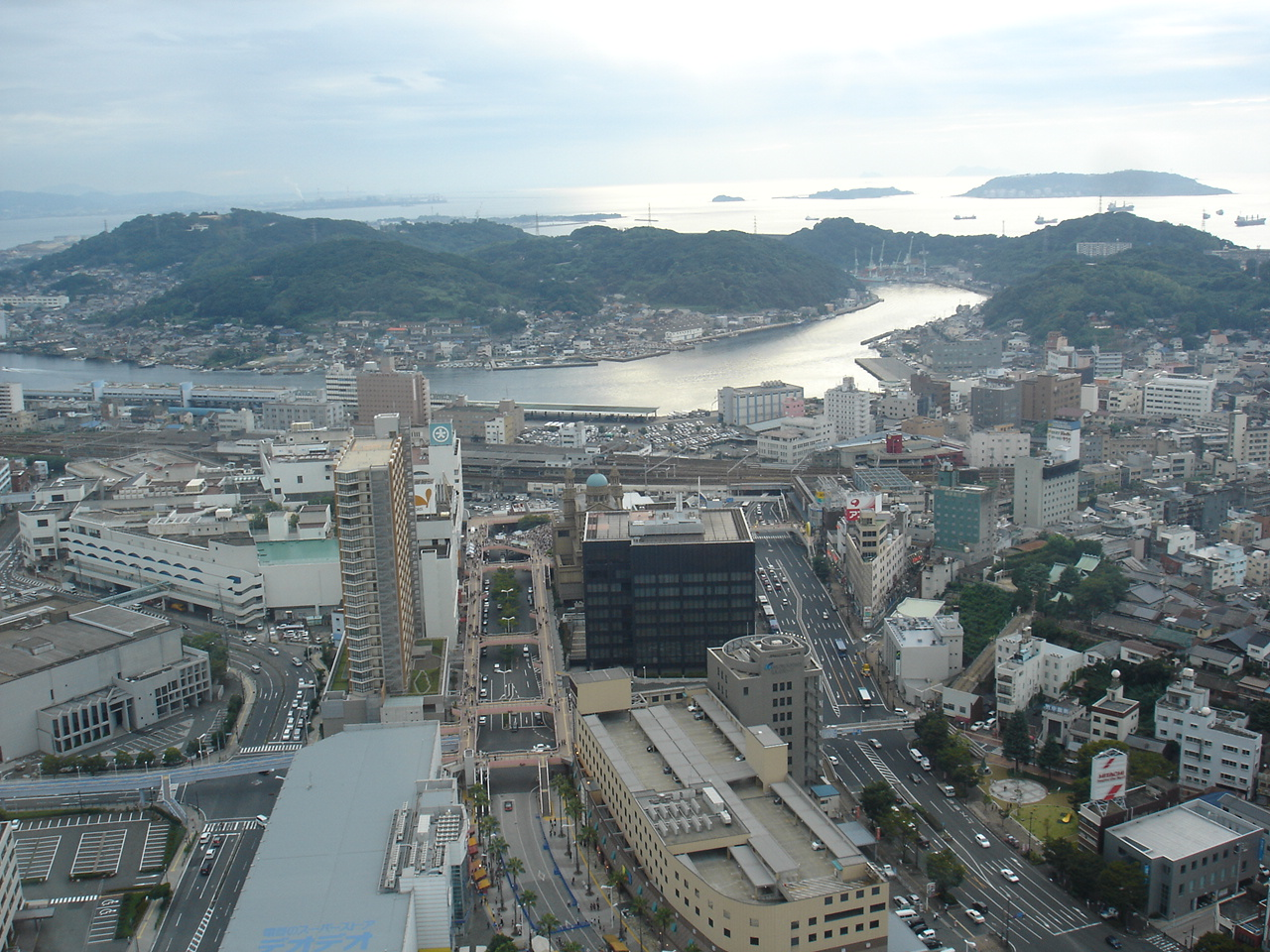
海峡ゆめタワーからみたJR下関駅周辺
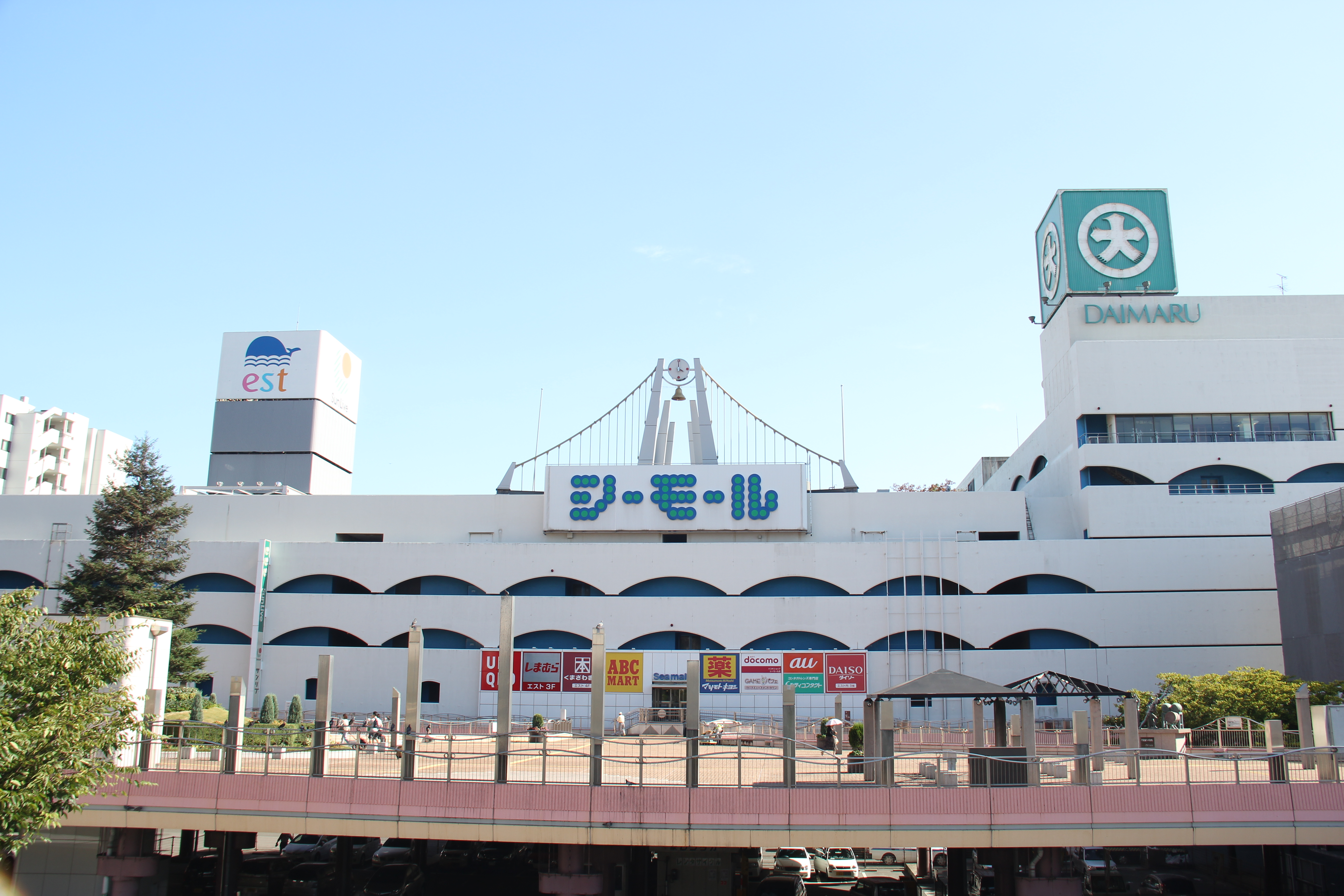
シーモール下関・大丸下関店正面
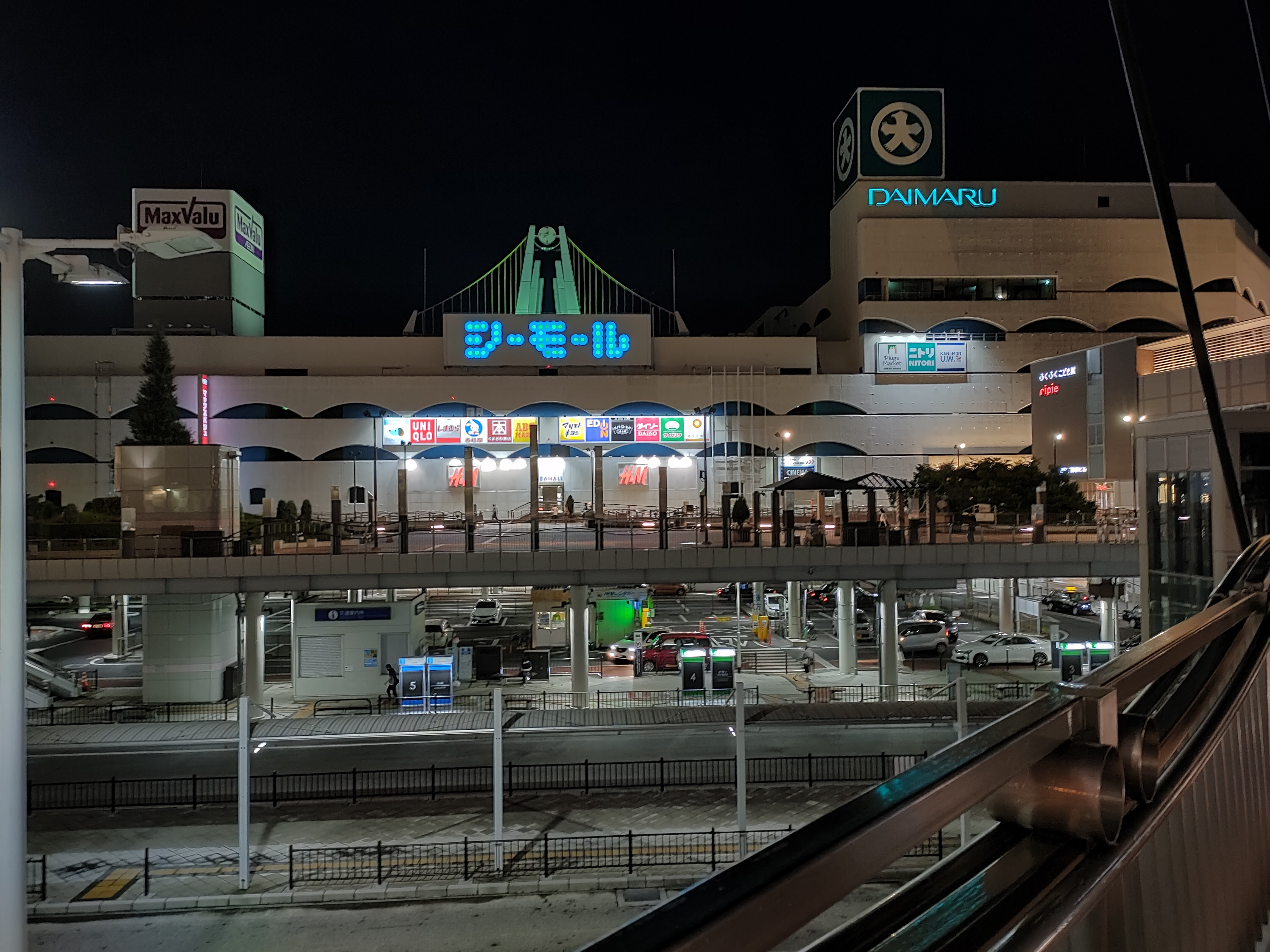
夜のシーモール・大丸下関店（2022年8月）
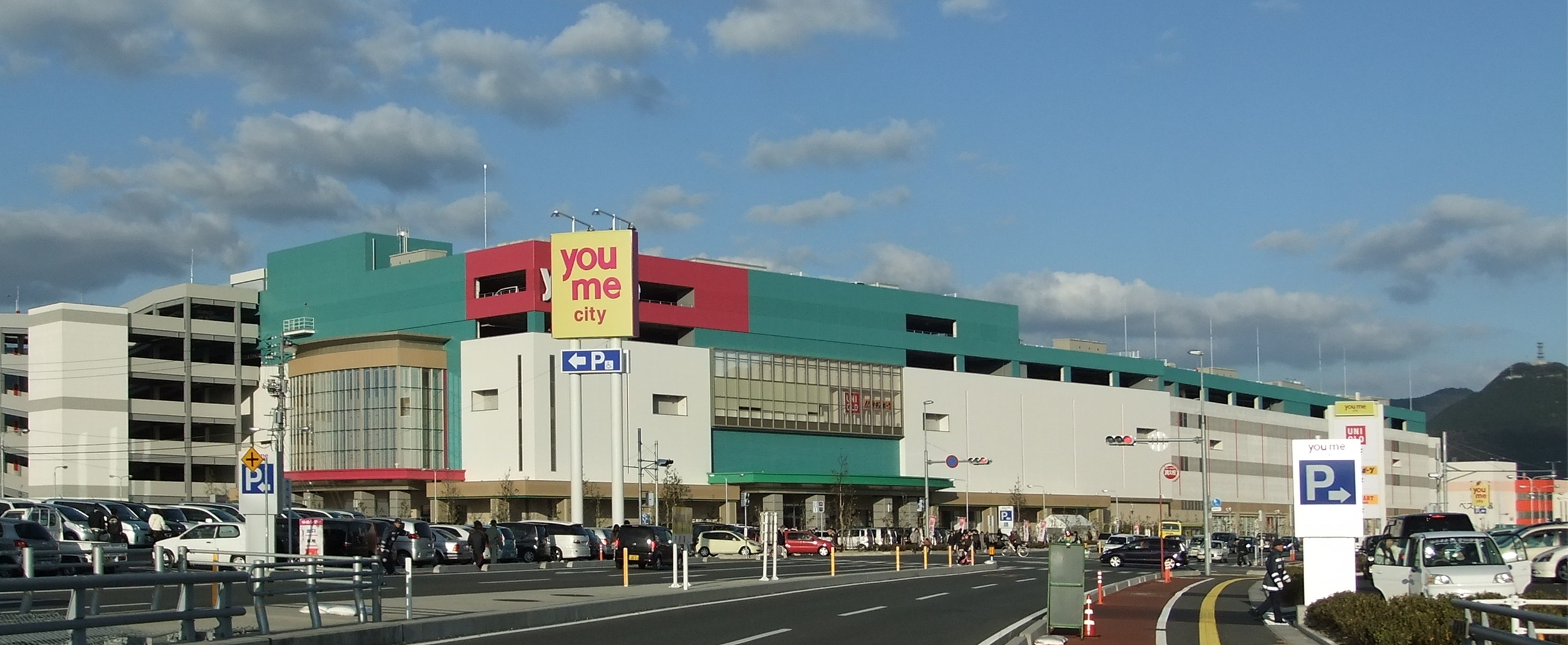
ゆめシティ
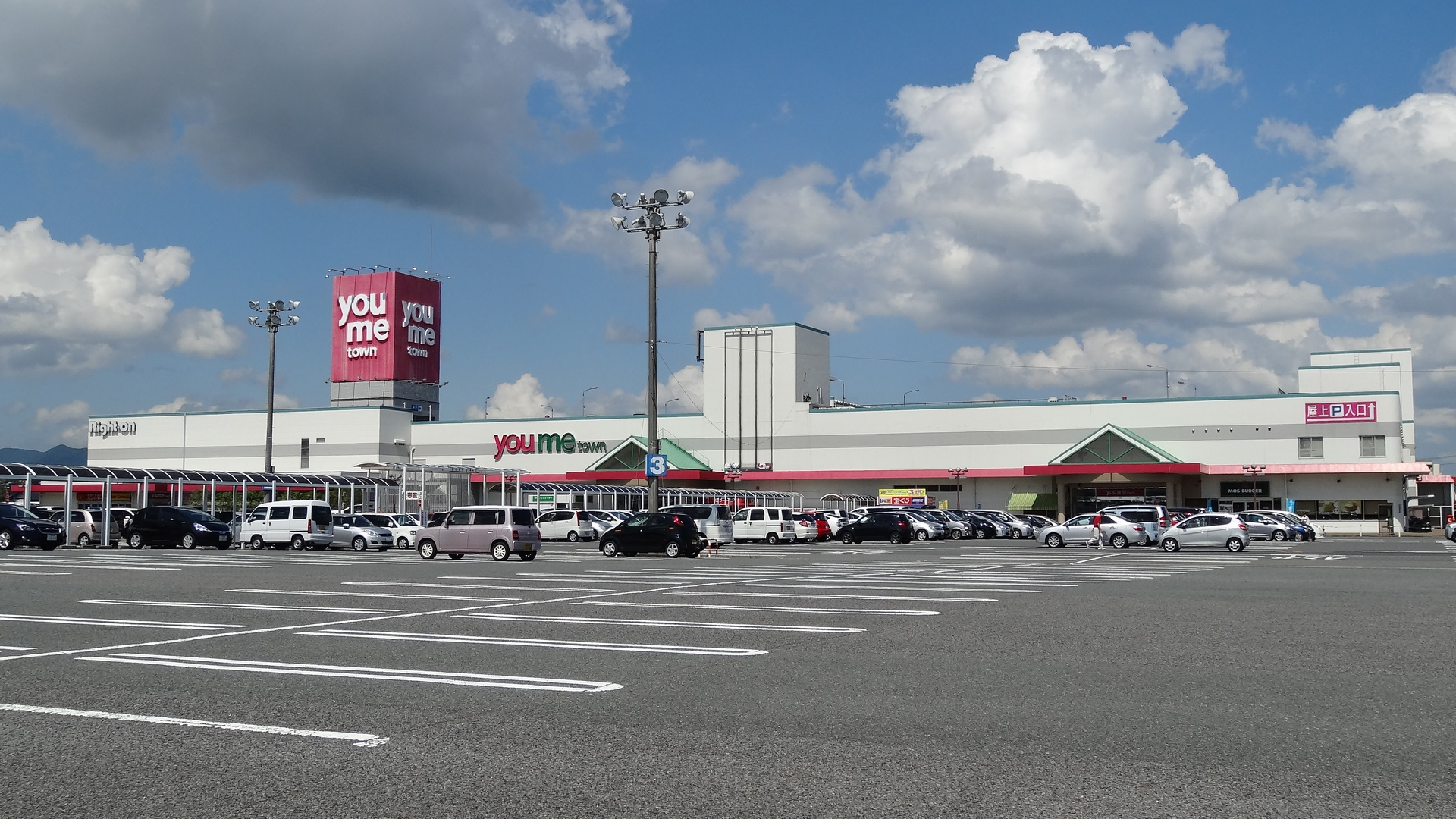
ゆめタウン長府（2012年）
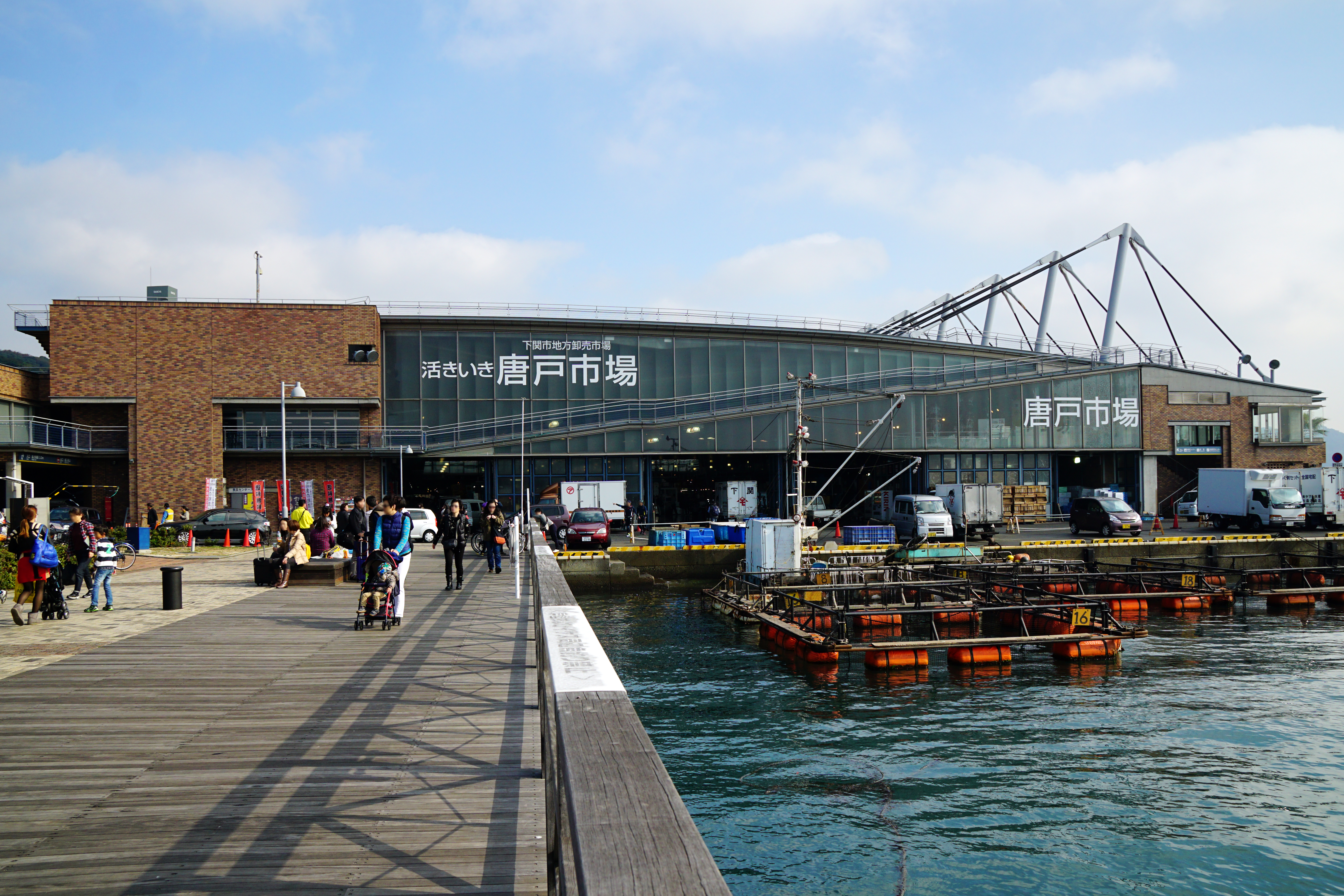
唐戸市場

### 拠点を置く企業
下関市に本社・本部を置く上場企業
- エストラスト（スタンダード）
- 長府製作所（プライム）
- 東武住販（スタンダード）
- 林兼産業（スタンダード）

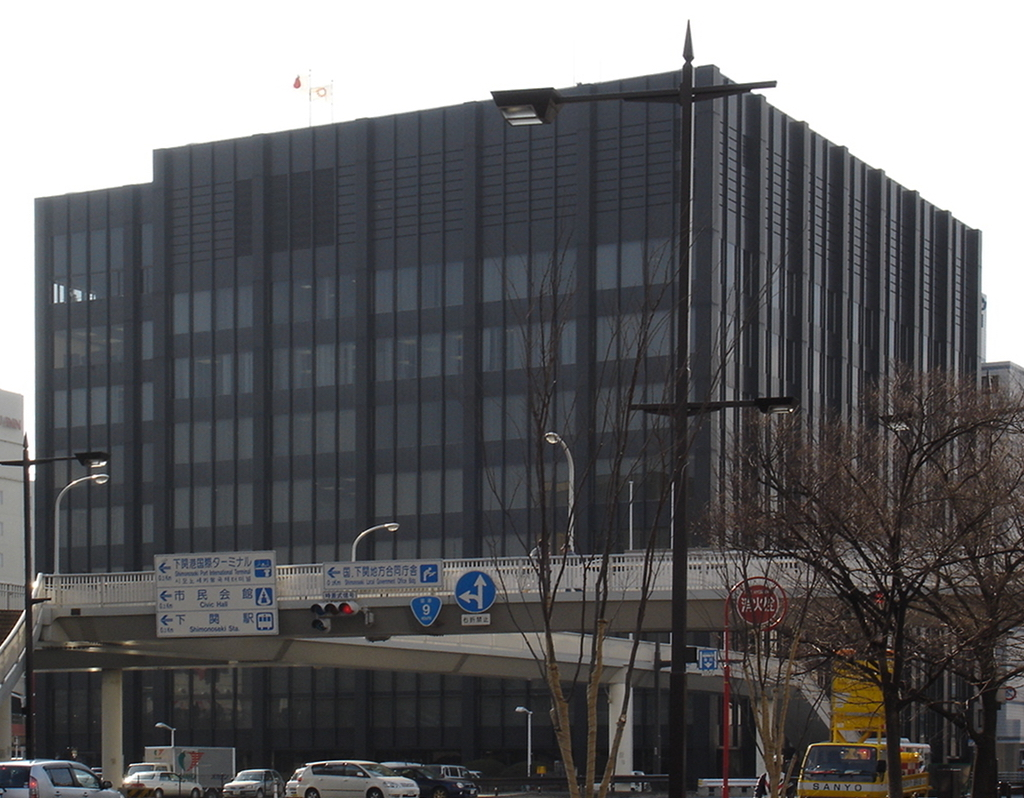
山口フィナンシャルグループ本社が入居する山口銀行本店ビル

- REVOLUTION（旧原弘産）（スタンダード）
- 山口フィナンシャルグループ（プライム）
  - 山口銀行（山口FG傘下）
  - やまぎんカード（山口FG傘下）
  - ワイエム証券（山口FG傘下）

下関市に本社・本部を置くその他主要企業
- 関光汽船（SHKライングループ）
- 関釜フェリー
- 旭洋造船
- ケーブルネット下関
- サンデン交通
- 下関三井化学
- 下関三菱自動車販売株式会社
- ニシエフ
- 西中国信用金庫
- 日本セレモニー（典礼会館、ノートルダム）
- 彦島製錬
- 前田海産
- 丸一ステンレス鋼管株式会社（旧コベルコ鋼管）
- みなと山口合同新聞社
- 山口県漁業協同組合
- やまぐち県酪乳業
- 山口合同ガス

下関市に支社・営業所・生産拠点を置く主要企業
- アイザワ証券下関コンサルティングプラザ
- アクサ生命保険下関営業所
- 朝日生命保険山口支社
- 出光興産（下関第一・第二太陽光発電所）
- 神戸製鋼所長府製造所
- 西京銀行下関支店
- 佐川急便下関営業所
- シマノ
- GMOグローバルサイン・ホールディングス株式会社下関支社（旧GMOクラウド株式会社）
- GMOリサーチ株式会社サテライトオフィス下関
- ジブラルタ生命山口支社下関営業所
- 住友生命保険相互会社山口支社
- 積水ハウス下関営業所
- 損害保険ジャパン下関支社
- 第一興商山口支店
- 第一生命保険株式会社山口支社
- 大東タンクターミナル
- 太陽生命下関支社
- 大和ハウス工業山口支店下関営業所
- 中国電力（下関発電所）
- 中電工下関営業所
- 東京海上日動下関支店
- 東洋証券下関支店
- 西日本シティ銀行下関支店
- ニチハ下関工場
- 日清食品下関工場
- 日本通運下関支店・下関国際物流センター
- 福岡銀行下関支店
- 福山通運下関支店
- ブリヂストン下関工場
- マルハニチロ下関工場
- マルハニチロ物流下関物流センター
- ミサワホーム下関営業オフィス
- 名城食品下関営業所・下関工場
- みずほ銀行下関出張所
- 三菱東京UFJ銀行下関支店
- 三井住友海上火災保険下関支社
- 三井住友銀行下関支店
- 三菱重工業・三菱造船（下関造船所）
- 明治安田生命保険相互会社下関営業所
- 山口朝日放送下関支社
- 山口日野自動車販売株式会社下関支店
- ゆうちょ銀行下関店

下関が発祥の地である主な企業
- サンリブ（下関丸食）
- ニチモウ（高津商店製網部）
- ニッスイ（日本水産）
- マルハニチロ（林兼商店→大洋漁業→マルハ→マルハニチロ水産）

## 情報通信

### マスメディア

#### 新聞社
- みなと山口合同新聞社本社
  - 山口新聞
  - みなと新聞
- 読売新聞下関支局
- 朝日新聞下関支局
- 毎日新聞下関支局
- 産経新聞山口支局 （2013年6月1日、当支局は山口市から移転）
- 長周新聞本社
- 防長経済新報社本社

#### 通信社
- 時事通信社下関支局

#### 放送局
テレビ放送
- NHK山口放送局下関支局
- J-COM Broadband 下関（ケーブルテレビ局）
- tysテレビ山口下関支社
- KRY山口放送下関支社
- yab山口朝日放送下関支社

情報カメラ（お天気カメラ）は海峡ゆめタワー・火の山のどちらかか、両方に設置されていることが多い。
ラジオ局
- COME ON! FM（コミュニティエフエム下関）
- FM山口
- NHK山口放送局下関支局
- KRY山口放送下関支社

### ライフライン

#### 電信
- NTT西日本

市外局番
- 下関MA（市外局番：083、市内局番：2xx（217を除く）、766 - 768、77x、78x）＝市内全域
従前、下関・豊浦・美祢の3MAが混在し、市外局番も別であった。2008年3月1日より、郵政省告示改正により、MAの統合・分割が行われ、下関市全域が同一市外局番となった。
それまで美祢MAに含まれていた下関市豊田町（旧市内局番：66 - 68）は、現在の美祢MA（旧美東町エリアを除く美祢市、市外局番：0837、市内局番：50 - 65、69）との相互通話は区域隣接通話となり、以前より通話料が高くなるほか新たに市外局番が必要である。
山口県西部の天気予報はそれまでの0832-177（旧・下関MA）から0836-177（宇部MA）に変更された。217局は山口県西部の天気予報（宇部MA）への誘導用のため使用できない。

## 教育

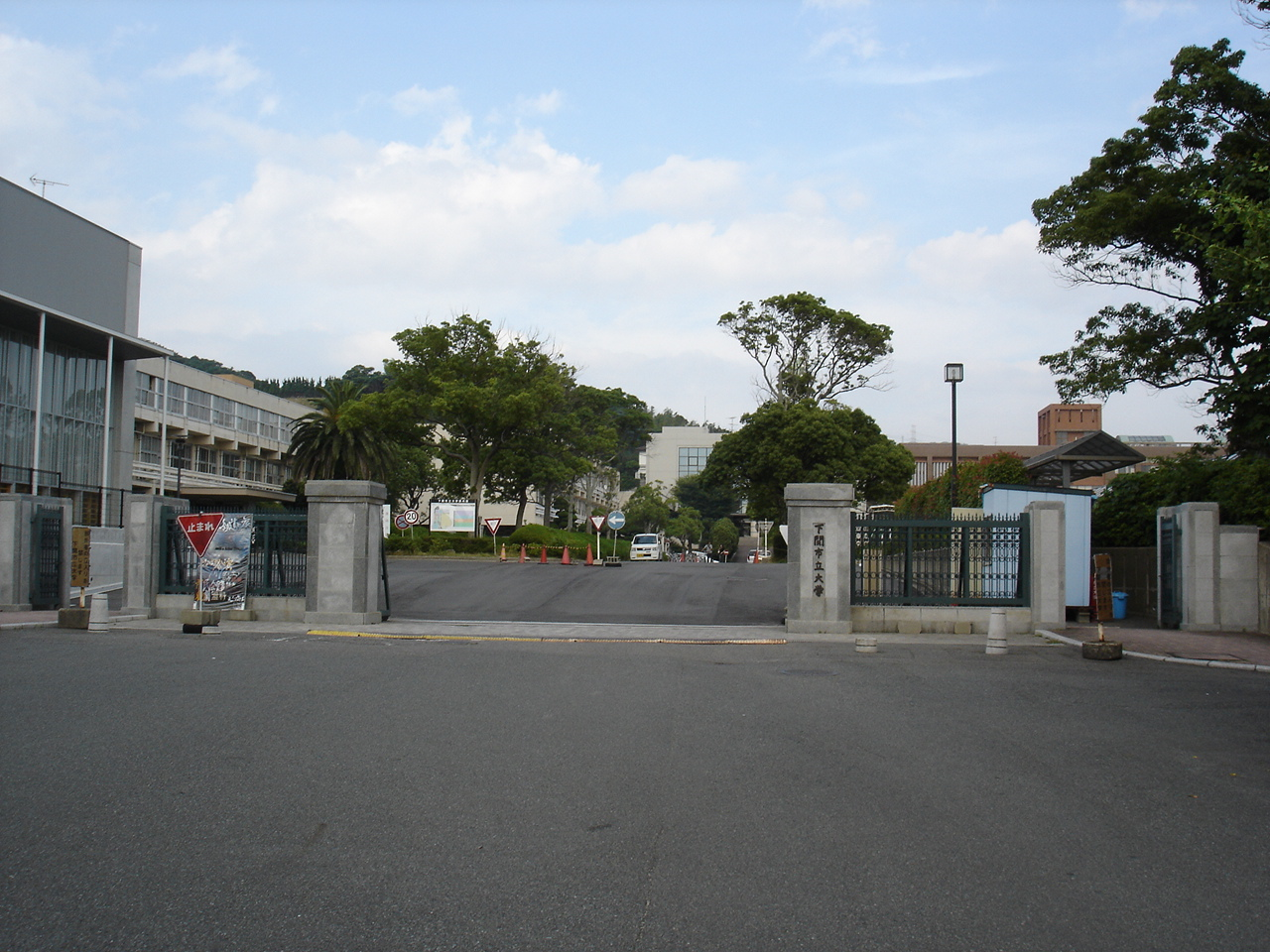
下関市立大学

### 大学・短大
公立
- 下関市立大学
  - 下関市立大学大学院

私立
- 東亜大学
  - 東亜大学大学院
- 梅光学院大学
  - 梅光学院大学大学院
- 下関短期大学

### 省庁大学校
国立
- 水産大学校

### 中等教育学校
県立
- 山口県立下関中等教育学校（旧山口県立下関第一高等学校）

### 高等学校
14校（公立10校、私立4校）
| 公立 - 市立高校 - 下関商業高等学校 - 県立高校 - 山口県立下関西高等学校 - 山口県立下関南高等学校 - 山口県立下関北高等学校 - 山口県立下関工科高等学校 - 山口県立長府高等学校 - 山口県立豊浦高等学校 - 山口県立田部高等学校 - 山口県立山口農業高等学校西市分校 - 山口県立下関双葉高等学校（2部制定時制高校） | 私立 - 下関国際高等学校 - 下関短期大学付属高等学校 - 梅光学院高等学校 - 早鞆高等学校 |

高等学校再編統合
- 山口県立下関第一高等学校→山口県立下関中等教育学校
- 山口県立下関工業高等学校 ＋ 山口県立下関中央工業高等学校 → 山口県立下関工科高等学校（2016年）
- 山口県立響高等学校 ＋ 山口県立豊北高等学校 → 山口県立下関北高等学校（2018年）
- 山口県立西市高等学校 → 山口県立山口農業高等学校西市分校（2019年）
- 下関市立下関商業高等学校定時制 ＋ 山口県立下関西高等学校定時制＋山口県立下関工科高等学校定時制 → 山口県立下関双葉高等学校（2019年）

### 中学校
24校（公立23校、私立1校）
公立
- 下関市立日新中学校
- 下関市立向洋中学校
- 下関市立山の田中学校
- 下関市立文洋中学校
- 下関市立名陵中学校
- 下関市立彦島中学校
- 下関市立玄洋中学校
- 下関市立長府中学校
- 下関市立長成中学校
- 下関市立東部中学校
- 下関市立木屋川中学校
- 下関市立川中中学校
- 下関市立垢田中学校
- 下関市立安岡中学校
- 下関市立吉見中学校
- 下関市立勝山中学校
- 下関市立内日中学校
- 下関市立豊田中学校
- 下関市立豊洋中学校
- 下関市立夢が丘中学校
- 下関市立豊北中学校
- 下関市立菊川中学校
- 下関市立蓋井中学校

私立
- 梅光学院中学校

### 小学校
41校（すべて公立）
公立
- 下関市立養治小学校
- 下関市立文関小学校
- 下関市立関西小学校
- 下関市立桜山小学校
- 下関市立向山小学校
- 下関市立生野小学校
- 下関市立本村小学校
- 下関市立西山小学校
- 下関市立江浦小学校
- 下関市立角倉小学校
- 下関市立向井小学校
- 下関市立小月小学校
- 下関市立清末小学校
- 下関市立王司小学校
- 下関市立豊浦小学校
- 下関市立勝山小学校
- 下関市立川中小学校
- 下関市立安岡小学校
- 下関市立吉見小学校
- 下関市立吉母小学校
- 下関市立蓋井小学校
- 下関市立吉田小学校
- 下関市立王喜小学校
- 下関市立内日小学校
- 下関市立山の田小学校
- 下関市立川中西小学校
- 下関市立垢田小学校
- 下関市立長府小学校
- 下関市立一の宮小学校
- 下関市立熊野小学校
- 下関市立豊東小学校
- 下関市立岡枝小学校
- 下関市立楢崎小学校
- 下関市立西市小学校
- 下関市立豊田下小学校
- 下関市立室津小学校
- 下関市立誠意小学校
- 下関市立川棚小学校
- 下関市立小串小学校
- 下関市立宇賀小学校
- 下関市立豊北小学校

### 下関市立小・中学校再編統合
下関市では少子化に伴う学校の小規模化が進む中、教育水準の維持・向上を図るために市立学校の統廃合を進めている。
- 閉校・統廃合済み
  - 殿井中学校（1958年・閉校）
  - 豊田中中学校（1958年・閉校）
  - 川棚中学校（1960年・閉校）
  - 小串中学校（1960年・閉校）
  - 西市中学校（1961年・閉校）
  - 三豊中学校（1961年・閉校）
  - 豊田下中学校（1961年・閉校）
  - 吉田小学校貞垣分校（1963年・閉校）
  - 吉田小学校朝日町分校（1967年・閉校）
  - 吉田中学校（1967年・閉校）
  - 王喜中学校（1967年・閉校）
  - 殿井小学校維新分校（1971年・閉校）
  - 桜山小学校六連分校（1974年・閉校）
  - 小野小学校（2001年・閉校）
  - 豊東小学校轡井分校（2002年・閉校）
  - 豊浦中学校＋宇賀中学校→夢が丘中学校（2005年・統合）
  - 豊北第一中学校（2005年・閉校）
  - 豊北第二中学校（2005年・閉校）
  - 豊北第三中学校（2005年・閉校）
  - 角島中学校（2005年・閉校）
  - 豊田西中学校（2011年・閉校）
  - 豊田東中学校（2012年・閉校）
  - 二見小学校（2014年・閉校）
  - 田耕小学校（2014年・閉校）
  - 殿井小学校＋豊田中小学校→豊田中小学校（2015年・統合）
  - 三豊小学校＋西市小学校→西市小学校（2015年・統合）
  - 神田小学校（西神田）（2016年・閉校）
  - 神玉小学校（2018年・閉校）
  - 神田小学校（豊北）（2018年・閉校）
  - 角島小学校（2019年・閉校）
  - 阿川小学校（2019年・閉校）
  - 粟野小学校（2019年・閉校）
  - 豊田中小学校＋西市小学校→西市小学校（2021年・統合）
  - 名池小学校＋王江小学校→名陵小学校（2022年・統合）
  - 名陵小学校＋名陵中学校→下関市立名陵学園（2022年・統合）

- 統廃合予定（令和2−6年度中）
  - 関西小学校＋桜山小学校＋向山小学校＋文洋中学校＋向洋中学校→小中一貫校（学校設置位置は旧神田小学校跡地）
  - 本村小学校＋西山小学校＋玄洋中学校→小中一貫校（玄洋中学校跡地）
  - 吉田小学校＋王喜小学校＋木屋川中学校→小中一貫校（木屋川中学校跡地）
  - 内日小学校＋内日中学校→小中一貫校（内日小学校跡地）
  - 吉見小学校＋吉母小学校＋吉見中学校→小中一貫校（吉見小学校および吉見中学校跡地）
  - 蓋井小学校→小学校内に蓋井中学校を開校し、小中一貫校
  - 岡枝小学校＋楢崎小学校→小学校を新設
  - 西市小学校＋豊田下小学校＋豊田中学校→小中一貫校（西市小学校および豊田中学校跡地）
  - 室津小学校＋誠意小学校＋豊洋中学校→小中一貫校（豊洋中学校跡地）
  - 川棚小学校＋宇賀小学校＋小串小学校→小学校を新設
  - 豊北小学校＋豊北中学校→小中一貫校（豊北中学校跡地）

### 認定こども園
公立（9園）
- 中央こども園
- 王喜こども園
- 垢田こども園
- 菊川こども園
- 西市こども園
- 豊田下こども園
- 川棚こども園
- 黒井こども園
- 豊北こども園

私立（14園）
- ひがし子ども園
- 下関短期大学付属第一幼稚園
- 下関短期大学付属第二幼稚園
- 下関天使幼稚園
- 泉幼稚園
- しおかぜの里こども園
- 聖母園
- でしまつ子ども園
- くりのみ子供園
- 長府幼稚園
- もみじ幼稚園
- 吉田緑こども園
- いちょう幼稚園
- 豊北きらきらこども園

### 幼稚園
| 公立（6園） - 第一幼稚園 - 豊浦幼稚園 - 清末幼稚園 - 小月幼稚園 - 川中幼稚園 - 豊東幼稚園 | 私立（7園） - 暁の星幼稚園 - めぐみ幼稚園 - 梅光学院幼稚園 - 海の星幼稚園 - 福王幼稚園 - 下関国際高等学校付属幼稚園 - 安岡幼稚園 |

### 保育園
公立（10園）
- 幸町保育園
- 名池保育園
- 幡生保育園
- 彦島第一保育園
- 長府第一保育園
- 長府第二保育園
- 長府第三保育園
- 長府第四保育園
- 吉見保育園
- 双葉保育園

私立（26園）
- 東光保育園
- 小波保育園
- ひまわり保育園
- 和光保育園
- 慈光保育園
- 弥生保育園
- のあ保育園
- 専立寺保育園
- すみれ保育園
- 鏡山保育園
- 王司保育園
- 新生保育園
- 清末保育園
- 小月保育園
- しょうや保育園
- 清和保育園
- 勝山保育園
- いずみ保育園
- 木の実保育園
- ひえだ保育園
- ゆたか保育園
- みどり保育園
- みのり保育園
- みそら保育園
- 二葉保育園
- 安楽保育園

### 特別支援学校
- 山口県立下関南総合支援学校（幼稚部・小学部・中学部・高等部）
- 山口県立山口南総合支援学校下関分校（幼稚部・小学部・中学部）
- 山口県立下関総合支援学校（小学部・中学部・高等部）
- 山口県立豊浦総合支援学校（小学部・中学部・高等部）

### 専修学校・各種学校・職業訓練校
- 山口県立西部高等産業技術学校（正式には学校教育法に規定される学校ではない）
- 山口朝鮮初中級学校
- 山口朝鮮高級学校
- 立修館高等専修学校
- 学校法人鹿島朝日高等学校

### その他学校
- 下関理容美容専門学校
- 下関文化産業専門学校
- 下関福祉専門学校
- 下関看護リハビリテーション学校
- さくら国際学園下関校
- 日本医療専門学校
- 下関歯科技工専門学校
- よしみず病院附属看護学院

## 交通

### 交通の要衝
下関は関門海峡を挟んで九州と対峙する位置にあったことから、古来より陸海の交通の要衝であった。具体的には、山陽道（西国街道）の終点にして山陰道の結節点にあたり、加えて江戸時代から北前船（西廻り航路）の経由地であったことから伺える。
陸上交通においては1901年に山陽鉄道が下関まで開通し、1914年に長州鉄道が、1918年に長門鉄道がそれぞれ開通、加えて1926年には山陽電気軌道の路面電車が開通し、地域交通を担った。
一方海上交通では、1905年に関釜連絡船が就航し朝鮮半島への玄関口の役割を果たしたが、太平洋戦争で航路閉鎖に追い込まれ、1970年に関釜フェリーとして再開した。現在では市内全域に多くの韓国・朝鮮系住民が居住し、とくに下関駅北側グリーンモール商店街一帯は事実上コリア・タウンとなっている。
現在、下関港が国際拠点港湾および中枢国際港湾、日本海側拠点港湾、総合的拠点港湾に指定されている。

### 空路

#### 空港
市内に空港はないが、近隣には北九州空港、山口宇部空港、福岡空港があり、市の公式サイトでもこの3空港をアクセス手段として掲載している。
各空港への所要時間は、北九州空港へはJRとリムジンバス（小倉駅乗り換え）で約50分、山口宇部空港へは連絡バス（乗合タクシー）で約1時間15分、福岡空港へは山陽新幹線と福岡市地下鉄空港線（博多駅乗り換え）で約50分のアクセスである。
かつては北九州空港へのリムジンバスも運行されていたほか、福岡市と下関市を結ぶ高速バス「ふくふく号」の一部の便が福岡空港国際線ターミナルに発着していたが、いずれも廃止された。
北九州市立大学の調査によると、下関市内に所在する企業の空港利用頻度は、市中心部の本庁地区や彦島地域では北九州空港、東部の山陽地域（長府、小月など）や北部の山陰地域（安岡、吉見など）では山口宇部空港が高く、それぞれ地理的に近い空港が選ばれている。
なお、市内にある小月航空基地は当初民間空港の下関飛行場（下関空港）として計画・着工され、開港後に軍用飛行場に転用された経緯がある。第二次世界大戦後に下関市は同基地の公営空港化を目指し、GHQから民間航空路開設の許可も得ていたが、自衛隊基地として全面使用されることになり市内への民間空港誘致は実現しなかった。

### 鉄道
西日本旅客鉄道（JR西日本）
- 山陽新幹線：新下関駅

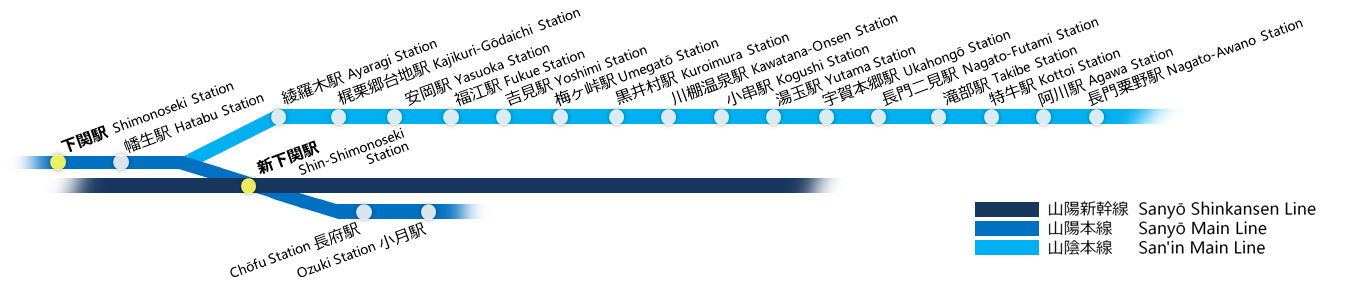
下関市内の鉄道網

- 山陽本線：小月駅（発着駅） - 長府駅 - 新下関駅 - 幡生駅 - 下関駅
- 山陰本線：長門粟野駅 - 阿川駅 - 特牛駅 - 滝部駅（発着駅）- 長門二見駅 - 宇賀本郷駅 - 湯玉駅 - 小串駅（発着駅）- 川棚温泉駅 - 黒井村駅 - 梅ケ峠駅 - 吉見駅 - 福江駅 - 安岡駅 - 梶栗郷台地駅 - 綾羅木駅 - 幡生駅

九州旅客鉄道（JR九州）
- 山陽本線：下関駅

#### かつての運行路線
なお、かつては以下の鉄道事業者が現・下関市域を運行していた。
- 山陽電気軌道（路面電車・現サンデン交通）：長府駅 - 下関駅 - 大和町、唐戸 - 東下関駅 - 幡生駅など。1971年廃止。
- 長門鉄道：小月 - 西市。1956年廃止。
- 長州鉄道：東下関駅 - 幡生 - 小串。幡生 - 小串間は1925年に国有化（現在の山陰本線の一部）、残区間は1928年に山陽電気軌道に譲渡。
- 山陽鉄道：小月 - 下関。1906年に国有化（現在の山陽本線の一部）。

### バス

#### 路線バス
- サンデン交通 - 2005年の市町村合併前からの下関市域全域と、旧菊川町域、旧豊田町域、旧豊浦町域の川棚温泉以南に路線を持つ。また、隣接する山陽小野田市・美祢市・長門市と下関市を結ぶ路線も存在する。
- ブルーライン交通 - サンデン交通の子会社で、旧豊田町域、旧豊浦町域の豊洋台団地以北、旧豊北町域に路線を持つ。
- 下関市生活バス - 2005年の市町村合併により編入された各町のコミュニティバスを引き継いだコミュニティバスである。

かつては下関市内を発着・経由し、関門トンネルや関門橋を通り、対岸の北九州市との間を運行する路線がサンデン交通や北九州市でバス事業を行う西日本鉄道により運行されていたが、すべて廃止・撤退し現存しない。

#### 高速バス
- ふくふく天神号（サンデン交通・西日本鉄道、昼行）：福岡市（博多バスターミナル・西鉄天神高速バスターミナル・天神中央郵便局前・中洲・蔵本）- 下関市（宝蔵寺・東駅・唐戸・下関駅）
- サンアンドムーン（大新東、夜行）：京都市・大阪市（梅田・なんばOCAT）・神戸市（三宮） - 下関市（下関駅）

かつてはサンデン交通が東京都（東京駅）・横浜市・大阪市・広島市・山口市・山口宇部空港・北九州市などへの夜行・昼行高速バスを運行していたが、上記の「ふくふく天神号」を除きすべて休廃止された。

### タクシー
- 下関山電タクシー
- 日本交通産業
- 山和第一交通
- 山口第一
- 平和タクシー
- 冨士第一交通（西市営業所）
- （周南）第一交通（下関営業所）

### 道路

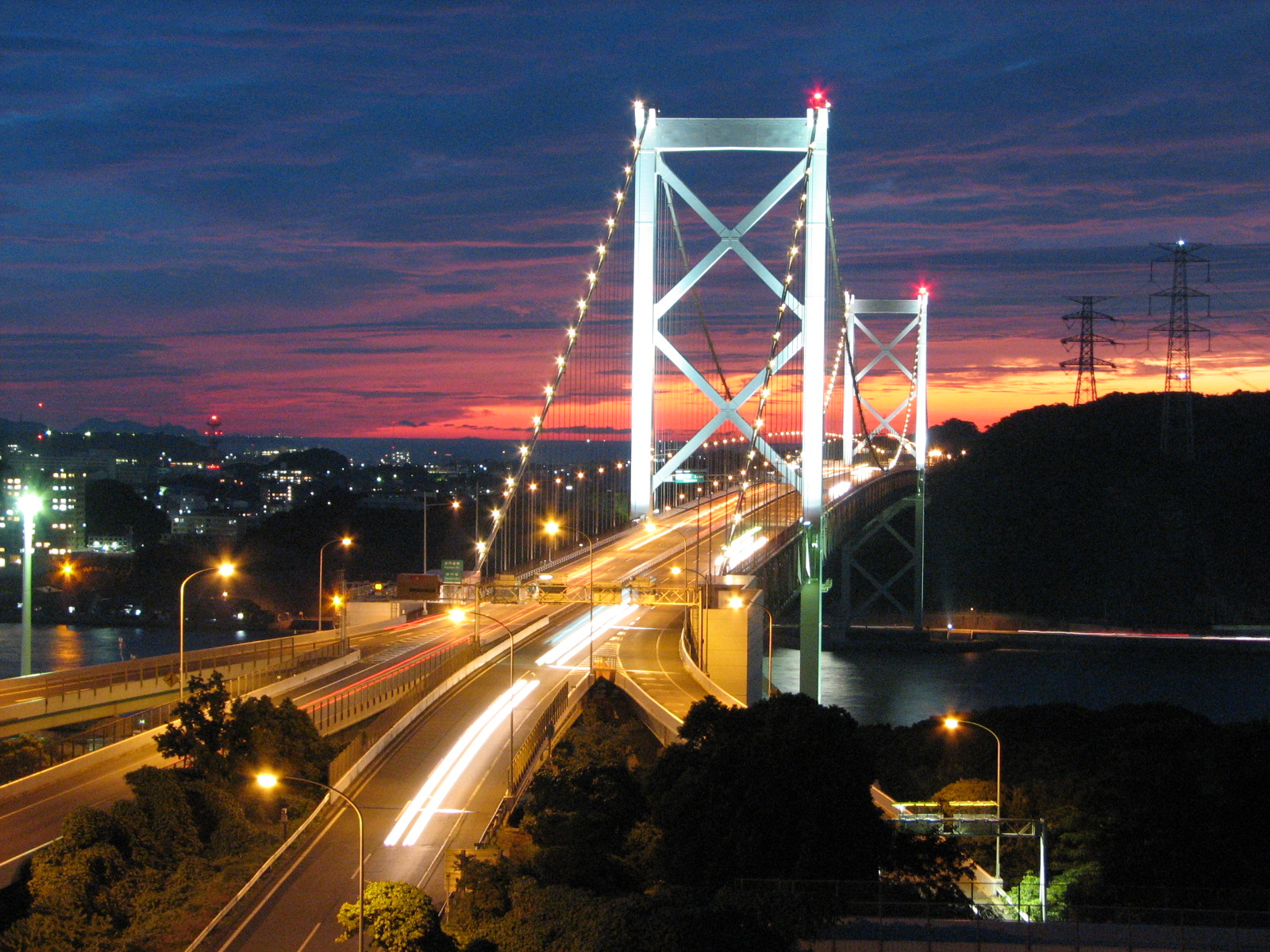
関門橋

山口県で唯一の道路基準地と県内の重要地の1つに指定されている。

#### 高速道路
- E2A  中国自動車道（AH1）：下関JCT─小月IC─王司PA─下関IC
- E9山陰自動車道：小月IC（計画中）
- E2  山陽自動車道（AH1）：下関JCT
- E2A  関門道（AH1）：下関IC─壇之浦PA（下りのみ）

#### 国道
- 国道2号
  - 小月バイパス
  - 関門国道トンネル
- 国道9号
- 国道191号
  - 下関北バイパス
- 国道435号
- 国道491号

#### 県道
主要地方道
- 山口県道33号下関美祢線
- 山口県道34号下関長門線
- 山口県道35号豊浦菊川線
- 山口県道38号美祢油谷線
- 山口県道39号粟野二見線
- 山口県道40号豊浦清末線
- 山口県道57号下関港線
- 山口県道65号山陽豊田線

一般県道
- 山口県道65号山陽豊田線
- 山口県道233号美祢菊川線
- 山口県道244号下関川棚線
- 山口県道245号永田郷室津川棚線
- 山口県道246号長府前田線
- 山口県道247号安岡港長府線
- 山口県道248号下関港安岡線
- 山口県道250号南風泊港線
- 山口県道251号田ノ首下関線
- 山口県道252号福浦港金比羅線
  - 彦島道路（元彦島有料道路）
- 山口県道253号小月停車場線
- 山口県道254号長府停車場線
- 山口県道255号田倉新下関停車場線
- 山口県道256号綾羅木停車場線
- 山口県道257号安岡停車場線
- 山口県道258号武久椋野線
- 山口県道259号新下関停車場線
- 山口県道260号宇賀山陽線
- 山口県道261号豊浦久野線
- 山口県道262号豊浦豊田線
- 山口県道263号小串停車場線
- 山口県道265号七見小月線
- 山口県道266号日野吉田線
- 山口県道267号中ノ川於福停車場線
- 山口県道268号豊田三隅線
- 山口県道269号豊田粟野港線
- 山口県道270号田耕湯玉停車場線
- 山口県道272号滝部停車場線
- 山口県道275号島戸港線
- 山口県道276号角島神田線
- 山口県道319号大河内地吉線
- 山口県道323号下関停車場線
- 山口県道327号狗留孫山公園線

### 道の駅
- 道の駅 きくがわ
- 道の駅 蛍街道 西ノ市
- 道の駅 北浦街道 豊北

### 航路

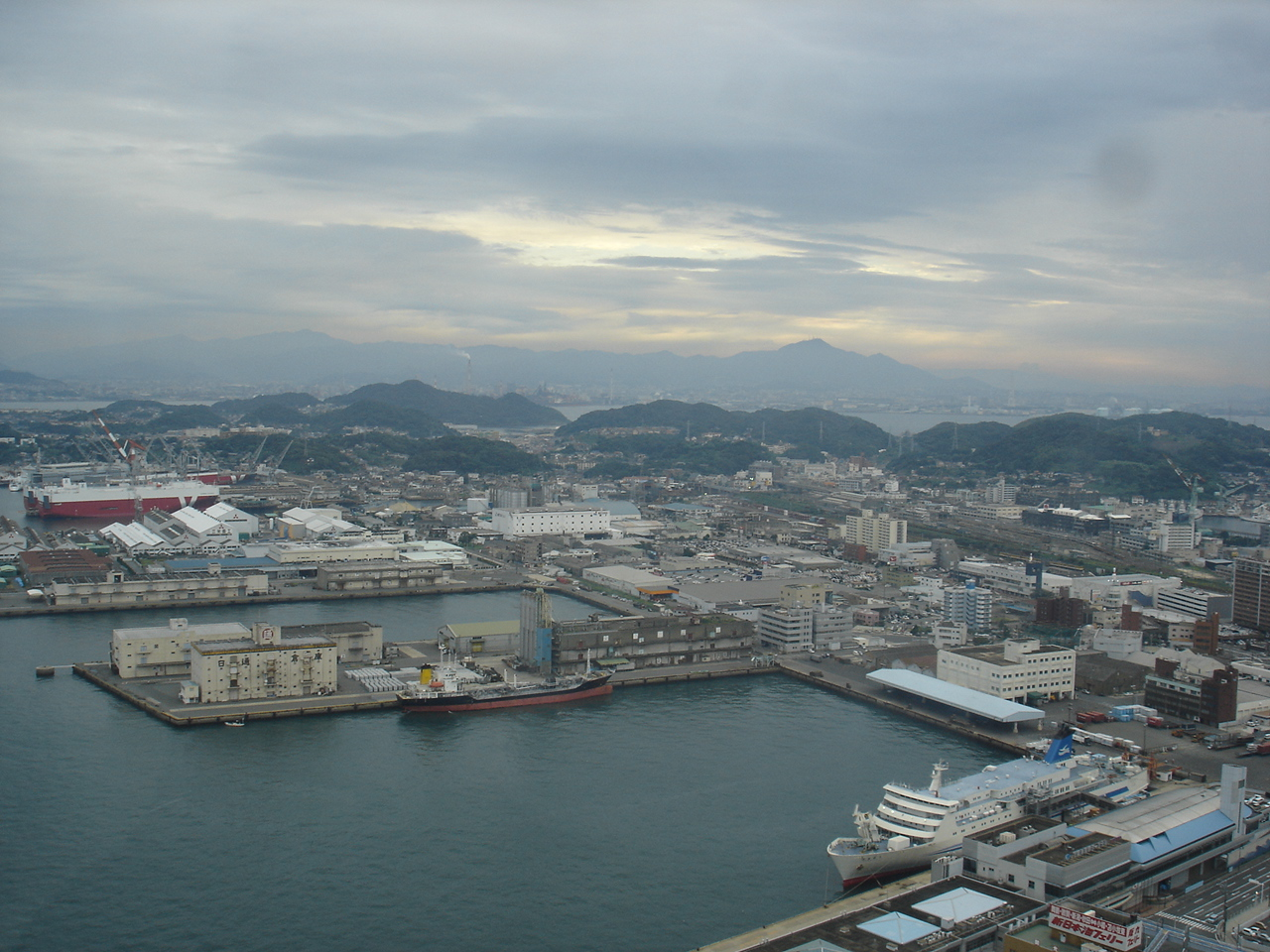
下関港（本港地区）

#### 下関港を発着する旅客航路

##### 国際航路
- 関釜フェリー（ 下関市 -  韓国 釜山広域市） 1日1便
- 光陽フェリー（ 下関市 -  韓国 光陽）週2便
- 蘇州下関フェリー（ 下関市 -  中国 蘇州・太倉） 週2便

###### かつて運航していた国際航路
- オリエントフェリー（ 下関市 -  中国 青島）週2便（1995年―2019年）

##### 国内航路
国内航路については長距離旅客航路の発着はなく下関市内の各島及び門司港への航路のみとなる。
- 下関市港湾局
  - 吉見漁港 - 蓋井島
  - 竹崎桟橋 - 六連島
- 関門汽船
  - 唐戸桟橋 - 門司港（北九州市門司区）
  - 唐戸桟橋 - 巌流島

###### かつて運航していた国内航路
- 山陽鉄道→鉄道省→日本国有鉄道
  - 関門連絡船
- 下関市
  - 彦島・下関間 - 岬之町桟橋と彦島本村との間を伊崎町経由で結び、30分間隔の運航、運賃は5銭、本村から彦島江の浦・西山方面へ連絡バスが接続していた[59]。
- 関門汽船
  - 大里・江の浦・下関間 - 唐戸桟橋を起点に、岬之町、江の浦、弟子待、大里を巡航していた[59]。巡航船は唐戸を午前4時40分に始発し午前中は30分毎、午後は1時間毎に午後7時40分の終発まで運航した後、江の浦岬之町間を午後12時まで運航した[59]。運賃は大里下関間18銭、江の浦下関間12銭、始発から午前7時までは半額であった[59]。
- 海峡汽船
  - 小倉・下関間 - 唐戸第二桟橋と小倉砂津海岸を午前5時の始発から午後7時の終発まで1時間間隔で運航していた[59]。運賃は片道25銭、往復40銭、午前7時までは半額であった[59]。小倉と下関を直接結ぶ唯一の航路であり、所要時間は30分と公称していたものの実際には45分程度で、小倉の発着地である砂津海岸が駅や市街地から遠いこともあり1937年に発刊された観光誌『下関観光案内』では電車を利用し門司を迂回する方が便利と案内していた[59]。
- 州陽汽船
  - 若松・下関間 - 唐戸第二桟橋と若松港・水上署前桟橋を結び、1日4往復、所要時間は1時間であった[59]。出発時刻は下関側が午前7時半・午前10時半・午後2時半・午後5時半、若松川が午前5時半・午前9時・午後1時・午後4時、運賃は片道35銭、始発便のみ往復40銭としていた[59]。
- 大阪商船
  - 別府・下関間 - 別府港（大分県別府市）との間を所要時間8時間で結んでいた[59]。運賃は3等1円、2等2円で、当時の鉄道運賃よりは低廉な価格設定であった[59]。
- 松原汽船部
  - 宇部・下関間 - 唐戸第二桟橋と宇部港（宇部市）との間に2隻で汽船を運航していた[59]。所要時間は約2時間要したが、運賃は片道38銭と当時の宇部下関間の鉄道運賃の半額以下であった[59]。唐戸から毎日午後1時、宇部からは偶数日午前7時、奇数日午前7時半に発船していた[59]。年間利用者数は1936年度（昭和11年度）に6287人、1937年度（昭和12年度）に1万89人であった[60][61]。
- 川崎汽船
  - 下関・麗水間（関麗連絡船） - 当時日本国内であった朝鮮半島南部の麗水市との間に1930年（昭和5年）就航、観音崎町に当航路の専用桟橋を有していた[59]。下関発は毎日午後5時、所要時間は18時間、運賃は3等3円55銭、2等7円10銭であった[59]。

#### 港湾
主な港湾
- 下関港（国際拠点港湾・中枢国際港湾・日本海側拠点港湾・総合的拠点港湾・国際旅客船拠点形成港湾／下関市管理港湾）
  - 本港地区
  - 岬之町地区
  - 西山・荒田・福浦地区（彦島）
  - 長府地区
  - 東港地区（唐戸）
  - 新港地区（沖合人工島「長州出島」）
- 角島港（地方港湾）
- 特牛（こっとい）港（地方港湾）

主な漁港
- 下関漁港（特定第3種漁港）
- 安岡漁港（第2種）
- 吉見漁港（第2種）
- 吉母漁港
- 王喜漁港
- 蓋井島（ふたおいじま）漁港
- 六連島（むつれじま）漁港
- 宇賀漁港
- 小串漁港（第2種）
- 川棚漁港
- 涌田漁港
- 室津下漁港
- 阿川漁港（第2種）
- 島戸漁港（第2種）
- 肥中漁港
- 和久漁港（第2種）
- 矢玉漁港（第2種）
- 二見漁港
- 角島漁港

### 自動車のナンバープレート
当市内で登録される自動車のナンバープレートは「下関」ナンバーである（山口運輸支局管轄下）。
山口県では山口運輸支局本庁舎以外の自動車検査登録事務所が一切設置されていないが、下関市は2006年10月10日より県内唯一のご当地ナンバーである下関ナンバー登録の地域となった。下関ナンバー登録の対象となる地域は下関市内のみである。ご当地ナンバー導入以前は県内他市町村と同様「山」→「山口」ナンバーであった。

## 観光
旧下関市街地では幕末前後から明治・大正時代にかけての歴史遺産を整備した名所旧跡や歴史的建築物（洋館、神社仏閣など）が多数存在するほか、城下町の長府地区には由緒ある神社仏閣や武家屋敷などが集まっている。また関門海峡周辺には観光施設が複数建設されており、夏には関門海峡花火大会が下関・門司両岸で開催されるなど、対岸の門司港レトロ地区（北九州市）と併せた周遊ルートとして多くの観光客で賑わっている。また、旧4町では「角島大橋」のある角島、「瓦そば」が名物の川棚温泉や石柱渓、本州最西端の地である毘沙ノ鼻などの自然景観を生かした観光地が中心となる。
下関市は山口県のなかで、最も観光客数が多く2023年の観光客数は約571.8万人（前年比125.4％・19年比80.4％）であった。
地区別では旧市内が約335.6万人（前年比148％）であった。
次いで豊北地区が約78.4万人（106.6％）、豊田地区が約71.9万人（97.9％）、菊川地区が約43万人（99.9％）、豊浦地区が約42.9万人（109.7％）であった。
新型コロナウイルス感染症発生前の2019年（令和元年）と比較すると通年型観光客数は82.4％、季節型観光客数は75.9％と回復途中にある。
宿泊客数は全体で約78.9万人（前年比114.6％）となり、旧市内・菊川地区・豊浦地区・豊北地区で増加、豊田地区で減少した。2019年と比較すると98.5％であり、コロナ前と同水準まで回復しつつある。外国人宿泊客数は全体で約2万人（前年比618％）であった。2019年と比較すると85.6％である。

### 主な観光地別観光客数（2023年）
- 海響館：約55.4万人（県外39.2万人/県内16.2万人）
- 海峡ゆめタワー：約7.17万人（5万人/2.2万人）
- 巌流島：約5.58万人（4.5万人/1万人）
- 火の山：約18万人（13.3万人/4.7万人）
- 市立美術館：約3.4万人（1.3万人/2.1万人）
- 菊川温泉：約9.3万人（1.4万人/7.9万人）
- 川棚温泉：約22.6万人（10.1万人/12.5万人）
- 西ノ市温泉：約15.5万人（4.6万人/10.8万人）
- 道の駅 きくがわ：約25万人（5万人/20万人）
- 道の駅 蛍街道西ノ市：約43.8万人（13.1万人/30.7万人）
- 道の駅 北浦街道「豊北」：約83.2万人（38.4万人/44.9万人）
- 角島灯台公園：約23.6万人（14.2万人/9.4万人）

### 観光スポット

#### 本庁地区・彦島

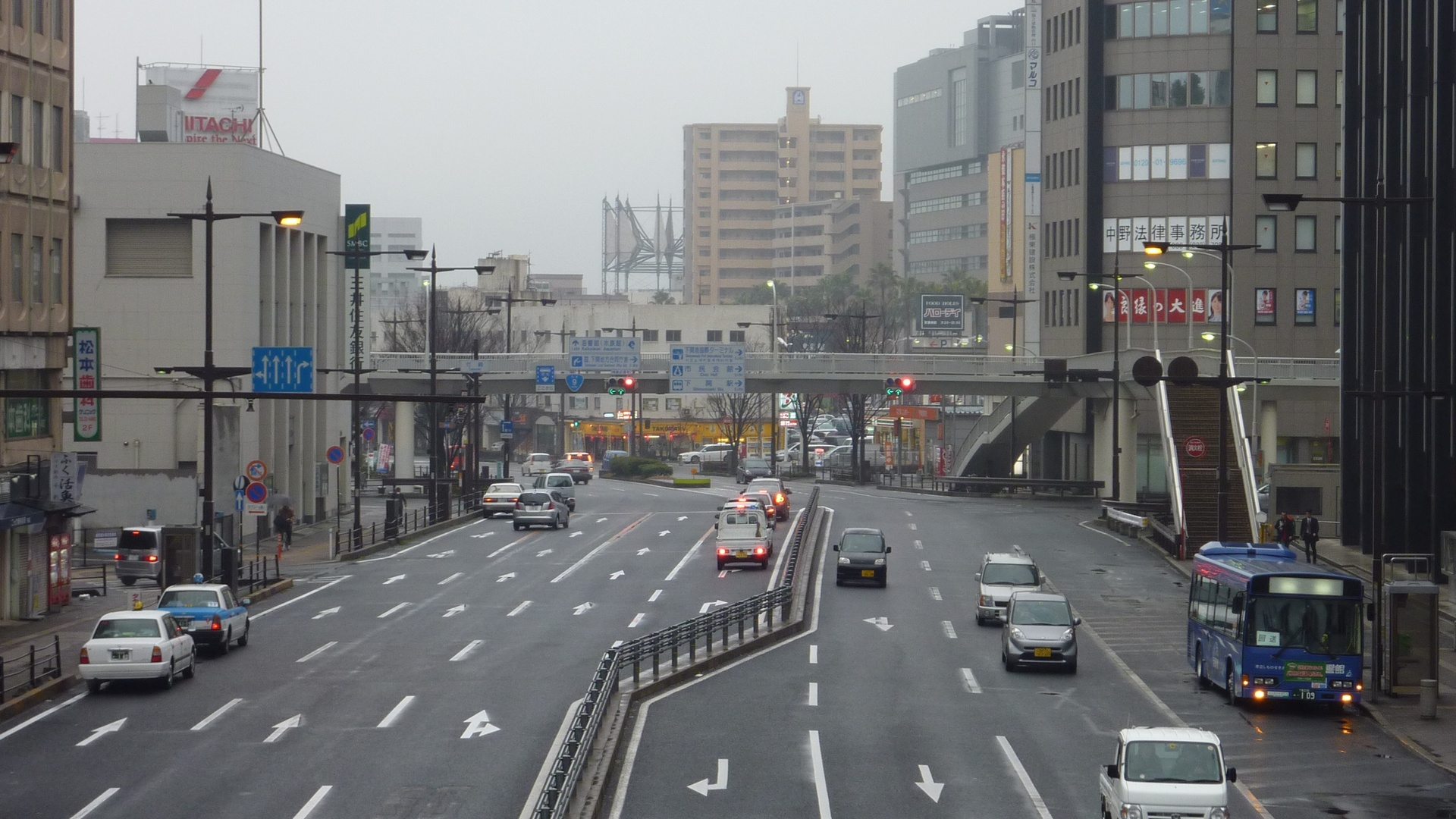
国道9号終点の下関駅前（JR下関駅付近）

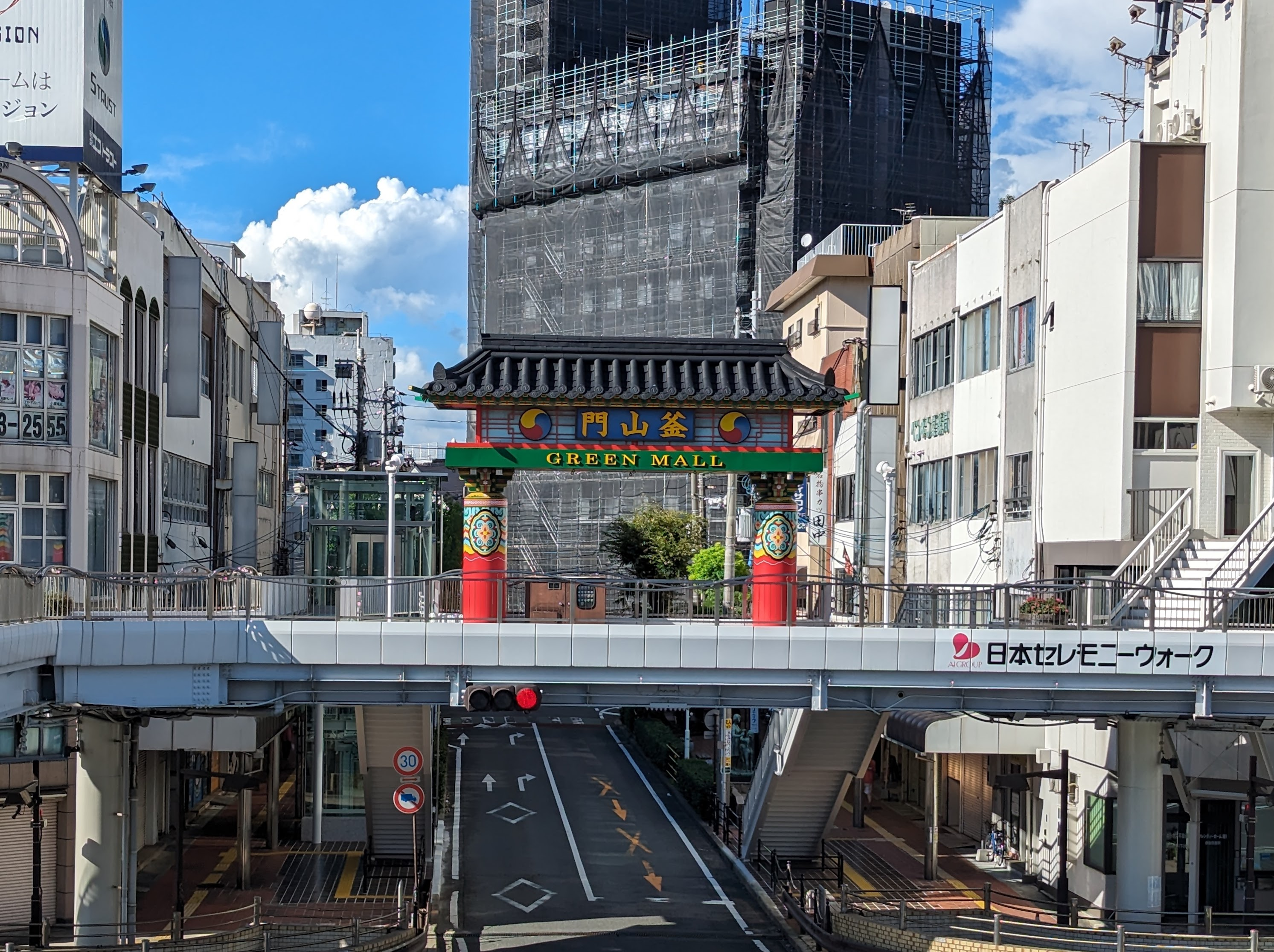
グリーンモール商店街入口に設置されている釜山門（2023年9月）

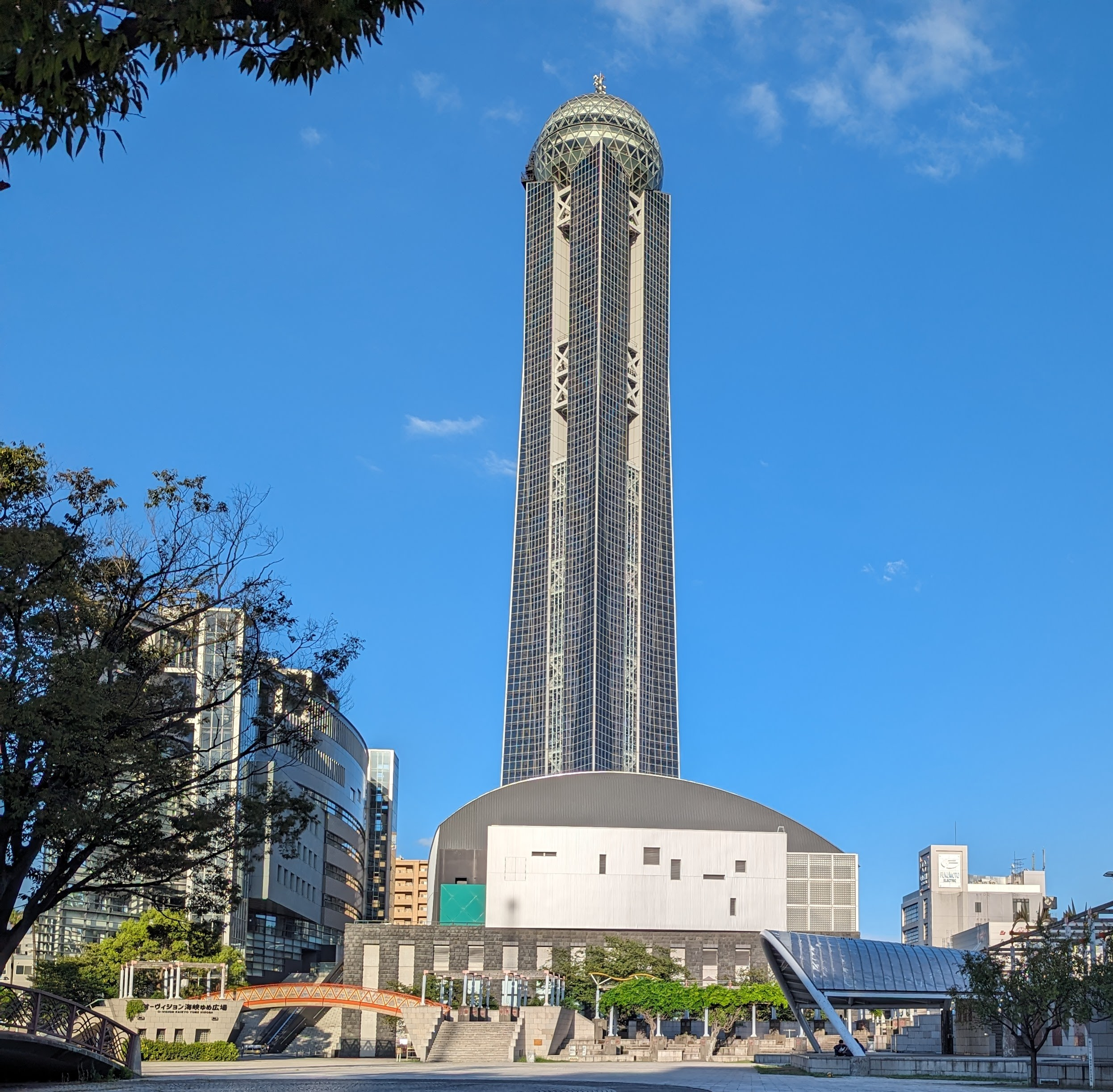
海峡ゆめ広場から望む海峡ゆめタワー（2023年9月）

関門海峡に面したエリアに観光スポットが多く並ぶ。
下関駅（竹崎町）・豊前田・細江町エリア
- 下関港（本港地区・下関港国際ターミナル）
- グリーンモール商店街（コリア・タウン）、長門市場
- 豊前田（県内最大の歓楽街）
- 櫻山神社
- 高杉晋作終焉の地
- 下関市民会館
- 巌流島（船島）
- 山口県国際総合センター
  - 海峡ゆめタワー（展望室の高さ西日本一のタワー。但し超高層ビルを含めた展望室の高さでは大阪市の梅田スカイビル空中庭園展望台が西日本一）
  - 海峡メッセ下関
- 海峡ゆめ広場
- エキマチ広場
- 日和山公園
- 大歳神社

唐戸・壇ノ浦エリア

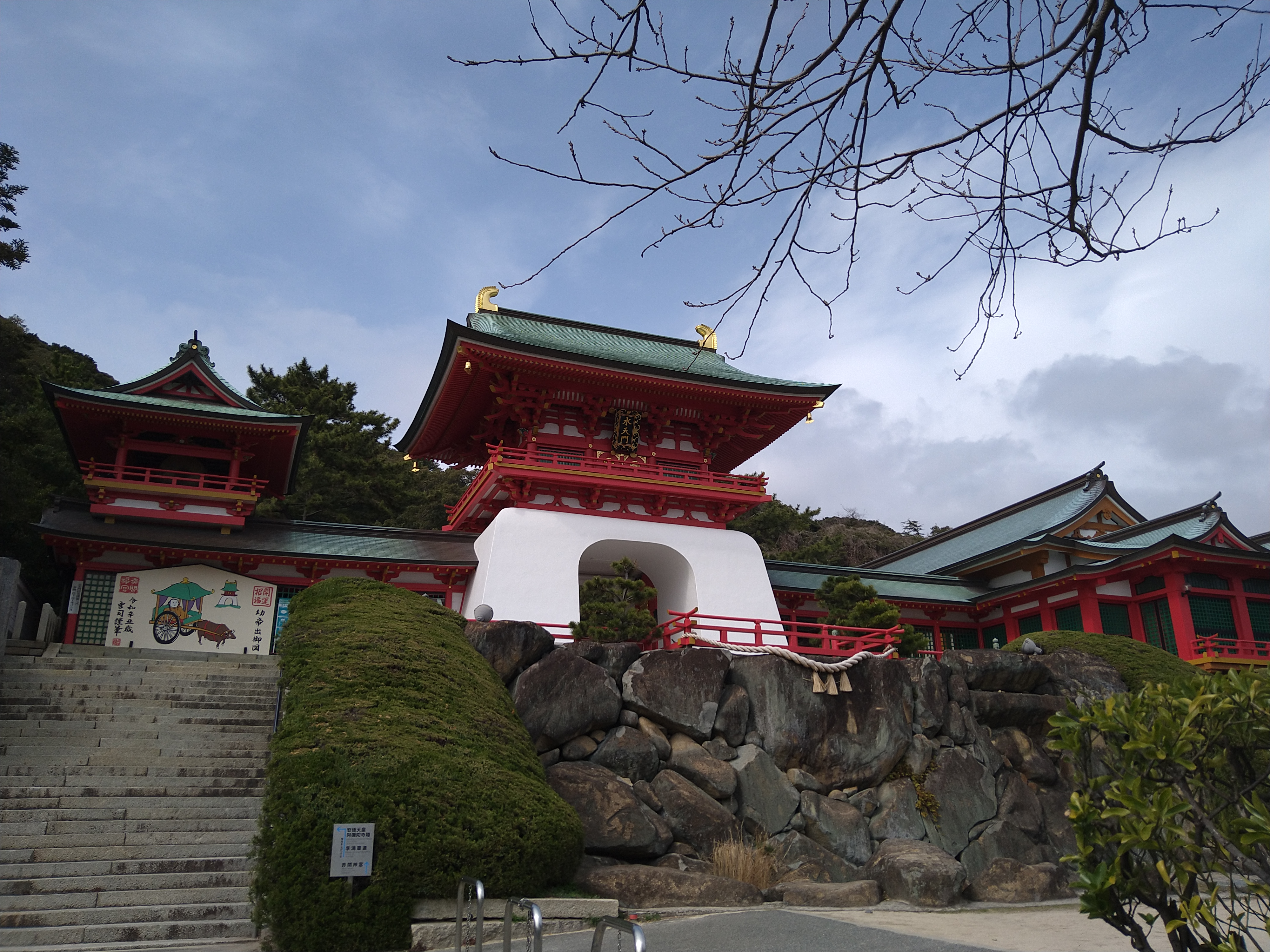
赤間神宮（2021年3月）

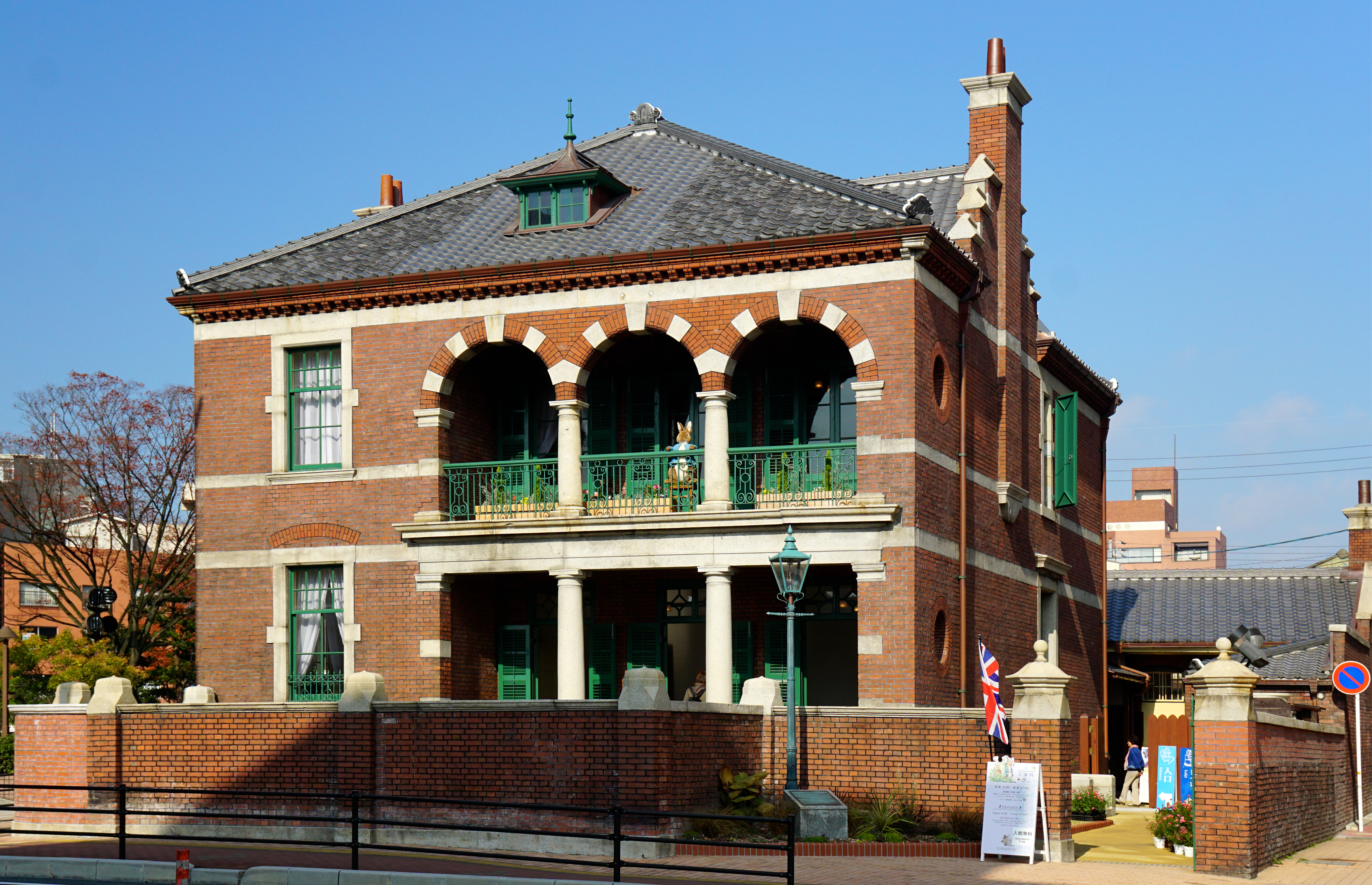
旧下関英国領事館（国指定重要文化財）

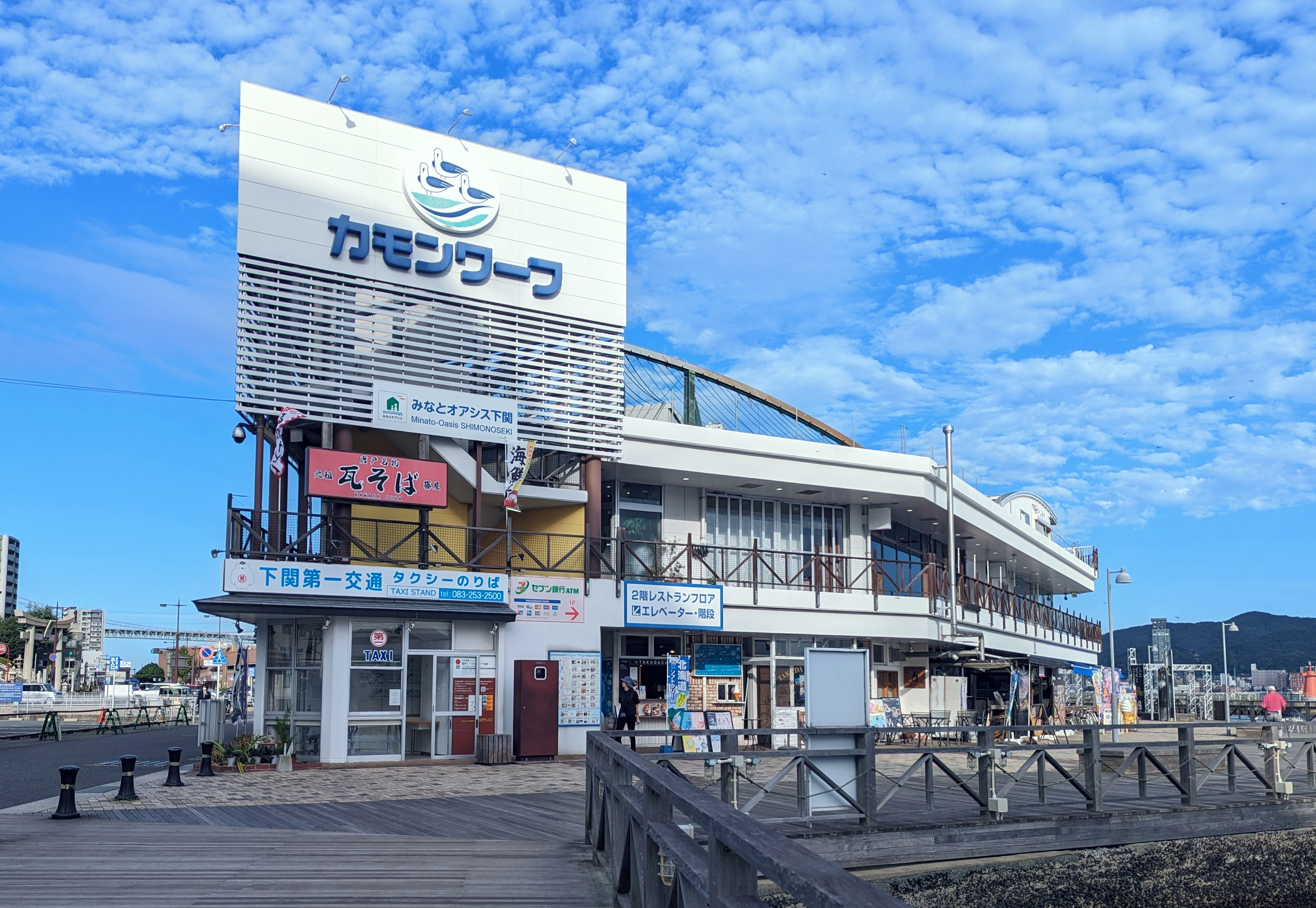
カモンワーフ（2023年9月）

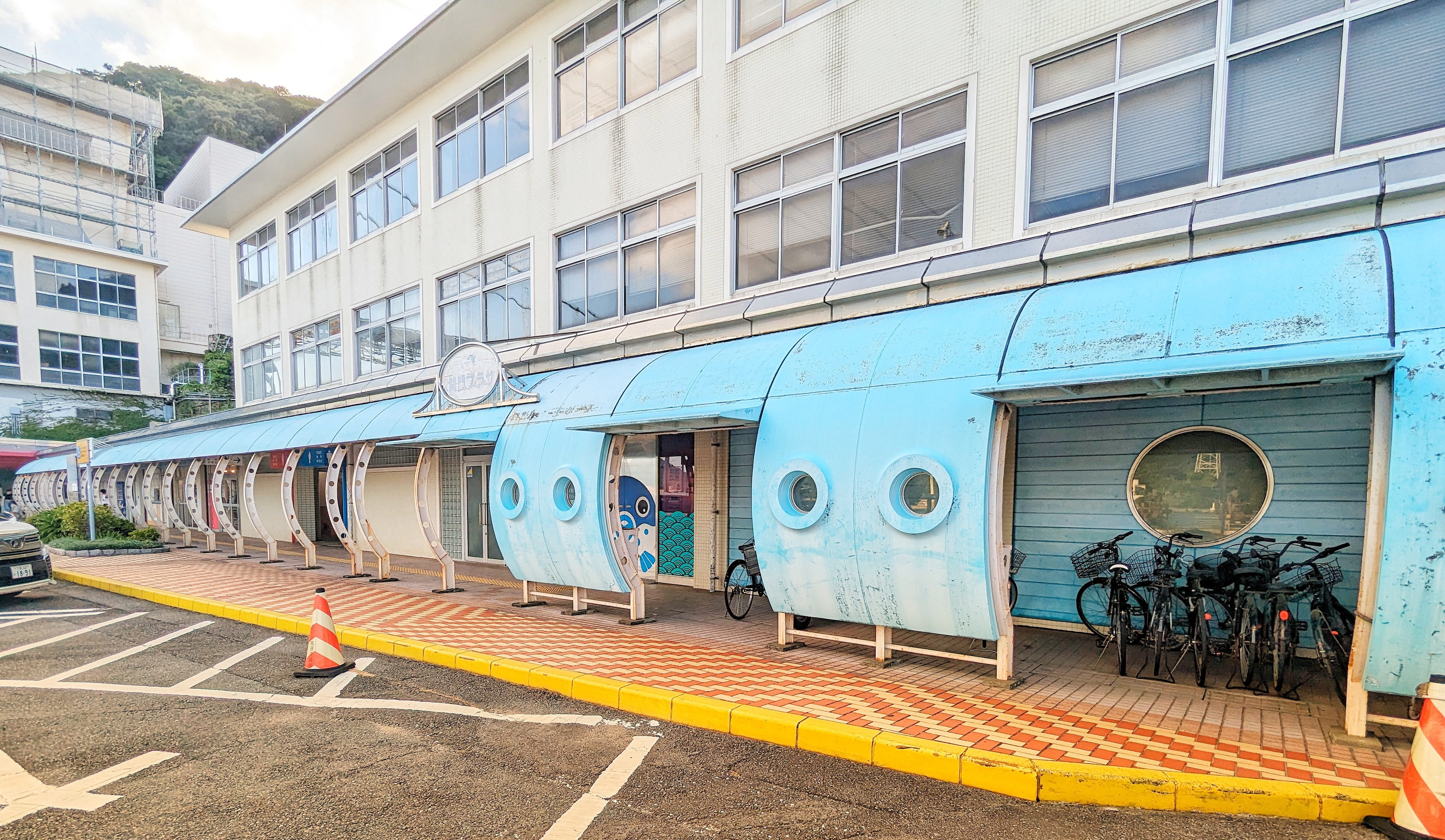
関門トンネル人道出入口施設に隣接する関門プラザ

- 亀山八幡宮 - 境内に亀山砲台跡、床屋発祥の地
- 唐戸市場
- カモンワーフ
- 唐戸桟橋
- 下関市立しものせき水族館（海響館）
- はい!からっと横丁
- 旧下関英国領事館（国重要文化財。現存する日本最古の領事館）
- 下関南部町郵便局（日本最古の現役郵便局舎）
- 旧秋田商会ビル（神戸より西で最初の鉄筋コンクリート造ビル）
- 青春交響の塔 （高杉晋作・坂本竜馬両名の記念碑）
- 朝鮮通信使上陸淹留之地記念碑 （朝鮮通信使記念碑）
- 田中絹代ぶんか館
- 藤原義江記念館
- 金子みすゞゆかりの地（金子みすゞ詩の小径）
- 林芙美子ゆかりの地
- 赤間神宮（安徳天皇陵。水天門と回廊は国の登録有形文化財）
  - 大連神社
- 春帆楼（下関条約／日清講和条約）締結会場。ふぐ料理公許全国第一号店）
- 関門海峡
- 関門橋
- 関門人道トンネル
- 関門プラザ
- みもすそ川公園
- 壇ノ浦古戦場
  - 平家の一杯水
- 火の山

東駅・山の田エリア
- 下関運動公園・下関陸上競技場
- 戦場ヶ原公園（通称「忠霊塔」）
- 生野神社(宮山古墳)

彦島エリア
- 彦島八幡宮
- 南風泊市場（ふくのせり市）
- 老の山公園
- ひこっとらんどマリンビーチ（西山海水浴場）
- ナイスビューパーク（風車、休憩所など）
- 下関漁港閘門（世界最小の運河としてギネスに登録）

#### 山陽方面（周防灘沿岸）
長府エリア

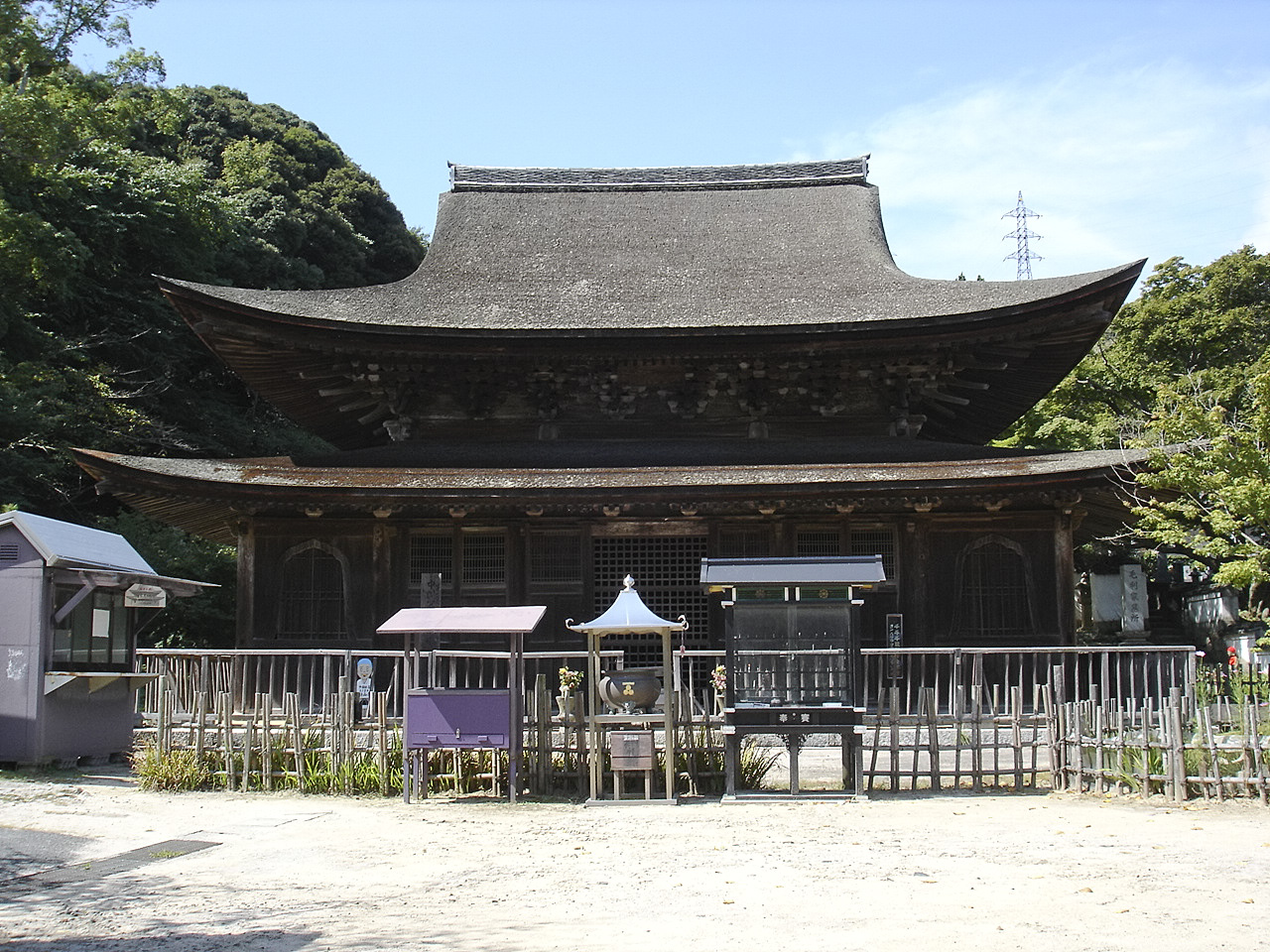
功山寺仏殿（国宝）

- 功山寺（仏殿は国宝。高杉晋作や大内義長所縁の寺）
- 乃木神社
- 櫛崎城跡（関見台公園）
- 長府庭園
- 長府毛利邸
- 忌宮神社・相撲資料館
- 土塀の町並み - 菅家長屋門、古江小路、横枕小路
- 檀具川
- 下関市立美術館
- 下関市立長府博物館
- 下関競艇場

小月・王喜・吉田エリア
- 東行庵 - 高杉晋作とその愛妾であるおうの（梅処尼）の墓所
  - 東行記念館
- 奇兵隊陣屋跡
- 海上自衛隊小月航空基地
- 湯谷温泉

#### 山陰方面（響灘沿岸）
川中（綾羅木）・安岡・吉見・吉母エリア

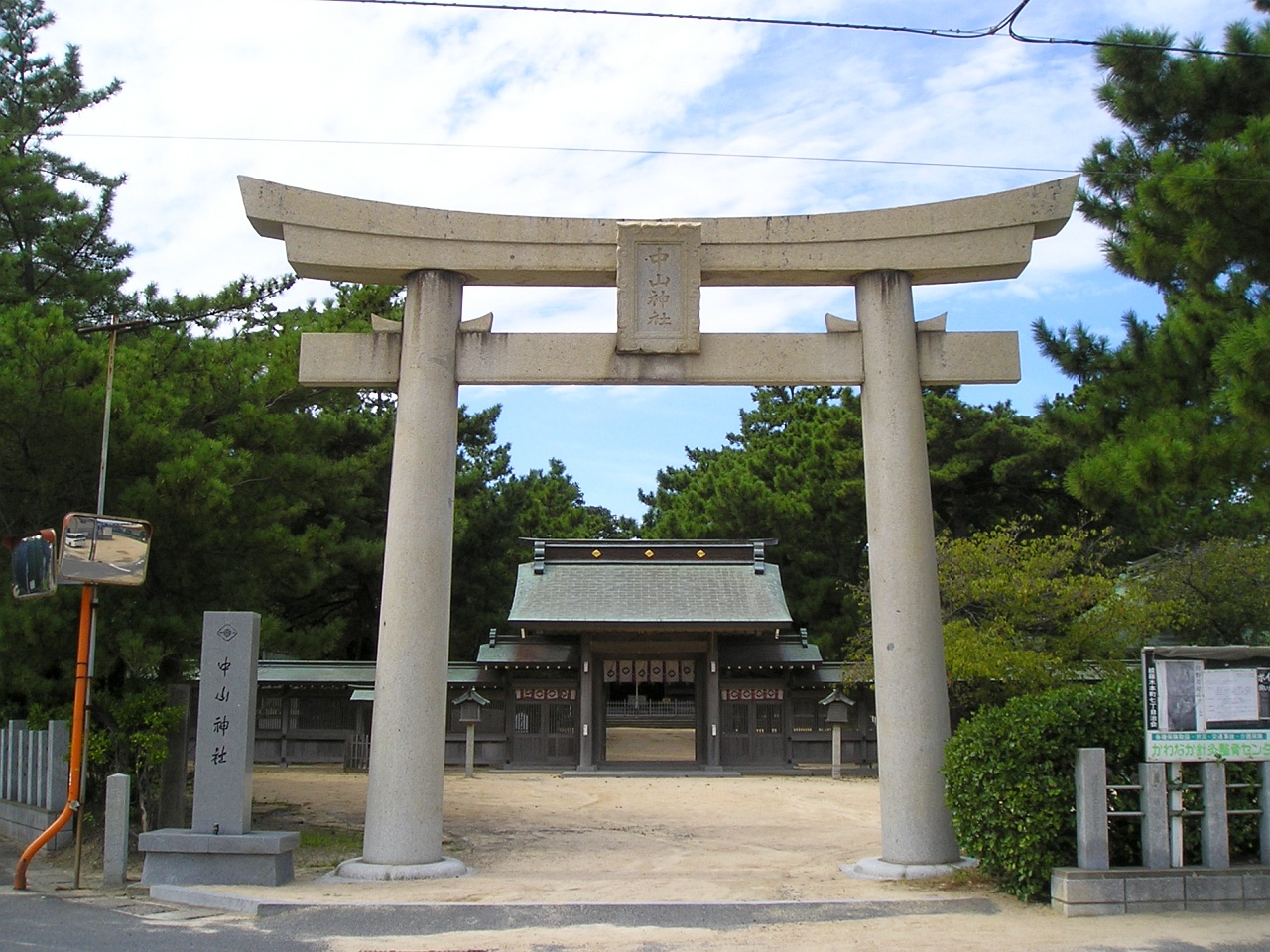
中山神社

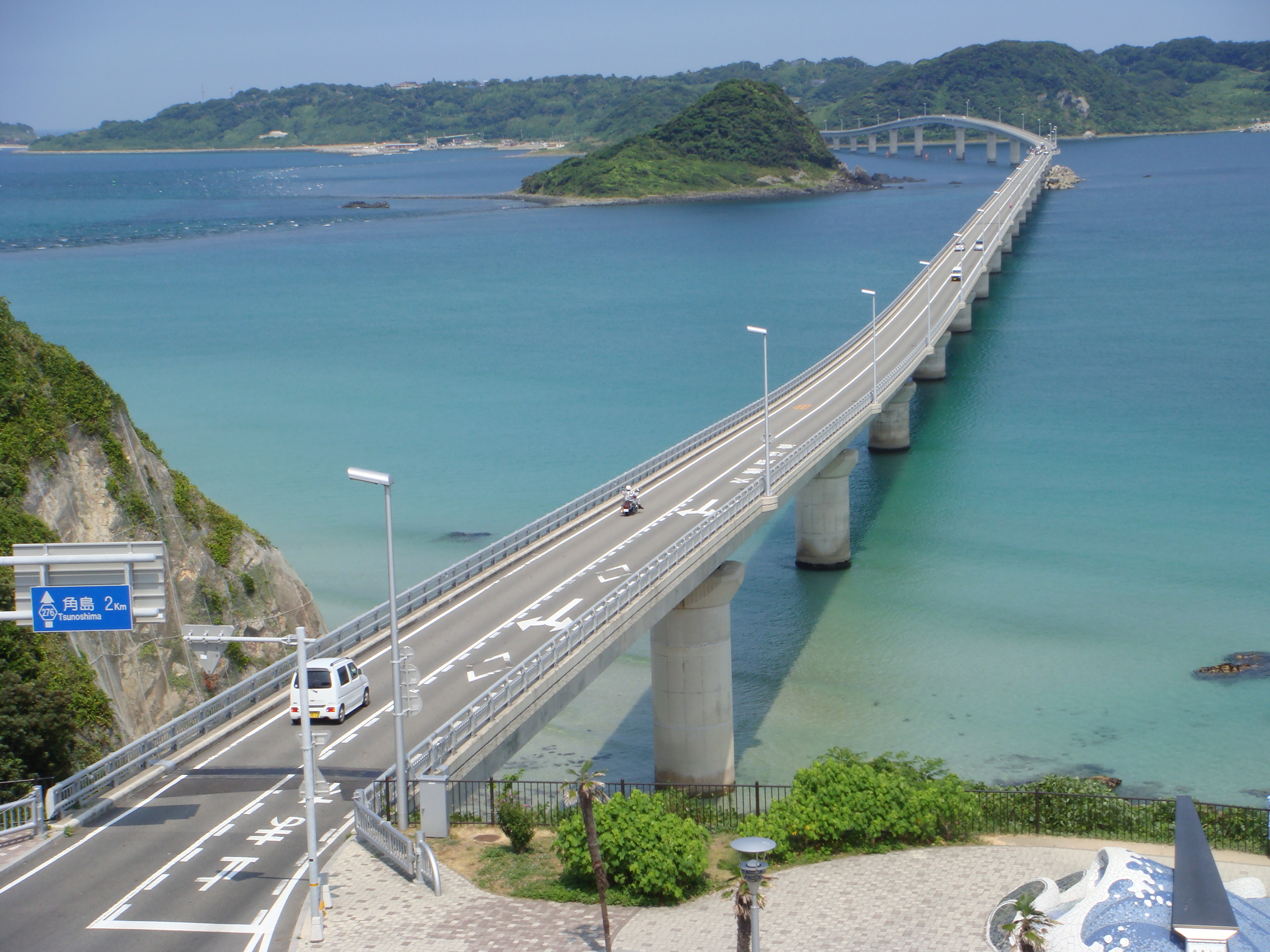
角島大橋

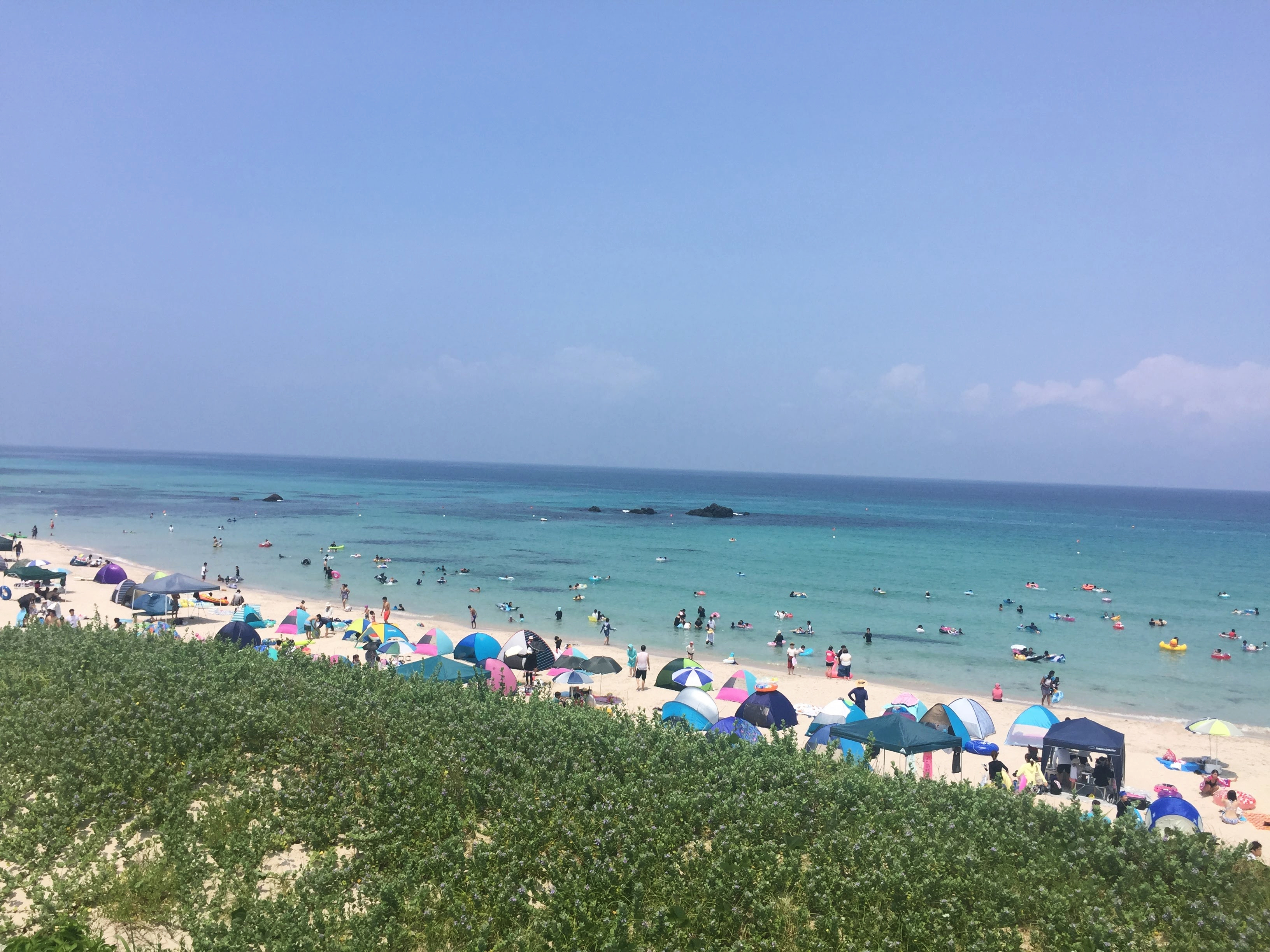
角島のコバルトブルービーチ

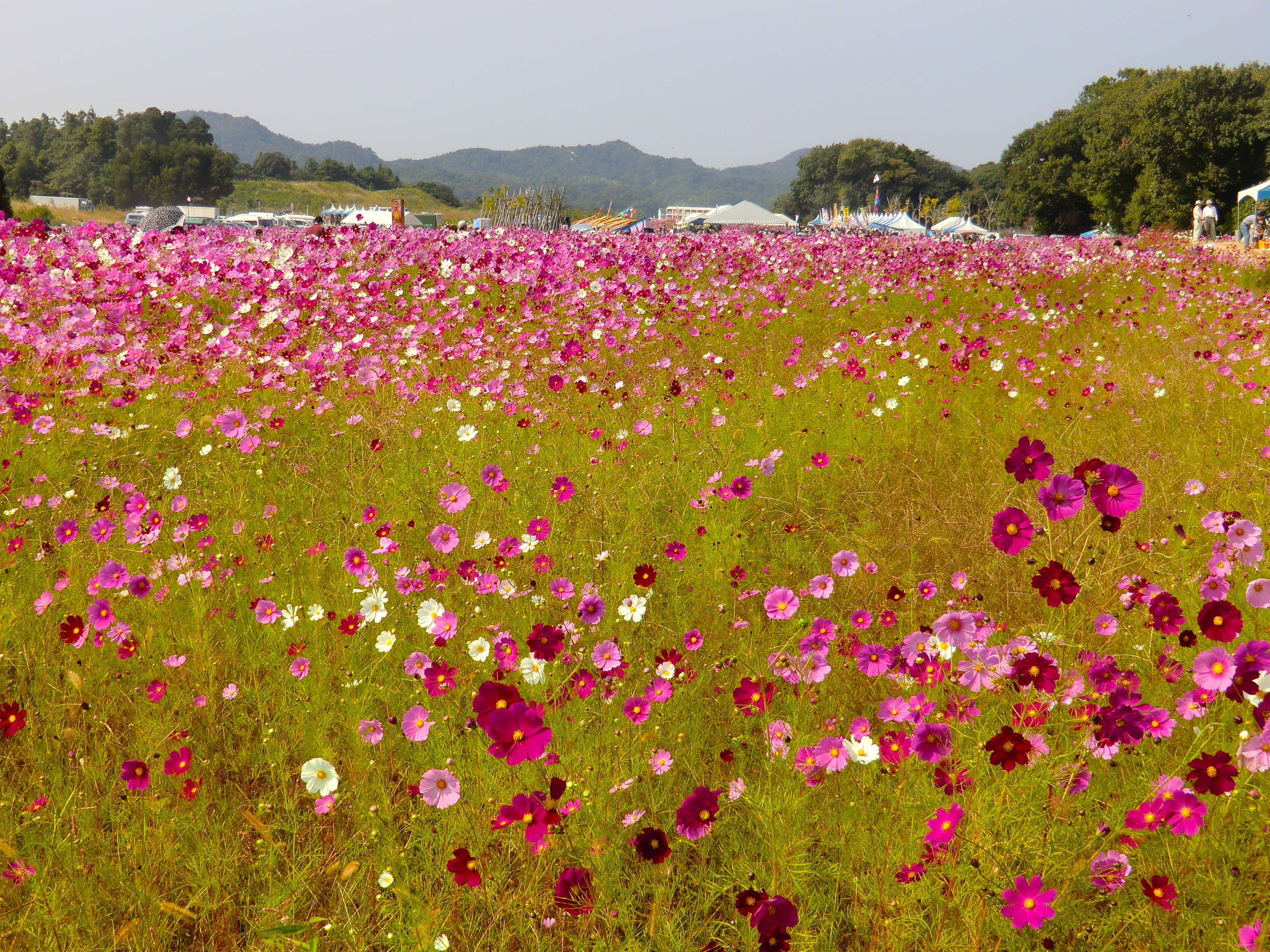
リフレッシュパーク豊浦のコスモス

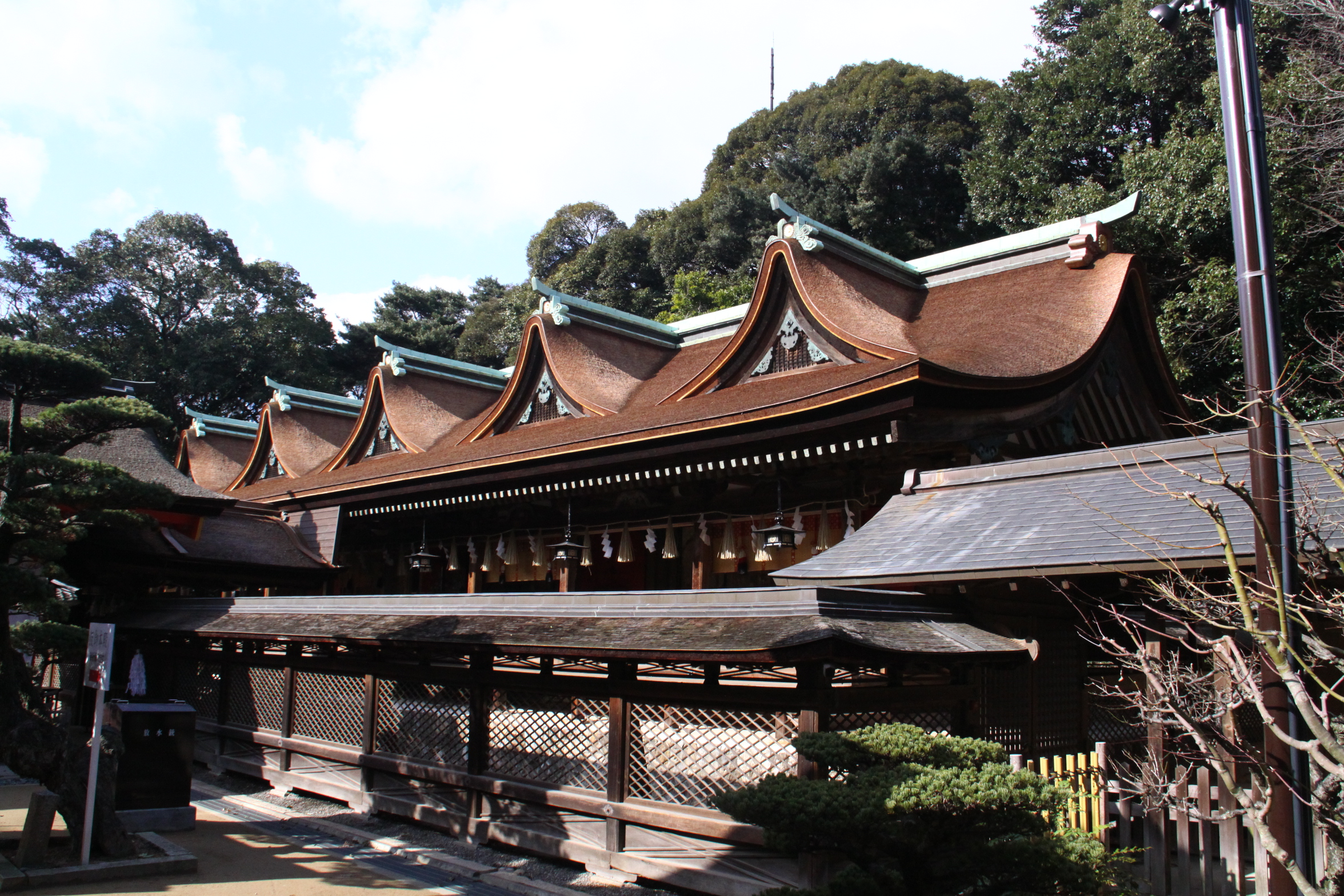
住吉神社本殿（国宝）

- 下関北運動公園・下関球場・山口県立下関武道館
- 深坂自然の森
- 下関園芸センター
- 蓋井島
- 毘沙ノ鼻（本州最西端の地）
- 勝山御殿跡
- 綾羅木郷遺跡
- 下関市立考古博物館
- 中山神社 （祭神：中山忠光）
  - 愛新覚羅社（中山神社境内摂社。祭神：愛新覚羅溥傑・嵯峨浩・愛新覚羅慧生）
- 綾羅木海水浴場
- 安岡海水浴場
- 吉母海水浴場
- 下関フィッシングパーク

豊浦エリア
- 大河内温泉
- クスの森
- リフレッシュパーク豊浦（コスモスの名所）
- 福徳稲荷神社

豊北エリア
- 角島（角島灯台・角島大橋）
- 土井ヶ浜遺跡・人類学ミュージアム
- 土井ヶ浜海水浴場
- 豊北峡
- 壁島ウ渡来地

#### 内陸部
県道34号沿いのエリア。
勝山（新下関）エリア
- 住吉神社（本殿は国宝。日本三大住吉の一社。）
- 勝山御殿跡

菊川エリア
- 植松古墳公園
- 中山渓

豊田エリア
- ゲンジボタル（国の天然記念物）
- 石柱渓
- 豊田湖（木屋川ダム）
- 下関市豊田農業公園 みのりの丘
- 神上寺

### 温泉
- 日乃出温泉
- 王司温泉
- 吉見温泉
- 川棚温泉
- 大河内温泉
- 津波敷温泉
- 菊川温泉
- 西ノ市温泉
- 日野温泉
- 一の俣温泉
- 下関つくの温泉

## 催事・名物

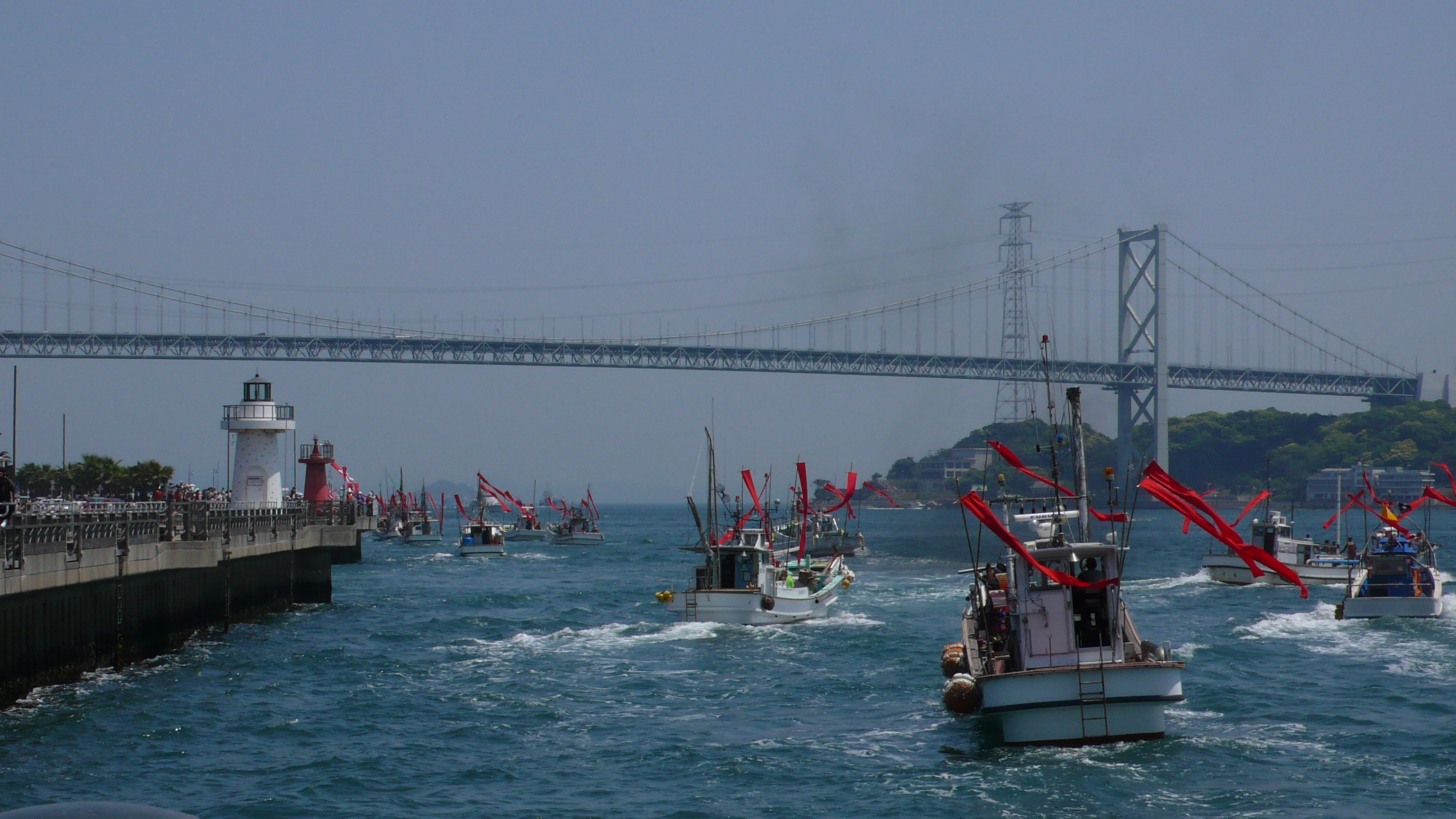
しものせき海峡まつり(源平船合戦海上パレード)

### 祭事・催事
- 2月：下関ふくの日まつり
- 4月中旬：維新・海峡ウォーク
- 4月14日：東行忌
- 5月2日 - 4日：先帝祭（市指定無形文化財）
- 5月3日：しものせき海峡まつり
- 7月下旬：リトル釜山フェスタ in SUMMER
- 8月7日 - 13日：数方庭祭（県指定無形文化財）
- 8月13日：関門海峡花火大会
- 8月下旬：朝鮮通信使行列再現
- 8月下旬：馬関まつり（県内最大の祭り）
- 10月/11月：ツール・ド・しものせき
- 10月第4土曜日：福江八幡宮流鏑馬
- 11月：下関海響マラソン
- 11月23日：下関さかな祭
- 11月23日：リトル釜山フェスタ

### 名産・特産
| 下関四大名物 - フグ（ふく） - ウニ - クジラ - アンコウ | 下関三大鍋料理 - ふぐ鍋 - あんこう鍋 - とんちゃん鍋 |

その他の名産品
- 辛子明太子（下関発祥）
- 瓶詰めウニ（下関発祥）
- 瓦そば（川棚温泉、下関発祥）
- 朝鮮料理
- 魚肉練り製品
- 角島・特牛（こっとい）のイカ
- 巌流焼・おそいぞ武蔵
- 亀の甲煎餅
- うにぱい
- 阿わ雪（淡雪）
- 二見饅頭（旧豊北町）
- 小月最中
- ふぐ提灯
- ふぐ凧
- 河豚笛
- 赤間硯

## 下関とプロ野球
下関市は、大洋漁業株式会社（現：株式会社マルハニチロ水産）の創業の地であり、西日本地区におけるベースオフィスでもあったことから、当地を本拠地に大洋漁業（当初は林兼商店）野球部が活動し、1948年国民体育大会優勝、その他都市対抗野球などにも出場する強豪チームとして知られた。
1950年の2リーグ分裂により、同チームはプロ化して「株式会社まるは球団」を設立してチーム名も大洋ホエールズ（現在の横浜DeNAベイスターズ）として、セントラル野球連盟に加盟し、旧・市営野球場を本拠とした。大洋は経営的に不利な状況が続き、1951年には広島カープ（現：広島東洋カープ）との合併も囁かれたが、広島市民の熱意で合併は一旦回避される。しかし、1953年のシーズン開幕前に松竹ロビンス（京都市）と電撃合併が決まり、チーム名も「大洋松竹（洋松）ロビンス」として大阪府大阪市を本拠地とすることになり、下関のホエールズは3シーズンで消滅した。
かつてホエールズが本拠地としていた旧・市営球場（現在の下関市立市民病院所在地）は1985年限りで老朽化のため解体され、1988年には下関北運動公園内に現在の市営球場が開場した。「下関のホエールズ」が消滅してから半世紀近くが経過した1999年に福岡ダイエーホークス（現・福岡ソフトバンクホークス）が本拠地を大阪市（大阪球場）から福岡県福岡市（平和台球場→福岡ドーム）に移転してから初のパ・リーグ優勝・日本一を決めて以来、福岡県に近い土地柄・「ホエールズの記憶」の風化から下関市内でもホークスファンが多くなった。
2018年現在はホークスファンが下関市民の大勢を占めているが、大洋が下関から撤退した後も準本拠地的に年数試合の主催ゲームが開かれるなど、今なおベイスターズの人気も根強い。ホエールズ（当時の本拠地：川崎球場）が球団創設後初の日本一に輝いた1960年、それから38年ぶりにベイスターズ（本拠地：横浜スタジアム）が2度目の日本一に輝いた1998年には、それぞれ神奈川県内の本拠地所在地（川崎市・横浜市）のみならず発祥地・下関市内でも優勝パレードが開かれ、1998年の優勝パレードには約6万人が集まった。
一方、独立リーグである九州アジアリーグに2022年に加入した福岡北九州フェニックスは、初年度より下関球場で公式戦を開催し、2023年シーズンからは球団名を北九州下関フェニックスに変更した。

## 下関を舞台にした作品
- 作品全体での主要舞台になっている場合のみ追加

映画
- チルソクの夏
- カーテンコール
- 四日間の奇蹟
- 長州ファイブ
- ヘレンケラーを知っていますか
- 風の外側
- ハードロマンチッカー
- 共喰い

ドラマ
- TBS創立50周年記念番組「明るいほうへ明るいほうへ〜童謡詩人金子みすゞ〜」（長門市仙崎と共に）
- TBSドラマ特別企画「金子みすゞ物語〜みんなちがってみんないい〜」（長門市仙崎と共に）
- 少女には向かない職業（全10話）
- 月曜名作劇場『税務調査官・窓際太郎の事件簿31「下関うず潮に消えた愛」』（2016年12月12日放送）

小説
- キラプリおじさんと幼女先輩シリーズ（岩沢藍）
- 少女には向かない職業（桜庭一樹）
- 共喰い（田中慎弥）

アニメ
- 名探偵コナン
  - 第299話・第300話「友情と殺意の関門海峡（前編・後編）」（2002年11月4日・11月18日放送）
  - 第1075話「てっちり対決ミステリーツアー（下関編）」（2023年2月25日放送）

## 出身関連著名人

### 出身著名人
政治
- 青木作雄（元衆議院議員）
- 植田謙輔（彦島村長）
- 植田末蔵（彦島町長）
- 植田治作（豊浦郡会議員、彦島村会議員）
- 大岡育造（元衆議院議長・元文部大臣）
- 徳永正利（元参議院議長・元運輸大臣 ）[71]
- 湯浅倉平（元宮内大臣・元警視総監・元会計検査院長）
- 江藤智（元運輸大臣）
- 林義郎（元大蔵大臣・元厚生大臣、元衆議院議員、自由民主党）
- 林芳正（文部科学大臣･元農林水産大臣・元防衛大臣、参議院議員、自由民主党）
- 林平四郎（衆議院議員、貴族院議員）
- 髙木義明（元文部科学大臣、元衆議院議員、民主党）
- 田中和徳（自民党幹事長代理、元復興大臣、衆議院議員）
- 江島潔（参議院議員、自由民主党）
- 江島鐡雄（下関市会議員、工学博士）[72]
- 坂本実（元衆議院議員・自由党）
- 魚谷哲央（維新政党・新風設立者・初代代表）
- 福田正義（日本共産党（左派）設立者・議長）
- 出畑実（衆議院議員）

経済
- 植田惣五郎（植田合名会社代表、海運業、運送業、貸地貸家業、労力請負業）
- 植田松蔵（植田合名会社代表、彦島運輸社長）
- 宗岡正二（元新日鐵住金代表取締役会長兼CEO、全日本柔道連盟会長）
- 来島達夫（元JR西日本代表取締役社長、現JR西日本副会長）
- 山本正已（元富士通代表取締役社長、元電子情報技術産業協会会長）
- 河田正也（元日清紡ホールディングス社長、現日清紡ホールディングス会長）
- 末光鉄之助（関門日報社顧問、関門日日新聞社長、馬関物価日報社長、下関実業日報社長)
- 末光賢吉（関門日報社会長）
- 前田金造（石油燐寸商、穀物商）
- 瀧川辨三（実業家「日本のマッチ王」、滝川学園創立者）
- 白石正一郎（豪商）
- 伊藤助太夫（豪商）
- 岡崎富夢（株式会社PASIO代表取締役社長）
- 秋利美記雄（クイズ解答者）
- 上井文彦（元新日本プロレス営業本部長）
- 中村良夫（本田技研工業常務・特別顧問、ホンダF1初代監督）
- 中山太一（中山太陽堂（現在のクラブコスメチックスグループ）創業社長）
- 吉田実 - (シーモール下関商業開発株式会社代表取締役社長)
- 井上省三 - (千住製絨所初代所長）

行政
- 越智繁雄（元国土地理院長、元国土交通省関東地方整備局長）
- 迫田英典（元国税庁長官）
- 町田顯（元最高裁判所長官）
- 矢野康治（財務事務次官）

軍人
- 乃木希典（陸軍大将。伯爵）
- 服部潜蔵（大日本帝国海軍士官）
- 清水清
- 三吉慎蔵（長府藩報國隊軍監）

学術
- 岡村定矩（元東京大学副学長、天文学者）
- 戎崎俊一（天文学者）
- 島泰三（動物学者）
- 新川士郎（経済学者）
- 三隅隆司（経済学者）
- 岸田苟庵（福地桜痴の父、儒医）[73]

文化
- 船戸与一（直木賞作家）
- 古川薫（直木賞作家）
- 田中慎弥（芥川賞作家）
- 赤江瀑（泉鏡花賞作家）
- 豊田行二（官能小説家）
- 北森鴻（推理作家）
- 塩田丸男（作家・評論家）
- 天木直人（元外交官、作家）
- 山際澄夫（政治ジャーナリスト、作家）
- 山田宗睦（評論家、哲学者）
- 中本たか子（小説家）
- 田上菊舎（江戸時代の女流歌人）
- 坂本忠雄（元文芸誌新潮編集長、開高健記念会会長）
- 下関マグロ（ライター）
- 藤井徹貫（音楽ライター、小説家）
- 狩野芳崖（日本画家）
- 亀永吾郎（日本画家）
- 藤田隆治（日本画家）
- 長谷川三郎（洋画家）
- 水野英子（漫画家）
- 青池保子（漫画家）
- 迫稔雄（漫画家）
- 小坂俊史（漫画家）
- 関よしみ（漫画家）
- 乾はるか（漫画家）
- 山野辺一記（アニメ脚本家）
- 吉田茂承（アニメ演出家、画家）
- 名越稔洋（ゲームクリエイター）
- 斎藤光正（映画監督）
- 佐々部清（映画監督）
- 小池要之助（映画監督）
- グ・スーヨン（CMディレクター、映画監督）
- 野村佐紀子（写真家）
- 万美（書道家）

芸能
- 松田優作（俳優）
- 細川俊之（俳優）
- 山下真司（俳優）
- 片桐竜次（俳優）
- 益岡徹（俳優）
- 小林且弥（俳優）
- 田中絹代（女優）
- 木暮実千代（女優）
- 三田登喜子（女優）
- 越智静香（女優）
- 津路清子（女優）
- 貴羽右京（宝塚歌劇団男役）
- 蘭舞ゆう（宝塚歌劇団男役）
- 若本規夫（声優）
- 神代知衣（声優）
- 美波わかな（声優）
- 田丸楓（声優・ナレーター）
- 田村淳（お笑いコンビ・ロンドンブーツ1号2号）
- 波田陽区（お笑い芸人）
- 八十島弘行（お笑いコンビ・2700）
- 剛州（俳優・タレント）
- 河田陽菜（アイドル、日向坂46）[74]
- 安田栗之助（ローカルタレント）
- 青木美津子（グラビアモデル）
- 楠城華子（タレント）
- 岡田ひとみ （タレント）
- 三宅あみ（モデル、タレント）
- 藤原義江（オペラ歌手）
- 二村定一（歌手・ボードビリアン）
- 林伊佐緒（歌手）
- 山本譲二（歌手）
- 音羽しのぶ（歌手）
- 田崎敬浩（EXILE・TAKAHIRO）
- 吉崎勝正（クリスタルキングリーダー）
- SION（シンガーソングライター）
- KATZE
- 田川ヒロアキ（ギタリスト）
- 匠（ギタリスト、マニピュレーター、sukekiyoメンバー）
- 織田浩司（サックス奏者、BIG HORNS BEEメンバー）
- 河合わかば（トロンボーン奏者、BIG HORNS BEE）
- マシータ（元BEAT CRUSADERSドラマー）
- コシバKEN（ET-KING総合司会）
- 堤晋一（Bivattcheeヴォーカル）
- NAKANO（マニ★ラバヴォーカル）
- 和田薫（作曲家）
- 岡村有希子（歌手、後に本名の岡村佳枝に改名）
- まちゃあき（ダンサー芸人・エグスプロージョン）
- 野々村彩乃（ソプラノ歌手）
- 李由美（タレント）
- 今野蓮（市民団体「えんじん」元代表、元Youtuber、元道仁会準構成員）

マスコミ
- 井上雪彦（旧豊浦町・元山口放送アナウンサー）
- 勝津正男（元山口放送アナウンサー）
- 河野康子（山口放送アナウンサー）
- 横溝洋一郎（TYSテレビ山口アナウンサー）
- 井川弘宜（YAB山口朝日放送アナウンサー）
- 井原陽介（NHKアナウンサー）
- 寺川奈津美（NHKニュース7気象情報担当）
- 清水春名 (YAB山口朝日放送アナウンサー)
- 河村太朗（NHK大分放送局）
- 松原耕二（ニュースキャスター）
- 中西一清（元RKB毎日放送アナウンサー）
- 和田安生（KBC九州朝日放送元アナウンサー）
- 砂山圭大郎（JOQR文化放送アナウンサー）
- 佐藤史依（KKT熊本県民テレビアナウンサー）
- 木村洋二（STV札幌テレビ放送アナウンサー）
- 梅田恵子（旧豊北町・北日本放送アナウンサー）
- 貞包みゆき（フリーアナウンサー）
- 菊田あや子（リポーター）
- 井口謙（RKB毎日放送アナウンサー）
- 西山太吉（元毎日新聞記者、西山事件当事者）
- 木村晴美（NHK手話ニュース845キャスター、国立障害者リハビリテーションセンター学院教官）

スポーツ
- 池永正明（プロ野球・元西鉄ライオンズ投手）
- 金子洋平（プロ野球・元日本ハムファイターズ外野手）
- 児玉龍也（プロ野球・福岡ソフトバンクホークス投手）
- 嶋村一輝（プロ野球・元横浜DeNAベイスターズ内野手）
- 戸倉勝城（プロ野球・元阪急ブレーブス野手、監督）
- 平田真吾（プロ野球・横浜DeNAベイスターズ投手）
- 平山菊二（プロ野球・元読売ジャイアンツ野手）
- 藤本英雄（プロ野球・元読売ジャイアンツ投手、監督）
- 宮﨑敦次  (プロ野球・千葉ロッテマリーンズ投手）
- 宮本和知（プロ野球・元読売ジャイアンツ投手）
- 田中俊幸（元セ・リーグ審判部長）
- 中部銀次郎（ゴルファー）
- 佐山サトル（格闘家・初代タイガーマスク）
- 花原勉（レスリング選手、東京オリンピック金メダリスト）
- 篠巻政利（柔道選手、世界選手権無差別級2連覇）
- 西山将士（柔道選手、ロンドンオリンピック銅メダリスト）
- 原沢久喜（柔道選手、リオオリンピック銀メダリスト）
- 太刀光昭洋（大相撲力士）
- 豊響隆太（大相撲力士）
- 防長山源治（大相撲力士）
- 豊真将紀行（大相撲力士、元小結）
- 前村早紀（女子プロレスラー）
- 三好喜美佳（女子プロボクサー）
- 和泉新（サッカー選手・インド、プネーFC）
- 中山元気（元サッカー選手）
- 野村直輝（サッカー選手・大分トリニータ）
- 宮本亨（元サッカー選手）
- 小川忠晴（元プロバスケットボール選手）
- 中川和之（プロバスケットボール選手）
- 先野久美子（バレーボール選手）
- 石川卓哉（陸上長距離選手）
- 梅木蔵雄（陸上長距離選手）
- 黒川和樹（陸上ハードル選手）
- 中本健太郎（陸上長距離選手、ロンドンオリンピック男子マラソン6位入賞）
- 信岡沙希重（陸上短距離選手）
- 道下美里（東京パラリンピック女子マラソンT12金メダリスト、リオパラリンピック女子マラソンT12銀メダリスト）
- 藤原克昭（二輪レーサー）
- 宮崎敦（二輪レーサー）
- 張田京（騎手・船橋競馬）
- 松永裕美（女子プロボウラー）
- アクセル住吉（プロボクサー）
- 尾上萌楓（女子プロボウラー）
- 海樹リコ（女子プロレスラー）[75]

その他
- 奥平剛士（日本赤軍創設メンバーで最高幹部。テルアビブ空港乱射事件実行犯。奥平純三は実弟。）
- 奥平純三（日本赤軍メンバー。ハーグ事件、クアラルンプール事件、ダッカ日航機ハイジャック事件実行犯）

### ゆかりのある人物
- 秋田寅之介（旧姓・秋富、秋田松次郎の養子、秋田商会社長、衆議院議員）
- 秋田三一（旧姓・武光、秋田寅之介の養子、貴族院議員）
- 安倍晋三（衆議院議員・第90・96・97代内閣総理大臣・自由民主党総裁） - 当地を含む山口県第4区選出で、自宅は下関市上田中町二丁目にある。
- 江藤鋪（陸軍少将） - 住所は下関市貴船町[72]。
- 坂原秀尚（アマチュア野球選手・監督）：下関市生まれ、広島市出身。東亜大学卒、下関国際高校監督
- 中部利三郎（林兼産業社長、大洋漁業副社長） - 住所が下関市上田中町。
- 松井康子（女優） - 下関市長・松井信助の孫。
- 松本清張（小説家） - 1歳から市内の旧壇ノ浦（現在のみもすそ川町）で育ち、4歳ごろに市内で引っ越し、8歳ごろまで上田中町に住んだ。
- 林芙美子（小説家） - 林芙美子本人が、自分は下関生まれだと語っている。
- 森進一（歌手） - 生まれは山梨県甲府市。幼児期から中学3年途中まで下関で育つ
- 魁傑將晃（大相撲力士・元大関、第11代日本相撲協会理事長） - 小学3年から高校卒業まで下関で育つ
- 八尋俊邦（元三井物産社長・会長、元経団連副会長）
- 韓昌祐（マルハン創業者）
- 入谷豊州（関光汽船創業者）